# Presidente de la Nación Argentina
El presidente de la Nación Argentina es el jefe de Estado, jefe de Gobierno y titular del Poder Ejecutivo Nacional, responsable político de la administración general de la República Argentina y comandante en jefe de las Fuerzas Armadas. El actual presidente, Javier Milei, de La Libertad Avanza, tomó posesión el 10 de diciembre de 2023.
Entre otros poderes y responsabilidades, el artículo 99 de la Constitución de la Nación Argentina encarga al presidente «expedir las instrucciones y reglamentos que sean necesarios para la ejecución de las leyes»; hace del presidente el comandante en jefe de las Fuerzas Armadas, lo autoriza a nombrar funcionarios ejecutivos y judiciales (estos últimos con acuerdo del Senado), lo sitúa al frente de la política exterior de Argentina, le permite conceder indultos o moratorias, promulgar o vetar leyes, introducir legislación mediante decretos de necesidad y urgencia (sujetos a control parlamentario) y declarar con ciertas condiciones, el estado de sitio y la intervención federal de las provincias. Debido a la naturaleza federal de la República Argentina, el presidente de la Nación no puede ejercer las facultades que la Constitución asigna a los gobernadores de las provincias, ni las facultades no delegadas por las provincias a la Nación. Algunas de las facultades presidenciales son concurrentes con los gobernadores provinciales y de la Ciudad de Buenos Aires, como la educación no primaria, la salud, la política ambiental y laboral, y los impuestos internos.
Es elegido en conjunto con la persona que ocupará el cargo de vicepresidente, mediante sufragio directo, secreto y obligatorio, con posibilidad de una segunda vuelta electoral para un mandato de cuatro años. Desde la reforma de la Constitución Argentina de 1994 el mandatario tiene la posibilidad de una reelección inmediata, pudiendo repetir el mandato después de transcurrido un período. En caso de ausencia del país, enfermedad, muerte, destitución o renuncia de un presidente, el vicepresidente asume la Presidencia.
El cargo fue creado por la Constitución de 1853, pero con anterioridad hubo algunas autoridades constitucionales que llevaron el mismo título, aunque con diferentes funciones debido a su estructura unitaria. Hasta 1947 no estaba permitido que la presidencia fuera ejercida por mujeres. 
Entre 1853 y 2023, veintiséis personas fueron elegidas para la Presidencia, de las cuales solo una fue mujer: Cristina Fernández de Kirchner Otras siete personas fueron elegidas como vicepresidentes y ocuparon la Presidencia por muerte o enfermedad de los titulares: una de ellas fue mujer, María Estela Martínez de Perón. Siete presidentes constitucionales fueron derrocados -seis entre 1930 y 1976- (Pedernera, Yrigoyen, Castillo, Perón, Frondizi, Illia, Martínez de Perón)- y dos electos renunciaron libremente (Alfonsín y De la Rúa). Cuatro ciudadanos asumieron el cargo por causa de acefalía de la Presidencia y la Vicepresidencia, siguiendo las pautas legales de sucesión (Guido, Lastiri, Rodríguez Saá y Duhalde).
Doce personas usurparon el poder por la fuerza con el título de «presidente», pero con las suma de los poderes legislativos y ejecutivos nacional y provinciales, y en algunos casos ejerciendo también el poder constituyente.
La primera persona que ejerció el poder ejecutivo con el título de «presidente de las Provincias Unidas del Río de la Plata» fue Bernardino Rivadavia en 1826, pero bajo un régimen unitario y una legislación cuestionada. Después de su renuncia desapareció el cargo en la legislación argentina hasta que en 1853 fue restablecido por una nueva constitución, en el marco de un régimen federal y un sistema electoral con escasa participación popular. Justo José de Urquiza fue el primer elegido de acuerdo con el nuevo régimen y desempeñó el cargo como «presidente de la Confederación Argentina», al igual que su sucesor, Santiago Derqui, quien luego de las reformas constitucionales de 1860 asumió como «presidente de la Nación Argentina», título vigente hasta la fecha. 
El presidente interino Adolfo Rodríguez Saá fue el que menos tiempo permaneció en el cargo, siete días; Julio Argentino Roca fue el que permaneció por más tiempo, con doce años. Hipólito Yrigoyen fue el primer presidente elegido por sufragio secreto y obligatorio de varones. Juan Domingo Perón fue el primero elegido por sufragio secreto y obligatorio de varones y mujeres y quien más veces resultó elegido, en 1946, 1951 y 1973. El Partido Autonomista Nacional (PAN) fue la fuerza política que más años detentó el poder presidencial, ejerciéndolo de forma ininterrumpida durante 42 años, entre 1874 y 1916, mientras que Propuesta Republicana (PRO) mediante la alianza Cambiemos fue el que lo hizo por menos tiempo, solo un período (diciembre 2015 - diciembre 2019).

## Origen

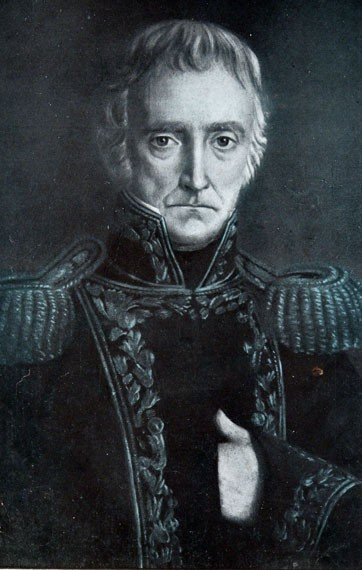
El potosino Cornelio Saavedra, presidente de la Primera Junta de las Provincias Unidas del Río de la Plata.

Los orígenes de la Argentina como Estado-nación se remontan a fines del siglo XVI, cuando el Imperio Español inició la conquista y colonización de los territorios y pueblos ubicados al sureste de América del Sur, imponiendo un régimen monárquico, subdividido a su vez en audiencias, capitanías generales, gobernaciones y corregimientos.
En 1776, en el marco de las llamadas reformas borbónicas, el rey de España creó el Virreinato del Río de la Plata –que abarcaba aproximadamente los territorios de las actuales Argentina, Bolivia, Paraguay, Uruguay y sur de Brasil– separándolo del Virreinato del Perú. El jefe de Estado seguía siendo el rey, representado localmente por el virrey que, en general, eran nacidos en España.

### Primera Junta de Gobierno
La Primera Junta de Gobierno, oficialmente Junta Provisional Gubernativa de las Provincias del Río de la Plata a nombre del Señor Don Fernando VII, fue la Junta de gobierno surgida el 25 de mayo de 1810 en Buenos Aires, capital del Virreinato del Río de la Plata, como consecuencia del triunfo de la Revolución de Mayo que destituyó al virrey Baltasar Hidalgo de Cisneros. La sede del gobierno fue fijada en el Fuerte de Buenos Aires, que sirviera desde 1776 como residencia de los virreyes y donde hoy se encuentra la Casa de Gobierno. La Primera Junta existió como tal hasta el 18 de diciembre del mismo año, ya que con la incorporación de diputados del interior se transformó en la Junta Grande.
El presidente de la Primera Junta de las Provincias Unidas del Río de la Plata fue Cornelio Saavedra.

### Director supremo
Cuando se unieron representantes de otras ciudades del interior y luego el gobierno se delegó primero en un triunvirato y luego en un poder ejecutivo unipersonal con el nombre de director supremo creado por la Asamblea Nacional de 1813.
El cargo de director supremo se mantuvo cuando, luego de declarada la independencia el 9 de julio de 1816 por un Congreso reunido en la ciudad de San Miguel de Tucumán, se aprobó una Constitución en 1819, pero debido a circunstancias políticas, la misma nunca entró en vigor, el poder central se disolvió y el país quedó como una confederación de provincias.
Una nueva constitución aprobada en 1826 creó por primera vez el cargo de presidente, para el cual fue elegido Bernardino Rivadavia, el primer presidente argentino. Debido a la guerra entre Argentina y Brasil, Rivadavia renunció después de un breve período de tiempo y la oficina se disolvió poco después.
Una guerra civil entre «unitarios» (unitaristas, es decir gobierno central con sede en Buenos Aires) y «federales» (federalistas con plena autonomía de las provincias) se produjo en las décadas siguientes. En este momento, no había una autoridad central y lo más cercano a ello era el representante de relaciones exteriores, por lo general el gobernador de la provincia de Buenos Aires. El último en llevar este título fue Juan Manuel de Rosas que, en los últimos años de su gobierno, fue elegido jefe supremo de la Confederación Argentina, adquiriendo poder efectivo en el resto del país.
En 1852, Rosas fue derrocado y se convocó a una asamblea constituyente. Esta constitución, aún en vigor, estableció un gobierno federal nacional, con la oficina del presidente, electo mediante el colegio electoral. El período de mandato se fijó en seis años, sin posibilidad de reelección. El primer presidente elegido en virtud de la Constitución fue Justo José de Urquiza. Después de una breve interrupción en 1860, la sucesión de presidentes se realizó respetando las normas legales hasta que a partir de 1930 fue interrumpida por varios golpes de Estado, con lo cual se intercalaron presidentes de facto y otros elegidos por vías legales.
En 1930, 1943, 1955, 1962, 1966 y 1976, golpes militares depusieron los presidentes electos. En 1930, 1943 y 1955 las Fuerzas Armadas designaron militares con el título de presidente. Como resultado de los golpes de Estado de 1966 y de 1976, el gobierno federal fue ejercido por una junta militar integrada por los jefes de cada una de las tres ramas de las Fuerzas Armadas —Ejército, Fuerza Aérea y Armada— la que, a su vez, designó a un militar como presidente. En 1962, antes que los militares alcanzaran a nombrar un nuevo presidente, asumió ese cargo el presidente provisional del Senado que era el reemplazante legal del presidente depuesto. Es discutible si estos jefes de Estado militares pueden ser llamados presidentes, dada su ilegitimidad. La posición del gobierno argentino actual es que los militares que desempeñaron el Poder Ejecutivo entre 1976 y 1983 no fueron legítimos, por lo cual no se le ha reconocido derecho a una pensión presidencial. La situación de los anteriores dictadores no fue definida; todos han fallecido.

### La figura presidencial en los textos constitucionales

#### Constitución de 1826
Artículo 68.- El Poder Ejecutivo de la nación se confía y encarga a una sola persona,

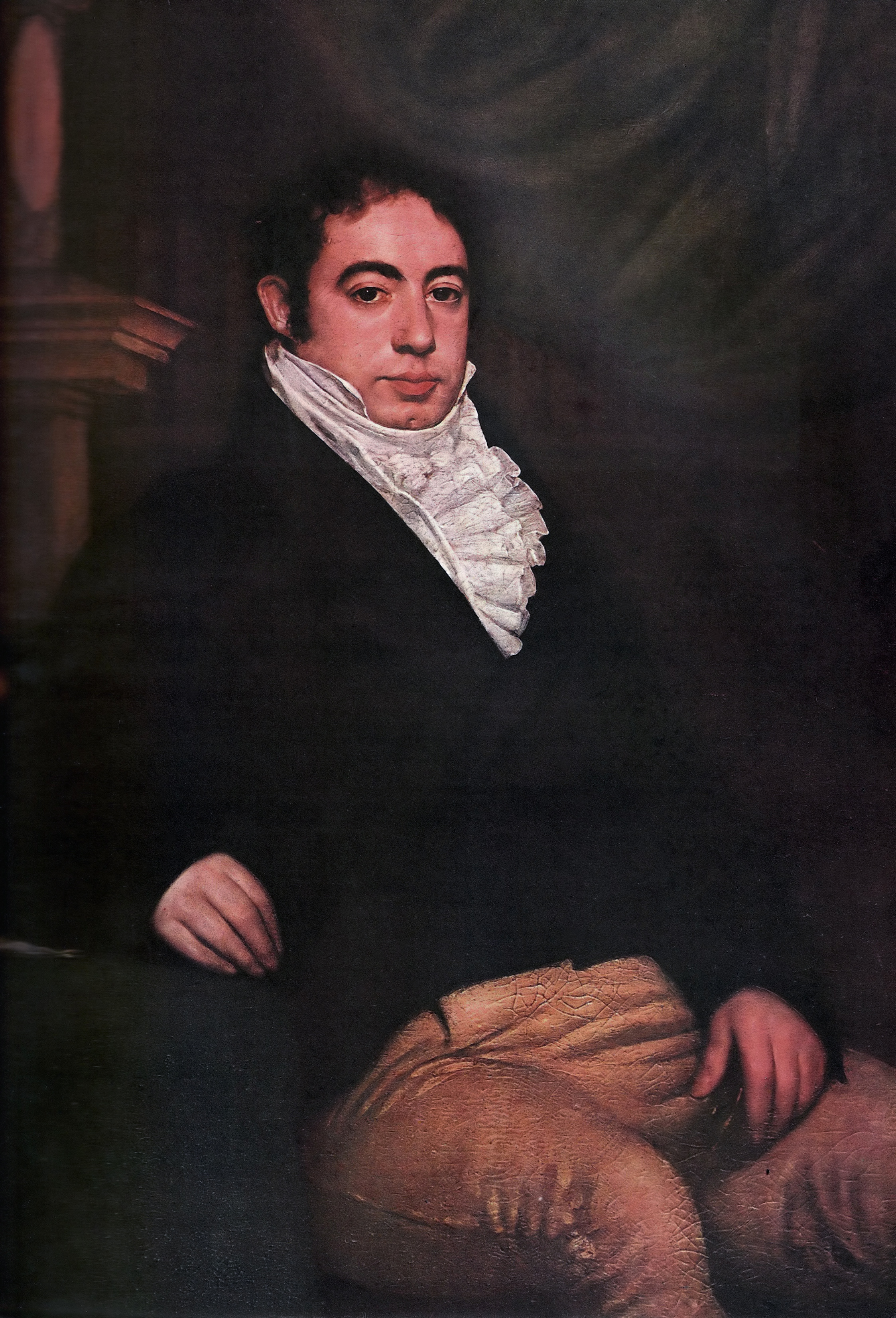
Bernardino Rivadavia fue el primer responsable del Poder Ejecutivo en ser denominado «presidente».

bajo el título de Presidente de la República Argentina.
Artículo 70.- Antes de entrar al ejercicio del cargo, el Presidente electo hará en manos del Presidente del Senado, y a presencia de las dos Cámaras reunidas, el juramento siguiente: «Yo (N...) juro por Dios Nuestro Señor y estos Santos Evangelios, que desempeñaré debidamente el cargo de Presidente, que se me confía; que protegeré la Religión Católica, conservaré la integridad e independencia de la República y observaré fielmente la Constitución».
Capítulo primero. Naturaleza y calidades de este poder . Sección V. Del Poder Ejecutivo, Constitución de la Nación Argentina (1826)

La Constitución de 1826 establecía que el poder ejecutivo es ejercido por una persona bajo el título de presidente de la República Argentina (artículo 68). Los requisitos eran ser ciudadano argentino, tener treinta y seis años, nueve como ciudadano y un capital de diez mil pesos (artículos 24 y 69). Tenía un mandato de cinco años y no podía ser reelecto (artículo 71). En caso de enfermedad, muerte, renuncia o destitución el cargo era ejercido por el presidente del senado (artículo 72). Era elegido de la siguiente forma (artículos 73 al 80): En la capital y en cada provincia se formaba una junta de 15 electores quienes votaban cuatro meses antes de que finalice el mandato con «balotas firmadas». Una vez terminada la votación y el escrutinio, el acta iba dirigida al presidente del Senado quien junto a cuatro miembros del congreso hacían el conteo final. El que reunía las dos terceras partes de los votos era proclamado presidente. En caso de que ninguno lo reuniere, era elegido por los 2/3 del congreso. Podía ser destituido por acusación de la Cámara de Representantes por «delitos de traición, concusión, malversación de los fondos públicos, violación de la Constitución, particularmente con respecto a los derechos primarios de los ciudadanos, u otros crímenes que merezcan pena infamante o de muerte» y ser destituido por el senado.
Sus atribuciones eran (artículos 81 al 101) publicar y hacer ejecutar las leyes, convocar al congreso, hacer anualmente la apertura de sesiones, ordena las elecciones legislativas, ser el comandante de las fuerzas de mar y tierra necesitando el permiso del congreso para mandar al ejército en persona, proveer la seguridad interior y exterior, tomar medidas para garantizar la paz, hacer tratados con aprobación del senado, nombrar y destituir a sus cinco ministros, nombrar embajadores y demás agentes con aprobación del senado, recibir delegaciones extranjeras, expedir las cartas de ciudadanía, ejercer el patronato general de las iglesias, «Todos los objetos y ramos de Hacienda y Policía, los establecimientos públicos y nacionales, científicos y de todo género, formados y sostenidos con fondos del Estado las casas de moneda, Bancos nacionales, correos, postas y caminos son de la suprema inspección y resorte del Presidente de la República», aplicar indultos y nombrar jueces de la corte suprema. Además, nombraba a los gobernadores de las provincias a propuesta de un Consejo de Administración y aprobaba sus presupuestos. Todo proyecto de ley debía pasar por el poder ejecutivo quien las aprobaba u objetaba.

#### Constitución de 1853
Artículo 71.- El Poder Ejecutivo de la Nación será desempeñado por un ciudadano con el título de «Presidente de la Confederación Argentina».
Artículo 77.- Al tomar posesión de su cargo el presidente y vicepresidente prestaran juramento, en manos del presidente del Senado (La primera vez del presidente del Congreso Constituyente), estando reunidos el Congreso, en los términos siguientes: "Yo N.N:, juro por Dios nuestro Señor y nuestros Santos Evangelios, desempeñar con lealtad y patriotismo el cargo de presidente (o vicepresidente) de la Confederación y observar y hacer observar fielmente la Constitución de la Confederación Argentina. Si así no lo hiciese, Dios y la Confederación me lo demanden."
Capítulo primero. De su naturaleza y duración. Sección II. Del Poder Ejecutivo, Constitución de la Nación Argentina (1853)

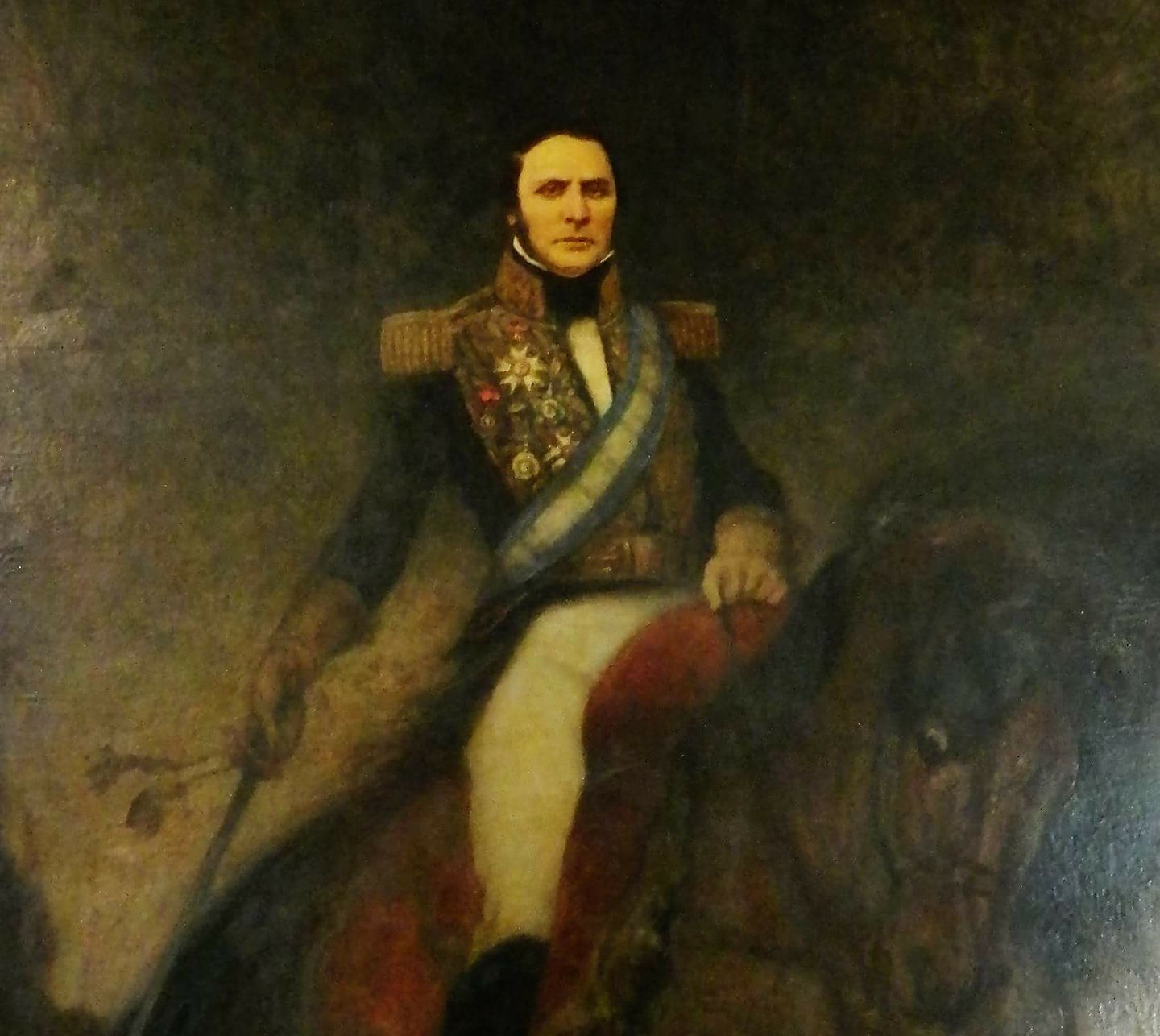
Justo José de Urquiza, primer presidente argentino luego de la sanción de la Constitución de 1853.

Los artículos 71.º a 90.º contenían las estipulaciones relativas al poder ejecutivo. El titular de este era unipersonal y llevaba el título de Presidente de la Confederación Argentina. Un vicepresidente, electo juntamente con él, lo supliría en caso de ausencia, inhabilidad o renuncia.
Los requisitos para la elección como presidente eran similares a los exigidos para los senadores; se les añadía la condición de nativo o de ser hijo de uno en caso de haber nacido fuera del territorio nacional y la práctica de la religión católica, única concesión a los montoneros. Su mandato se extendería por un período de seis años, sin posibilidad de reelección hasta que un período completo hubiese pasado; ninguna causa permitía la extensión de este más allá de los seis años cumplidos desde la fecha original de asunción.
El procedimiento para la elección presidencial era indirecto; el electorado de cada provincia escogería un número de delegados, igual al doble de la cantidad total de diputados y senadores que se eligiesen por la misma. Los electores de cada provincia votarían discrecionalmente a los candidatos que juzgasen más convenientes y remitirían copia sellada de su resolución al Senado de la Nación; una vez recibidas todas las listas, la Asamblea Legislativa realizaría el escrutinio de estas. De haber como resultado mayoría absoluta de un candidato, la proclamación sería automática. En caso de no contar ninguno con la misma, la Asamblea Legislativa elegiría inmediatamente y a simple pluralidad de sufragios entre los dos candidatos más votados o más en caso de haber empate en el primer o segundo puesto. En este último caso, de no haber candidato con mayoría absoluta en primera instancia, se realizaría balotaje entre los dos candidatos más votados en la primera vuelta. El quorum para esta elección era de tres cuartas partes de los congresistas.
De acuerdo con el primer inciso del artículo 90.º, el presidente era la autoridad suprema de la Confederación, en lo que se denomina un régimen presidencialista: no respondía de sus acciones, dentro del marco impuesto por la Constitución, a ninguna autoridad superior y no requería de la aprobación del Congreso para el ejercicio de las atribuciones que le competen. Era además el titular del poder ejecutivo de la ciudad designada capital federal y el jefe de las fuerzas armadas.
El presidente gozaba de facultades legislativas: además de la sanción y promulgación de las leyes dictadas por el Congreso, incluyendo la facultad de veto, estaba a su cargo la expedición de los reglamentos necesarios para la aplicación de la ley, llamados decretos, aunque respetando el espíritu original de la misma. La firma de tratados con otros estados estaba a su exclusivo cargo, así como la decisión de dar o no trámite a los documentos emitidos por el pontífice católico.
Como autoridad en materia de política exterior, es el encargado del nombramiento de embajadores y otros ministros destinados a la negociación con las potencias extranjeras; la elección y remoción de los titulares de embajada requería acuerdo senatorial —un vestigio de la influencia de la constitución norteamericana, en la que el Senado comparte con el presidente la potestad sobre las relaciones exteriores, sobre los convencionales—, pero la de los funcionarios de rango inferior estaba enteramente a su cargo. Por lo mismo, era la autoridad a cargo de la gestión de los asuntos militares, disponiendo del ejército, designando a los oficiales de este —con acuerdo del Senado, en caso de los puestos superiores del escalafón—, emitiendo patentes de corso, declarando la guerra o decretando el estado de sitio cuando su causa es el ataque de una potencia extranjera.
Su implicación con las tareas del Congreso no se limitaba a la promulgación de las leyes: estaba a cargo del presidente la apertura de las sesiones en Asamblea Legislativa, en la que comunicaba al mismo sus consideraciones acerca de su tarea y la prórroga o convocatoria a sesiones fuera del período ordinario.
Con respecto al poder judicial, estaba a su cargo la designación de los jueces de los tribunales federales, para lo que requería el acuerdo senatorial; además, contaba con la facultad de indultar a los condenados por delitos de jurisdicción federal, salvo en casos de juicio político. No tenía la facultad de imponer condenas, pero sí de —en estado de sitio— decretar el arresto temporal o el traslado de personas, salvo que estas prefiriesen abandonar el territorio nacional. Si no contaba con el acuerdo del Congreso al dictarlas, estas medidas caducaban automáticamente a los 10 días.
Como encargado de la administración nacional, le estaba encomendada la recaudación de la renta nacional y su aplicación, dentro del marco de la ley de presupuesto; tenía facultad para otorgar el goce de licencias o montepíos y para recabar cualquier clase de información por parte de la administración nacional.
La Constitución fijaba como ayudantes del presidente a cinco ministros, elegidos por este, en carteras de Interior, de Relaciones Exteriores, de Hacienda, de Justicia, Culto e Instrucción Pública y de Guerra y Marina. El refrendo ministerial era necesario para los decretos de gobierno. Los ministros estaban además obligados a dar informes al Congreso en la apertura de sesiones y facultados a tomar parte en los debates de este, aunque sin voto. La tarea era incompatible con el ejercicio del poder legislativo nacional.

#### Reformas constitucionales

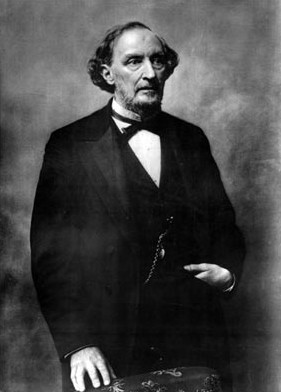
Bartolomé Mitre, primer presidente de la nación unificada.

Artículo 74.- El Poder Ejecutivo de la Nación será desempeñado por un ciudadano con el título de «Presidente de la Nación Argentina».

Artículo 80.- Al tomar posesión de su cargo el presidente y vicepresidente prestaran juramento, en manos del presidente del Senado (La primera vez del presidente del Congreso Constituyente), estando reunidos el Congreso, en los términos siguientes: «Yo N.N:, juro por Dios nuestro Señor y nuestros Santos Evangelios, desempeñar con lealtad y patriotismo el cargo de presidente (o vicepresidente) de la Nación y observar y hacer observar fielmente la Constitución de la Nación Argentina. Si así no lo hiciese, Dios y la Nación me lo demanden.»
Capítulo primero. De su naturaleza y duración. Sección II. Del Poder Ejecutivo, Constitución de la Nación Argentina (1860)

- La reforma de 1860 renombró al cargo como presidente de la Nación Argentina, otorgó a las provincias el derecho a pedir la intervención del Gobierno Federal en su territorio, a la cámara de diputados el derecho de acusar en juicio político a miembros del poder ejecutivo y jueces y quitó al poder ejecutivo la facultad de suspender las garantías constitucionales.
- En 1866 no se hizo cambios al sistema de gobierno
- En 1898 se elevó a ocho los ministerios del gabinete (antes eran 5)
- Hacia 1949 se permitía la reelección ilimitada del presidente y se eliminaba el colegio electoral (la elección sería directa, por el voto popular) y el límite de cantidad de ministerios. Además, el estado no autorizaría organizaciones que tuvieran principios opuestos a las libertades individuales y, aparte del estado de sitio, el presidente podría, sin aprobación del congreso, declarar el estado de prevención y alarma.
- La reforma de 1957 derogó la reforma de 1949 y reinstauró la constitución de 1853 con las reformas de 1860, 1866 y 1898, limitaba las facultades de intervención, atribuyéndoselas al Congreso exclusivamente, salvo casos de invasión exterior, la prohibición al poder ejecutivo de expulsar a ningún habitante, argentino o extranjero, limitaba más las facultades del Presidente para detener personas y establecía garantías para las personas detenidas en virtud del estado de sitio, limitaba el mandato del presidente a seis años, sin posibilidad de reelección y establecía la elección indirecta por colegio electoral (modificado por el estatuto provisional de 1972 que estableció un mandato de cuatro años con reelección y la elección directa con balotaje); y establecía limitaciones a ciertas personas para ser presidentes (ministros, cónyuges, parientes, contratistas del Estado).
- La reforma de 1994 estableció un mandato de cuatro años y habilitó la reelección presidencial, creó la figura del jefe de Gabinete -que debe concurrir al Congreso a informar sobre la gestión del Gobierno- la posibilidad de efectuar la delegación legislativa en el Poder Ejecutivo mediante los decretos de necesidad y urgencia, eliminó el colegio electoral y estableció el sistema de balotaje.

## Poderes y deberes

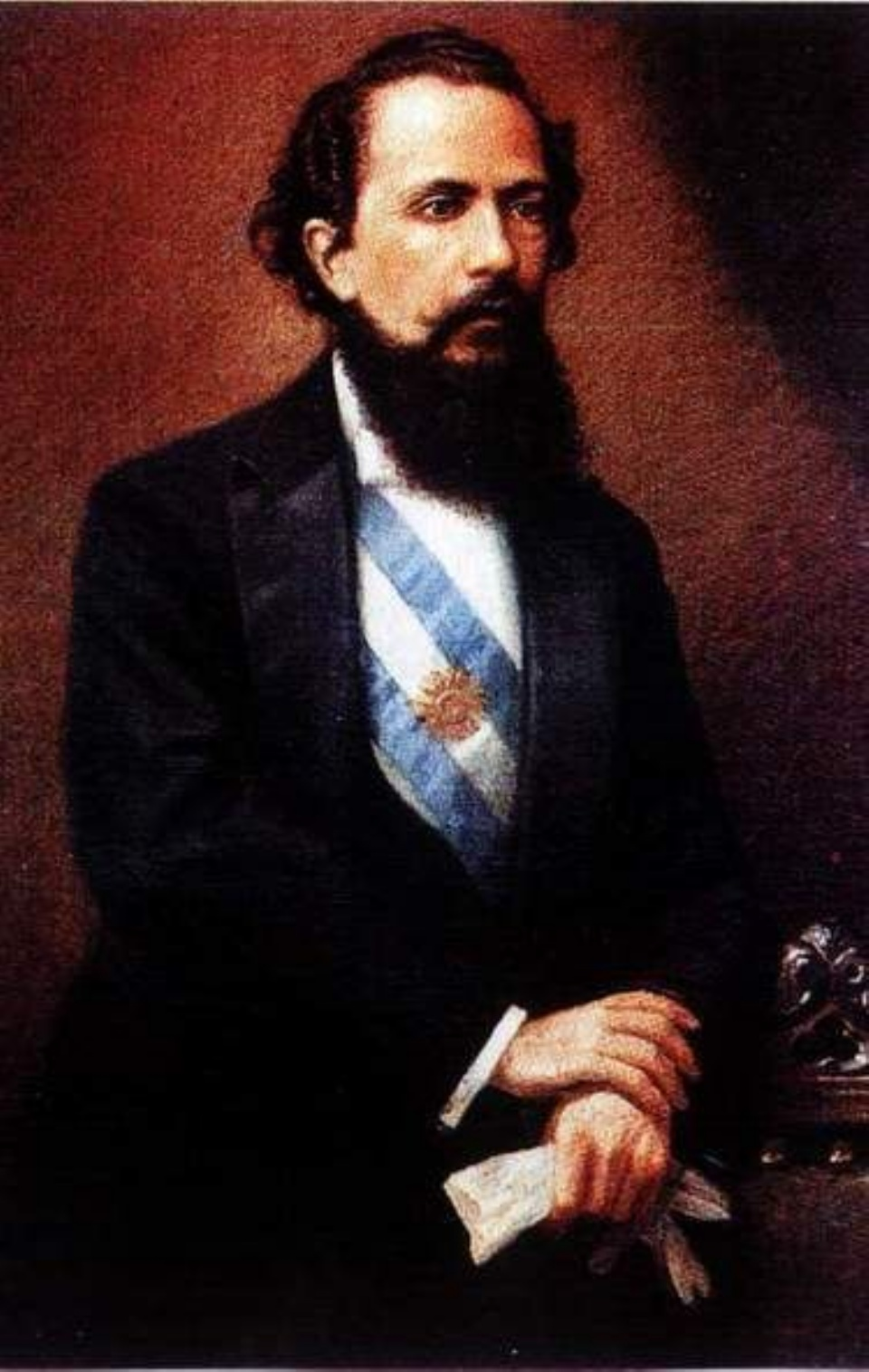
Nicolás Avellaneda fue el presidente más joven de Argentina asumiendo con 37 años y 9 días. También fue el presidente argentino que vivió menos cantidad de años, pues falleció a los 48 años.

### Artículo 99
El presidente de la Nación tiene las siguientes atribuciones:

#### Poderes ejecutivos
El presidente es el jefe supremo de la Nación, jefe de Gobierno y responsable político de la administración general del país (inciso 1), y está a la cabeza del poder ejecutivo del gobierno, cuya responsabilidad es «Expedir las instrucciones y reglamentos que sean necesarios para la ejecución de las leyes» (inciso 2). Para llevar a cabo este deber, se le otorga el control de los cuatro millones de empleados del poder ejecutivo federal.
Al presidente le corresponde el nombramiento y remoción de varios miembros del poder ejecutivo. Embajadores (según la ley 20.957, el presidente puede designar hasta 25 embajadores de su confianza sin aprobación del Senado, que deben dejar sus funciones cuando el presidente termina su mandato), ministros plenipotenciarios, encargados de negocios, el presidente del Banco Central de la República Argentina, el procurador General de la Nación y el director de la Secretaría de Inteligencia de Estado son todos designados por el presidente con el «consejo y consentimiento» de una mayoría del Senado; y por sí solo nombra y remueve a miembros del Gabinete y otros oficiales federales (inciso 7). Los nombramientos realizados mientras el Senado no está en periodo de sesiones son temporales y expiran al final de la siguiente sesión del Senado (inciso 19).
Supervisa el ejercicio de sus ministros (inciso 10) y puede pedir los informes que crea convenientes (inciso 17). Generalmente, el presidente puede cesar y llenar vacantes a los funcionarios ejecutivos a su discreción (inciso 19).
Quizás el más importante de todos los poderes presidenciales es su posición al frente de las Fuerzas Armadas argentinas como su comandante en jefe (inciso 12). Mientras que el poder de declarar la guerra corresponde constitucionalmente al Congreso (inciso 15), el presidente comanda y dirige a sus ejércitos y es responsable de planear la estrategia militar y conceder empleos y grados militares (incisos 13 y 14).

Junto con las fuerzas armadas, el presidente también está al frente de la política exterior. A través del Ministerio de Relaciones Exteriores y el Ministerio de Defensa, el presidente es responsable de la protección de los argentinos en el extranjero y de los ciudadanos argentinos en territorio nacional. El presidente decide si hay que reconocer nuevas naciones y nuevos gobiernos, recibe sus ministros y admite cónsules, y negocia tratados con otras naciones, que se hacen vigentes en Argentina cuando son aprobados por las dos terceras partes del Senado (inciso 11). El presidente también puede negociar «acuerdos ejecutivos» con poderes extranjeros que no están sujetos a la confirmación del Senado.

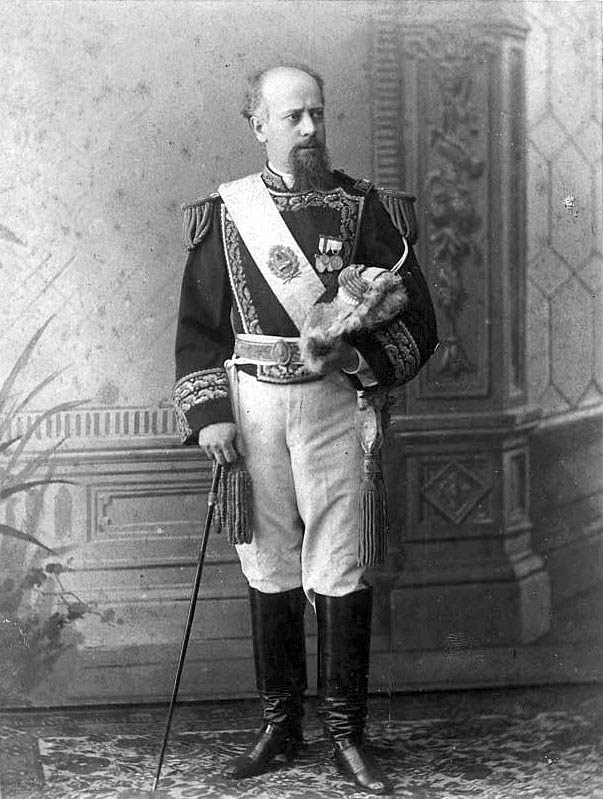
Julio Argentino Roca fue el presidente con más tiempo en el cargo, 12 años, y el primero en ser reelecto.

Concede jubilaciones, retiros, licencias y pensiones (inciso 6); y puede ausentarse del territorio nacional, con permiso del Congreso (inciso 18).
En materia de seguridad interior, el presidente está facultado para declarar:
- El estado de sitio (inciso 16), cesando las garantías constitucionales, en caso de ataque exterior o de conmoción interior con acuerdo del Senado, pudiendo únicamente declararlo por sí solo cuando el Congreso esté en receso mediante decreto y convocando a ambas cámaras para su tratamiento, pero no podrá condenar por sí o aplicar penas, limitando su poder a arrestar y trasladar a los ciudadanos (artículo 23 de la Constitución).
- La intervención federal (inciso 20) de una o varias provincias, tomando el control de los poderes ejecutivo y legislativo de la provincia designando un interventor por 180 días prorrogables y llamando a elecciones para elegir a las nuevas autoridades, mediante un decreto luego refrendado por el Congreso o un proyecto de ley aprobado por el Congreso.

#### Poderes legislativos

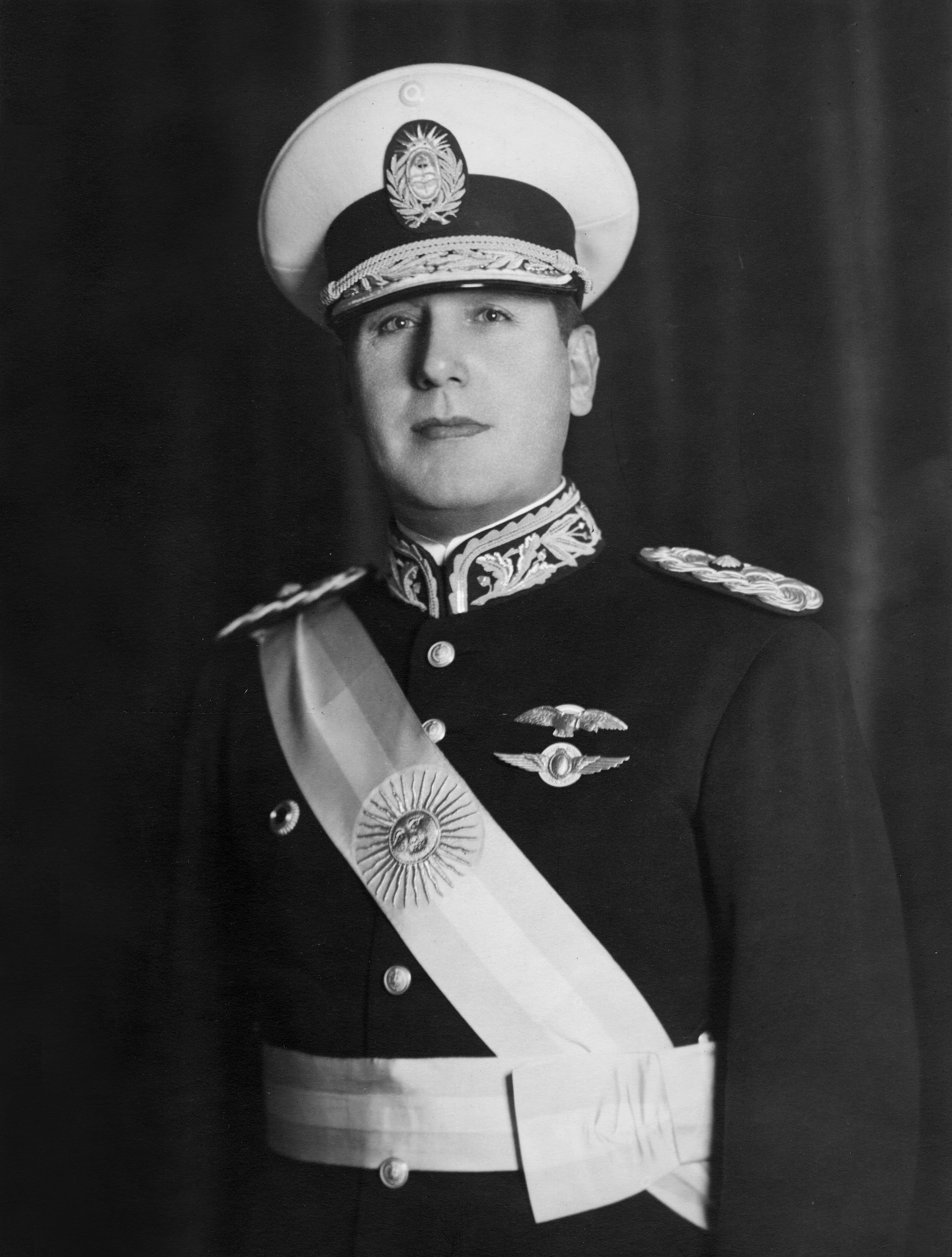
Juan Domingo Perón, fue el único presidente electo tres veces y el primero en ser reelecto de manera continua. Además, fue el de mayor edad en ocupar la presidencia (tenía 78 años cuando inició su tercer mandato el 12 de octubre de 1973).

El primer poder conferido al presidente por la Constitución es el poder legislativo del veto presidencial. Cualquier proyecto de ley aprobado por el Congreso deberá ser presentado al presidente antes de que pueda convertirse en ley. Una vez que la norma legal ha sido presentada, el presidente tiene tres opciones:
- Firmarla; el proyecto legislativo se convierte en ley.
- Vetarla total o parcialmente y devolverla al Congreso con sus objeciones; el proyecto no se convierte en ley, a menos que cada Cámara del Congreso vote para anular el veto con una mayoría favorable de dos tercios.
- No hacer nada. En ese caso, el presidente ni firma ni veta la legislación. Después de 10 días, se convierte en ley.

Luego las promulga y hace publicarlas en el Boletín Oficial. El presidente puede emitir decretos que regulen la organización política del país y reglamenten las leyes aprobadas por el Congreso, firmados junto al jefe de Gabinete y los ministros involucrados. 

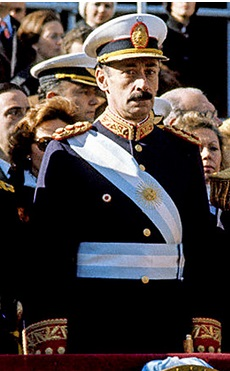
Jorge Rafael Videla asumió el 24 de marzo de 1976 tras derrocar a Isabel Perón, iniciando el autodenominado Proceso de Reorganización Nacional hasta 1983, última dictadura cívico-militar.

El presidente tiene prohibido emitir disposiciones legislativas, excepto en circunstancias excepcionales, a través de: 
- Decretos de necesidad y urgencia (inciso 3): siempre que no regulen en materia penal, tributaria, electoral o el régimen de los partidos políticos, en acuerdo general con los ministros y siendo analizados y aprobados por el Congreso, quienes pueden derogar el DNU mediante el rechazo de ambas cámaras.

- Decretos delegados (artículo 76 de la Constitución): también el Congreso, mediante una ley especial, puede delegar en el presidente facultades legislativas en materia de administración pública y emergencia pública, de acuerdo a un plazo determinado y las pautas donde puede actuar. Así el presidente está facultado para emitir decretos delegados firmados junto al jefe de Gabinete, quien debe comunicar al Congreso las disposiciones para que sean analizadas por la Comisión Bicameral.

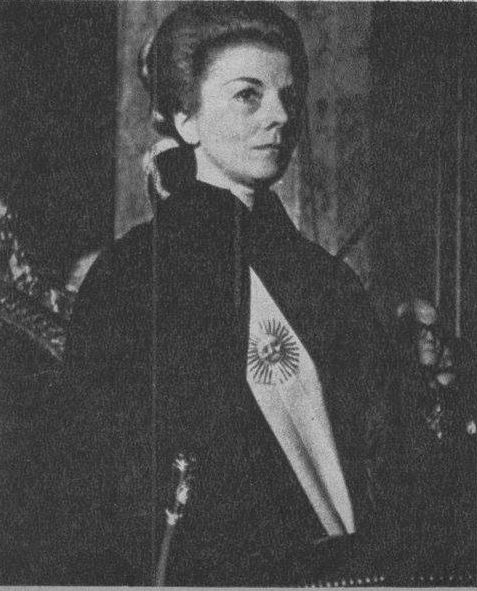
María Estela Martínez de Perón, la primera mujer en ejercer la presidencia de Argentina entre 1974 y 1976

El presidente puede desempeñar un papel importante en la conformación del Congreso, sobre todo si el partido político del presidente tiene mayoría en una o ambas Cámaras. Los miembros del poder ejecutivo no pueden ocupar simultáneamente su puesto y un escaño en el Congreso, pero es habitual que redacten la legislación y que un senador o diputado la presente por ellos. 
El presidente puede influir de una forma importante en el poder legislativo a través del informe anual, escrito u oral al hacer la apertura de las sesiones ordinarias, que constitucionalmente debe presentar al Congreso reunido en Asamblea, normalmente dictado el 1 de marzo de cada año. Este discurso a menudo perfila la oferta legislativa para el año próximo (inciso 8). De acuerdo con los artículos 63 y 99 inciso 9, el presidente puede convocar a una o a ambas Cámaras del Congreso para una sesión extraordinaria mediante un decreto, indicando los proyectos de ley a tratar.

#### Poderes judiciales
El presidente también tiene la facultad de proponer jueces federales, incluidos miembros de la Corte Suprema de Argentina, sobre la base de una propuesta vinculante del Consejo de la Magistratura (inciso 4). Sin embargo, estos nombramientos requieren la confirmación del Senado por dos tercios de los miembros presentes y esto puede suponer un escollo importante ante la posibilidad de que un presidente quisiera formar una judicatura federal con una postura ideológica particular. También puede conceder perdones e indultos, pero no intervenir en acusaciones de la Cámara de Diputados (inciso 5).

## Proceso de elección

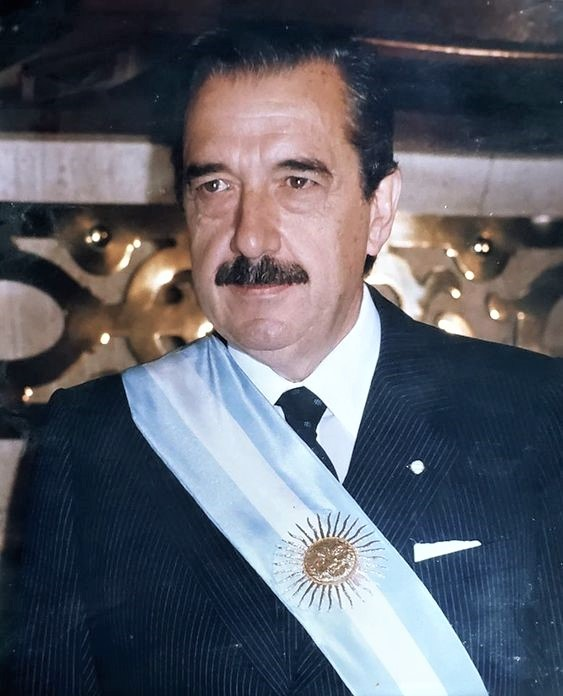
El expresidente Raúl Alfonsín (1983-1989). Primer presidente constitucional tras la finalización del Proceso de Reorganización Nacional, que dio inicio al período democrático más largo en la historia del país desde 1930.

### Elegibilidad
En la Constitución de 1994, en su artículo 89 de la sección segunda, sobre el poder ejecutivo, marca los requisitos para ser presidente:
- Haber nacido en territorio argentino o ser hijo de ciudadanos nativos
- Las demás cualidades exigidas para ser elegido senador: 
  - Tener la edad de 30 años,
  - Haber sido seis años ciudadano de la Nación,
  - Tener 2 años de residencia inmediata en ella,
  - Una renta anual de dos mil pesos fuertes o una entrada equivalente.
- Inhabilitación a ejercer otro cargo durante el ejercicio de la presidencia. (artículo 92)

### Elección
La campaña presidencial contemporánea comienza antes de las elecciones primarias, cuando los partidos políticos pueden hacer una selección de candidatos. En las elecciones primarias, quedan habilitados a las elecciones generales quienes pasan el piso del 1,5 % del padrón electoral.
Desde 2015, los candidatos participan en debates televisados a escala nacional, y fueron regulados como obligatorios a partir de 2016. Los candidatos de cada partido habitualmente hacen campaña a lo largo de todo el país para explicar sus programas electorales, convencer a los votantes y solicitar contribuciones a la campaña.
Entre 1853 y 1994, el presidente fue elegido mediante el voto indirecto, es decir, se elegían electores para el Colegio Electoral que permitía ganar por amplias mayorías, ya que, con excepción de la elección de Domingo Faustino Sarmiento en 1868, en todas las demás el candidato ganador había logrado la mayoría en el colegio en la elección. La elección a presidente era a voto cantado y con fraude, siendo necesario la mayoría absoluta (la mitad más uno de los electores) para ser presidente. La sanción de la Ley Sáenz Peña en 1912 instauró el voto secreto y obligatorio entre hombres mayores de 18 años usando el padrón militar, siendo aplicado en las elecciones de 1916, 1922 y 1928 ganadas por la Unión Cívica Radical, y en 1946 ganadas por las fuerzas que posteriormente formarían el Partido Justicialista.
Tras el golpe de Estado de 1930, las elecciones de 1931 y 1937 se realizaron con fraude electoral y el boicot de la Unión Cívica Radical (partido gobernante antes del golpe y mayoritario en el país), hasta 1935. Con la reforma de 1949, se eliminó el colegio electoral y se instauró el voto directo con la inclusión de las mujeres mediante una ley de 1947, siendo necesario obtener simplemente la mayor cantidad de los votos positivos para resultar electo. Así fue reelecto Juan Domingo Perón en 1951. El golpe militar de 1955 reinstauró el sistema electoral anterior con la proscripción de los partidos Peronista y Comunista, aplicándolo a las elecciones de 1958 y 1963. En 1972, la dictadura militar gobernante instauró el voto directo universal, necesitando el 50 % de los votos afirmativos con posibilidad de balotaje entre las fórmulas que sacaron más del 15 % de los votos y el fin de las proscripciones. Esto se aplicó a las elecciones de marzo y septiembre de 1973. Tras el fin del Proceso de Reorganización Nacional, dictadura que gobernaba desde 1976, las elecciones de 1983 y 1989 se llevaron a cabo mediante el voto indirecto universal con colegio electoral necesitando la mayoría absoluta de los electores para ser presidente.
En 1994 se reformó la Constitución y dispuso, que el candidato es elegido directamente por el pueblo en doble vuelta (Art. 94). La convocatoria deberá hacerse con una anticipación no menor de noventa días y la elección será efectuada dentro de los dos meses anteriores a la finalización del mandato del presidente y vicepresidente saliente (Art. 95). En la primera vuelta, si la fórmula obtiene el 45 % más uno de los votos, u obteniendo 40 % supera por 10 % al segundo, computando únicamente los votos afirmativos, esto es excluyendo los votos en blanco o nulos, sus integrantes serán proclamados como presidente y vicepresidente (Arts. 97 y 98). Las Juntas Electorales dentro de 10 días corridos deberán informar al Presidente del Senado el resultado de la elección, quien convocará a Asamblea Legislativa para proclamar la fórmula electa (Art. 120 del Código Nacional Electoral). Si ninguna fórmula cumple los requisitos luego del anuncio del resultado por la Asamblea Legislativa se llevará a cabo la segunda vuelta entre las dos fórmulas más votadas, a los 30 días posteriores a la elección, que será proclamada por mayoría simple de los votos afirmativos. Las fórmulas deben confirmar su participación a la Junta Electoral de la Capital Federal dentro del quinto día de la proclamación de la Asamblea, de lo contrario la otra fórmula será electa (Arts. 150, 151, 152 C.N.E.).

### Asunción presidencial

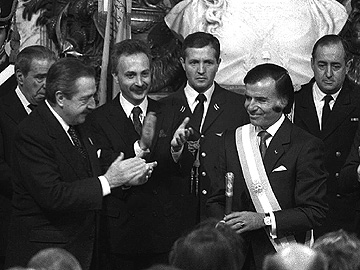
Carlos Menem recibe de Raúl Alfonsín la banda y el bastón en la Casa Rosada, antes de asumir como presidente y jurar en el Congreso.

La Constitución Nacional establece que la toma de posesión del cargo presidencial se realiza ante el Congreso Nacional reunido en Asamblea Legislativa (art. 93). La Constitución establece también que en ese momento, tanto el presidente como el vicepresidente deben prestar juramento, respetando sus creencias religiosas, de "desempeñar con lealtad y patriotismo el cargo" y "observar y hacer observar fielmente la Constitución" (art. 93). Dicho juramento debe ser prestado "en manos del presidente del Senado" (art. 93).

Artículo 93. Al tomar posesión de su cargo el Presidente y vicepresidente prestarán juramento en manos del Presidente del Senado y ante el Congreso reunido en Asamblea, respetando sus creencias religiosas, de: "Desempeñar con lealtad y patriotismo el cargo de Presidente (o vicepresidente) de la Nación y observar y hacer observar fielmente la Constitución de la Nación Argentina.

No existen otras normas legales sobre la manera en que debe realizarse la asunción presidencial. La formalización del mismo ha sido tradicionalmente realizada mediante un acta autenticada por el escribano oficial de la Presidencia.
Históricamente, los presidentes han establecido diversas ceremonias adicionales, definidas mediante reglamentos de ceremonial que no tienen valor normativo. La gran cantidad de golpes de Estado sufridos por Argentina en el siglo XX, hizo que muchas de las ceremonias de asunción del poder se realizaran en la Casa Rosada, debido a que el Congreso Nacional había sido clausurado. Luego del golpe de Estado de 1930 y hasta 1989, solo hubo una transmisión por finalización del mandato constitucional: en 1937 con la transmisión del mando de Agustín P. Justo a Roberto M. Ortiz.
La ceremonia de asunción del mando incluye los denominados "atributos presidenciales", tradición que se remonta a 1813, cuando se realizó la primera asamblea constituyente del naciente estado argentino. Diversos atributos presidenciales se establecieron consuetudinariamente a lo largo de la historia, tres de los cuales han persistido en los últimos años. El primero fue la banda presidencial, tradición que se remonta a 1824. El segundo fue la marcha de Ituzaingó, cuya tradición se remonta a 1827, para conmemorar la victoria argentina en la Guerra contra Brasil. La tercera fue el bastón, tradición que se remonta a 1932.
El momento, el lugar y la persona que entrega los atributos presidenciales ha variado a lo largo del tiempo, e incluso según cada presidente. Ha sido una práctica constante, luego de recuperada la democracia en 1983, que el presidente entrante, inmediatamente después de asumir el mando, pronuncie un discurso ante la Asamblea Legislativa.

### Duración
De acuerdo con la reforma aprobada en 1994, la duración del mandato del presidente es de cuatro años con posibilidad de reelección inmediata por otros cuatro años. Una persona que cumplió dos mandatos consecutivos queda habilitada para otra reelección una vez transcurrido al menos un período presidencial desde que dejó el cargo. Estas restricciones se aplican en la misma forma para quienes hayan desempeñado como vicepresidentes en uno o en los dos períodos.
Según la Constitución de 1853 y hasta 1994, el presidente tenía mandato por seis años, sin posibilidad de reelección consecutiva. La reforma de 1949 permitía la reelección sin limitación alguna, pero fue dejada sin efecto por resolución del gobierno militar surgido en 1955, que ratificó la convención constituyente de 1957, con lo cual se retornó al régimen de 1853. El gobierno surgido del golpe militar de 1966 limitó la duración del mandato a cuatro años con una reelección consecutiva mediante un estatuto transitorio en 1972 que solo se aplicó para una elección y luego no fue ratificado.
Solo hubo cinco personas reelectas en el cargo, Julio Argentino Roca en 1898 e Hipólito Yrigoyen en 1928 por la reforma constitucional de 1898, Juan Domingo Perón en 1952 por la reforma de 1949 y en 1973 por la reforma de 1957, y Carlos Saúl Menem en 1995 y Cristina Fernández de Kirchner en 2011 por la reforma de 1994.

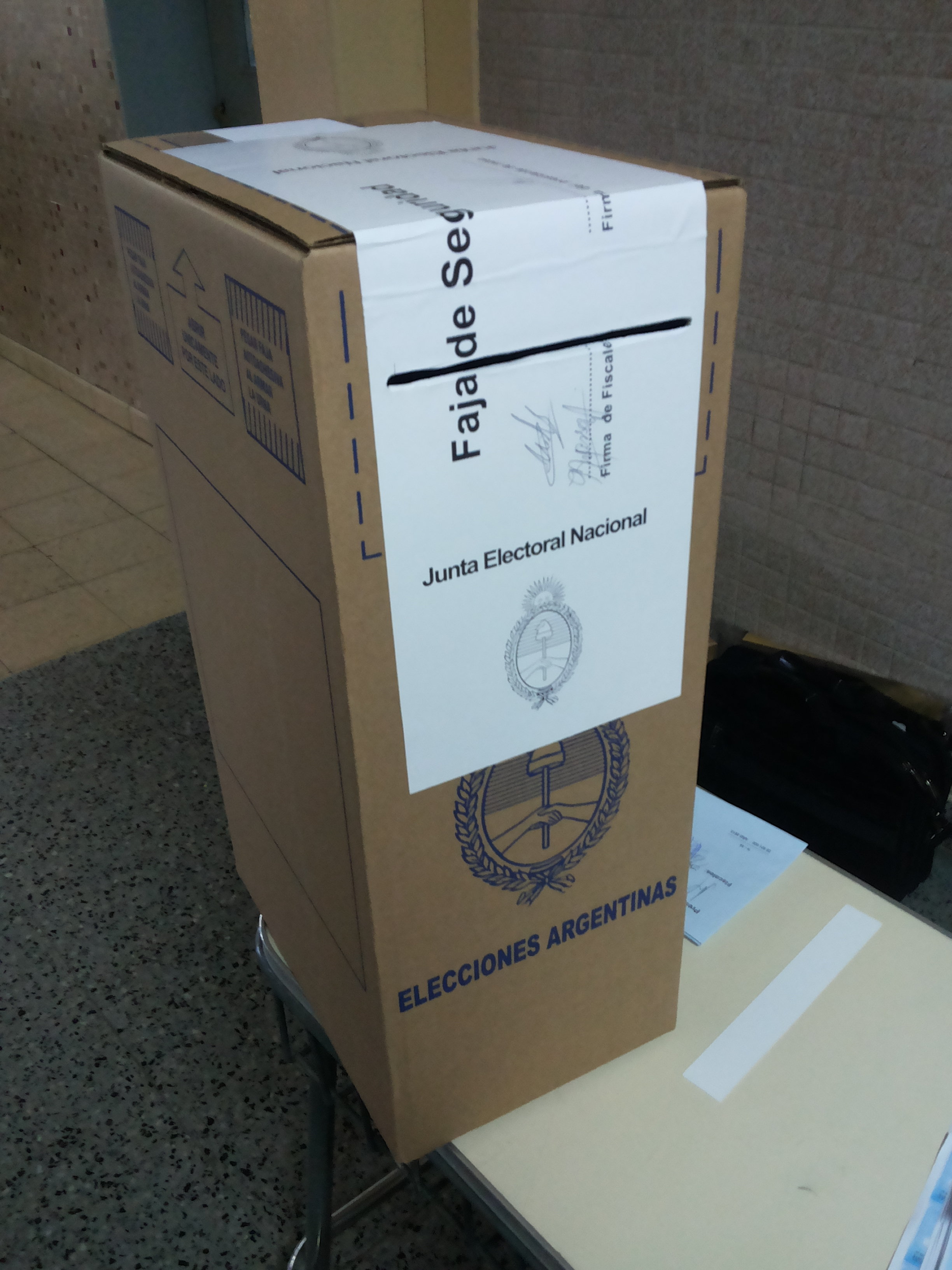
Urna electoral de 2015

### Discusión sobre el inicio y finalización del mandato
Desde 2015 se encuentra discutido en la Argentina el momento preciso en que comienza y finaliza el mandato presidencial. Hasta ese momento, la práctica era que el mandato presidencial comenzaba en el momento que el presidente electo juraba ante la Asamblea Legislativa y finalizaba cuatro años después, cuando su sucesor realizaba el juramento. La tradición ha sido que el juramento presidencial se realizara durante el día de cambio de mando, de tal modo que el presidente saliente gobernara hasta la entrega del mando y el presidente entrante gobernara desde la entrega del mando.
En 2015 la presidenta saliente, Cristina Fernández de Kirchner, y el presidente entrante, Mauricio Macri, no se pusieron de acuerdo sobre el lugar en que debía realizarse la entrega del bastón de mando. La norma vigente establecía que debía realizarse en el Congreso de la Nación, pero el presidente electo deseaba que se realizara en la Casa Rosada. El hecho tenía un significado simbólico: luego de la Crisis de 2001, el presidente Eduardo Duhalde había decidido realizar, en 2003, la entrega del bastón en el Congreso, con el fin de fortalecer la imagen del Poder Legislativo y asociarla a la democracia. Esa decisión fue mantenida por todos los presidentes posteriores.
En 2015 Macri pidió el cambio de la norma, para realizar la entrega del bastón en la Casa Rosada, pero Cristina Fernández denegó el pedido. Si, como había sucedido tradicionalmente, el cargo de presidente se asumía al momento del juramento, la facultad de establecer las formalidades de la transmisión del mando correspondía al presidente saliente. Mauricio Macri inició entonces un proceso judicial solicitándole a la jueza electoral María Romilda Servini que prohibiera a la presidenta Cristina Fernández ejercer la presidencia a partir de las 00:00 horas del 10 de diciembre de 2015.

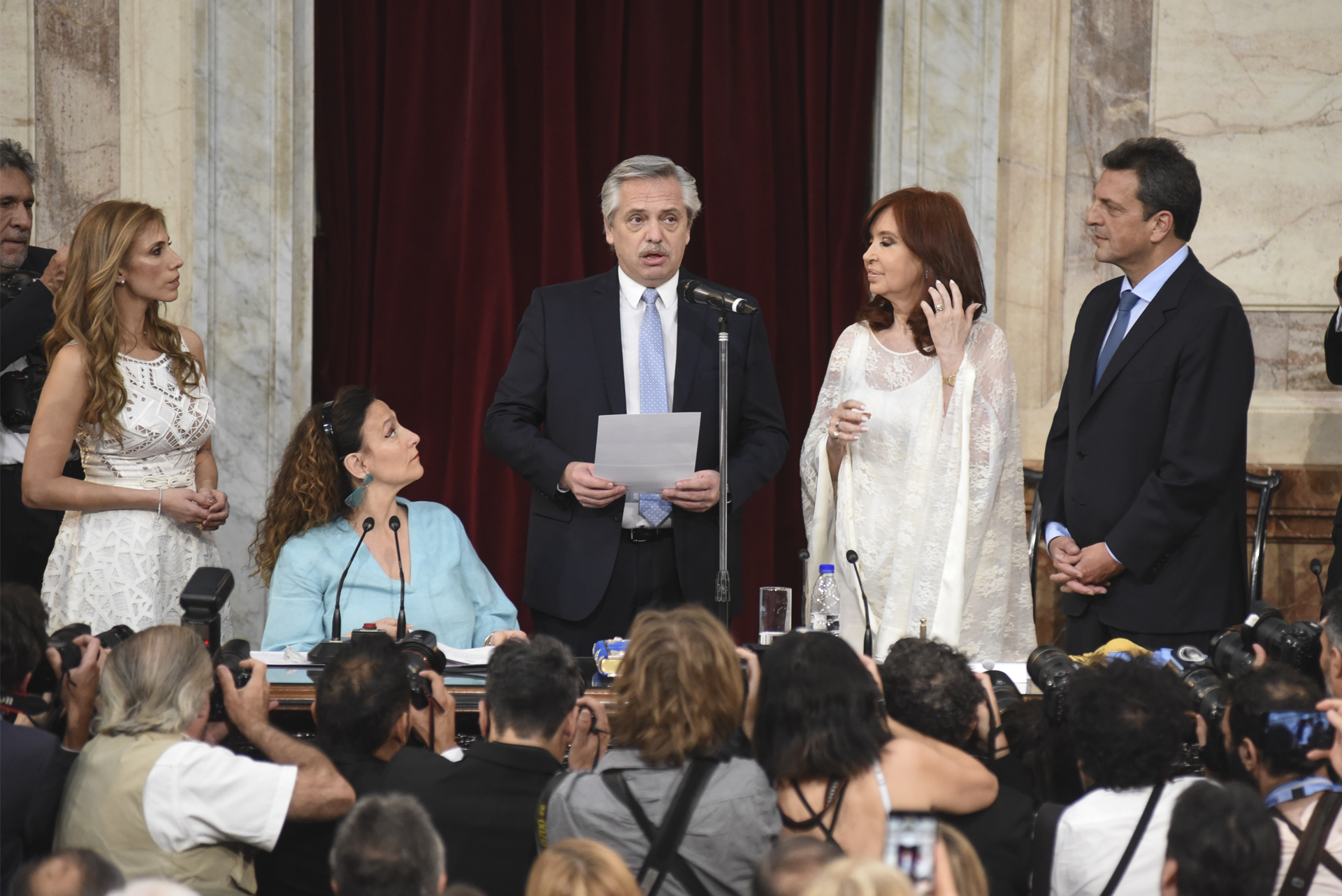
Alberto Fernández jura y asume la presidencia en el Congreso, antes de recibir la banda y el bastón.

Apoyada en el dictamen del fiscal Di Lello, la jueza Servini estableció que el mandato presidencial y la asunción del cargo sucedían en momentos distintos. Recurriendo al artículo 6 del Código Civil y Comercial de la Nación, que establece el modo de contar los plazos, la jueza Servini estableció que los mandatos presidenciales comenzaban a las 00:00 horas del día 10 de diciembre y finalizaban cuatro años después, a las 24:00 horas del día 9 de diciembre. Pero aclaró que, pese a que su mandato hubiera comenzado, el presidente electo no podía tomar decisiones hasta que no realizara el juramento establecido por la Constitución, formalidad indispensable para asumir el cargo. En virtud de dicha decisión, la presidencia de Cristina Fernández finalizó doce horas antes de la hora establecida para la asunción de la Presidencia por parte de Mauricio Macri, quedando acéfala.
Para resolver dicha incongruencia la jueza Servini dispuso que el tiempo durante el cual la Presidencia quedaba vacante entre la finalización del mandato de la presidenta saliente y la asunción del sucesor, debía ser ejercido durante ese tiempo, por la persona que hubiera jurado como presidente provisional del Senado, cargo que en ese momento había asumido Federico Pinedo.
Debido a que en Argentina los fallos judiciales solo valen para el caso concreto, en 2019 reapareció la incertidumbre sobre el momento preciso en que finalizan y comienzan los mandatos presidenciales. De aplicarse el criterio establecido en el fallo de Servini, el mandato de Mauricio Macri habría vencido a las 24:00 del día 9 de diciembre de 2019, quedando la Presidencia acéfala hasta que el presidente Alberto Fernández prestara el juramento al día siguiente. De no aplicarse el fallo de Servini y volverse a la práctica tradicional, el mandato de Mauricio Macri finalizaría al mediodía del día 10 de diciembre de 2019, excediendo el mandato constitucional en doce horas.

## Cese o incapacidad

### Vacancia del cargo

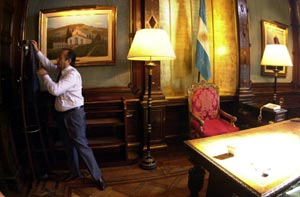
Adolfo Rodríguez Saá, entonces gobernador de San Luis, asumió el cargo en diciembre de 2001 tras la renuncia de Fernando de la Rúa y la aplicación por primera vez de la ley de acefalia.

La oficina presidencial puede quedar vacante por varias circunstancias: muerte, dimisión y destitución. Hasta la fecha, tres personas murieron ejerciendo el cargo, todas por causas naturales, Manuel Quintana en 1906, Roque Sáenz Peña en 1914 y Juan Domingo Perón en 1974.
En el caso de la renuncia al cargo, el presidente redacta una carta de renuncia dirigida al presidente provisorio del Senado, la cual debe ser aceptada por el congreso reunido en Asamblea Legislativa. Este hecho ocurrió doce veces en la historia: Bernardino Rivadavia y Vicente López y Planes en 1827, Santiago Derqui y Juan Esteban Pedernera en 1861, Miguel Juárez Celman en 1890, Luis Sáenz Peña en 1895, Roberto Marcelino Ortiz en 1942, Héctor Cámpora en 1973, Raúl Alfonsín en 1989, Fernando de la Rúa y Adolfo Rodríguez Saá en 2001, y Eduardo Duhalde en 2003. 
En cuanto a la destitución, el artículo 53 de la Constitución Nacional faculta a la Cámara de Diputados acusar ante el Senado al presidente, vicepresidente, jefe de Gabinete, ministros y jueces de la Corte Suprema por «mal desempeño o por delito en sus funciones; o por crímenes comunes» por la mayoría de dos terceras partes de los miembros presentes. Así se inicia el proceso de juicio político (Artículos 59 y 60) por parte del Senado presido por el presidente de la Corte Suprema (en el caso de que el presidente sea el acusado), siendo declarado culpable por las dos terceras partes de los presentes. Cómo bien indica su nombre, el juicio es político, por lo que únicamente su desenlace tiene consecuencias políticas como son la destitución del cargo y/o su inhabilitación para ejercer cargos públicos por un periodo determinado. La responsabilidad penal será determinada por los tribunales federales según el Código Procesal Penal. 
El proceso puede ser iniciado por un funcionario o ciudadano y debe darse en la Comisión de Juicio Político de la Cámara de Diputados, quienes consideran admisible o no la denuncia. Si es admisible, se inicia un sumario para la investigación como la citación de testigos, la intercepción de conversaciones telefónicas y el pedido de información a organismos públicos dictado por un juez, e incluso la declaración del imputado. Tras terminar la investigación, la Comisión, con el voto favorable de la mitad más uno de sus miembros, eleva el dictamen a la Cámara. Si los dos tercios de la Cámara de Diputados aprueba el dictamen, la misma Cámara debe elegir a uno o dos diputados que serán los que presenten la acusación ante el Senado. La Cámara de Senadores, por su parte, decidirá por dos tercios de los presentes si destituye o absuelve al acusado.

### Subrogación y sucesión presidencial
| Línea sucesoria presidencial | Línea sucesoria presidencial         |
| ---------------------------- | ------------------------------------ |
| 1                            | Vicepresidente                       |
| 2                            | Presidente provisional del Senado    |
| 3                            | Presidente de la Cámara de Diputados |
| 4                            | Presidente de la Corte Suprema       |

Según el artículo 153 del Código Nacional Electoral, en caso de muerte, inhabilidad, renuncia o destitución, se aplicará el artículo 88 de la Constitución. 
Si el presidente electo no puede asumir el cargo por muerte o renuncia, lo reemplazará el vicepresidente electo. En caso de la muerte o renuncia de ambos, se realizarán nuevas elecciones.
En caso de que el presidente en ejercicio no pudiese continuar ejerciendo el cargo, temporaria o permanentemente, por motivos tales como enfermedad, ausencia, muerte, renuncia o destitución, debe asumir el cargo el vicepresidente (artículo 88 de la Constitución nacional).
En caso de requerirse un reemplazo para el presidente en una circunstancia en la que no se disponga de un vicepresidente, la Constitución establece en su art. 88 que corresponde al Congreso establecer quien asumirá el cargo. 
A tal fin se sancionó la Ley 25.716 de Acefalía Presidencial, estableciendo el procedimiento a seguir en ese caso:
1. De inmediato y en forma temporaria el Poder Ejecutivo debe ser desempeñado por el presidente provisorio del Senado, a falta de este el presidente de la Cámara de Diputados, y a falta de ambos por el presidente de la Corte Suprema de Justicia. Ese funcionario estará a cargo del Poder Ejecutivo sin asumir el título de «presidente». Si la vacancia es transitoria estos funcionarios deben ejercer el Poder Ejecutivo hasta el retorno del presidente.
2. Dentro de las 48 horas de producida la acefalía, debe reunirse el Congreso de la Nación en asamblea, para elegir como presidente a un funcionario que debe ser en ese momento senador nacional, diputado nacional o gobernador de provincia, hasta finalizar el plazo del mandato original.
3. En caso de que ya hubiera un presidente y un vicepresidente electos, corresponde que sean estos quienes asuman sus respectivos cargos para concluir el plazo cuatrienal del mandato vacante, sin modificar la fecha de inicio ni la duración del plazo de su propio mandato.

Históricamente sucedieron los siguientes casos de acefalía presidencial que llevaron a la asunción de los siguientes funcionarios con el título de presidentes: 
- Vicente López y Planes en 1827
- José María Guido en 1962, como presidentes provisional del Senado, por renuncia forzada del presidente Frondizi a causa de un golpe de Estado, en una maniobra concebida por el presidente derrocado a fin de evitar que asuma plenamente el poder una dictadura militar. Es discutida la legitimidad de su mandato presidencial.
- Raúl Lastiri en 1973 como presidente de la Cámara de Diputados, por renuncia simultánea del presidente Cámpora, del vicepresidente Solano Lima. Convocó a nuevas elecciones tres meses después.
- Carlos Menem el 9 de julio de 1989, como presidente electo, por renuncia del presidente Alfonsín.
- Adolfo Rodríguez Saá en 2001, como gobernador de la provincia de San Luis, por renuncia del presidente De la Rúa, sin que hubiera vicepresidente.
- Eduardo Duhalde en 2002 como senador nacional por la provincia de Buenos Aires, por renuncia del presidente Rodríguez Saá. Debía completar el mandato de De la Rúa.
- Néstor Kirchner en mayo de 2003, como presidente electo para el período cuatrienal que debía comenzar el 10 de diciembre de 2003, debido a la renuncia del presidente Duhalde. Completó el plazo del mandato iniciado en 1999 por el presidente De la Rúa.

### El vicepresidente

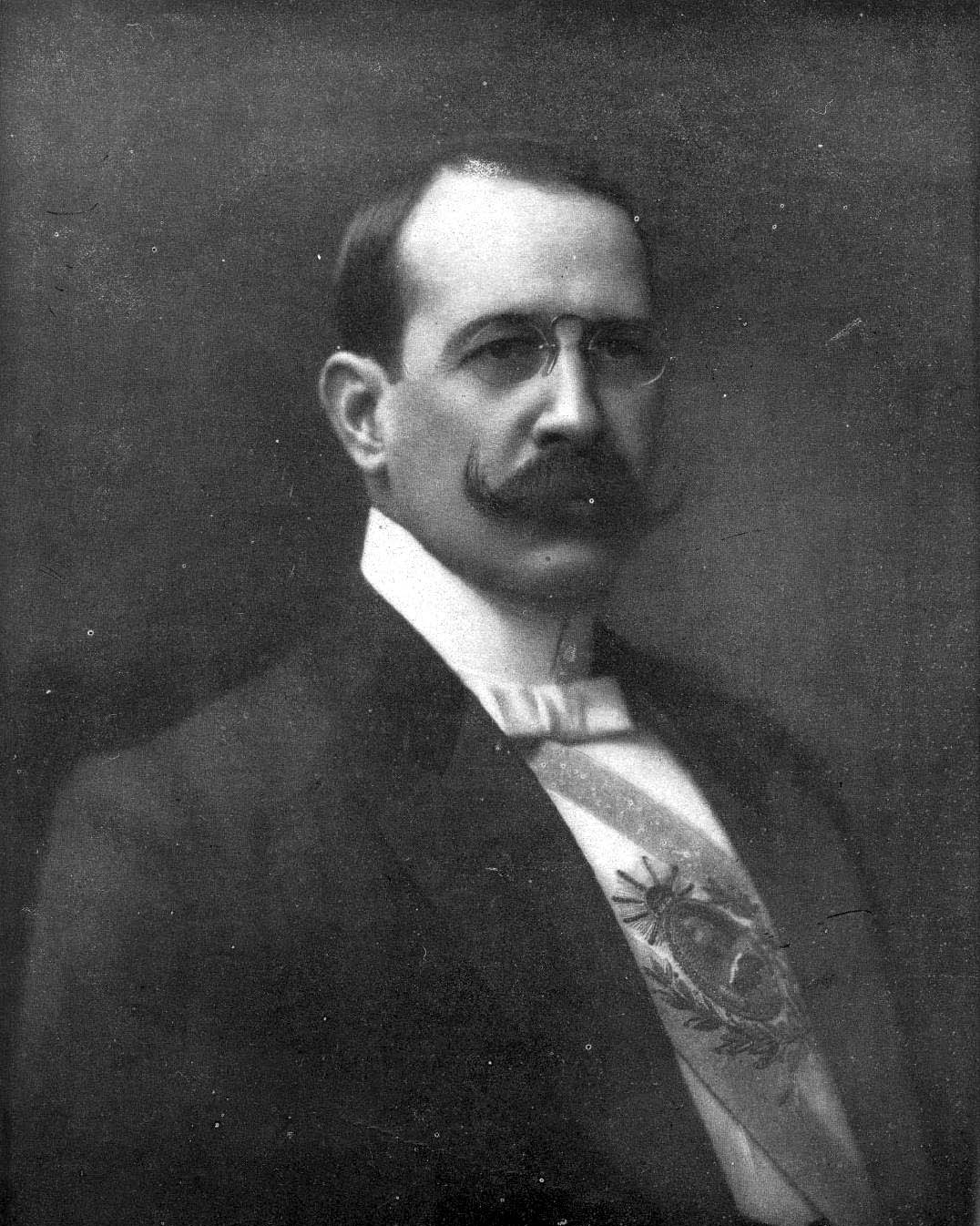
José Figueroa Alcorta, fue vicepresidente, pero asumió el cargo de presidente tras la muerte de Manuel Quintana en 1906.

El vicepresidente es el compañero de fórmula del presidente, siendo ambos los dos únicos miembros electos del poder ejecutivo argentino. El vicepresidente es el reemplazante del presidente en caso de viajes o licencias. Un caso notable fue el del vicepresidente Marcos Paz, quien reemplazó de manera interina al presidente Bartolomé Mitre, durante cinco años, mientras este último dirigía en el frente las tropas argentinas en la guerra del Paraguay. Paz murió mientras ejercía la presidencia, lo que obligó a Mitre a retornar a Buenos Aires para reasumir el mando. Es también el reemplazante del presidente en caso de muerte o renuncia, de forma definitiva. Tales fueron los casos de los vicepresidentes Juan Esteban Pedernera en 1861, Carlos Pellegrini en 1890, José Evaristo Uriburu en 1895, José Figueroa Alcorta en 1906, Victorino de la Plaza en 1914, Ramón Castillo en 1942 y María Estela Martínez de Perón en 1974.
Asimismo, también es presidente del Senado de la Nación Argentina, aunque sin derecho a voto salvo caso de empate.

### Caso especial de asunción de José María Guido

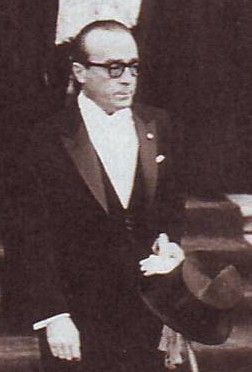
Guido asumió en marzo de 1962 tras el derrocamiento de Frondizi por un golpe de Estado, mediante una maniobra que interpretó el caso como una acefalía y que fue impulsada por el propio presidente derrocado.

El 29 de marzo de 1962 se produjo un levantamiento militar con el objetivo de derrocar al presidente Arturo Frondizi, del partido Unión Cívica Radical Intransigente, quien se negó a renunciar. Frondizi fue detenido por los militares y llevado a la isla Martín García, previendo los rebeldes que, al día siguiente, el teniente general Raúl Poggi, líder de la insurrección victoriosa, asumiría la Presidencia.
La noche del 29 de marzo de 1962, algunas personalidades civiles encabezadas por un miembro de la Corte Suprema de Justicia de la Nación, el doctor Julio Oyhanarte, con apoyo del mismo Frondizi, elaboraron una maniobra para evitar que el quiebre institucional fuera total. Fue así como tomaron la detención de Frondizi como un caso de acefalía que permitía asumir la presidencia a quien estuviera en el primer lugar de la línea sucesoria según la Ley 252, que en el caso era el doctor José María Guido, un senador del mismo partido que Frondizi que presidía provisionalmente la Cámara de Senadores, debido a la renuncia anterior del vicepresidente Alejandro Gómez. Basados en esa interpretación hicieron que esa misma noche Guido jurara ante la Corte Suprema de Justicia como nuevo presidente.
Los militares golpistas terminaron aceptando la situación y convocaron a Guido en la Casa Rosada para comunicarle que sería reconocido como presidente, en tanto y en cuanto se comprometiera por escrito a ejecutar las medidas políticas indicadas por las Fuerzas Armadas, siendo la primera de ellas anular las elecciones en las que había ganado el peronismo. Guido aceptó las imposiciones militares, firmó un acta dejando constancia de ello y fue entonces habilitado por estos para instalarse con el título de presidente, pero clausurando el Congreso Nacional e interviniendo todas las provincias.
De este modo Guido asumió inconstitucionalmente los poderes ejecutivo y legislativo nacionales y el mando de todas las provincias, bajo control y supervisión de las Fuerzas Armadas, que se reservaron el derecho de removerlo, pero manteniendo intacto el Poder Judicial. Guido mantuvo también ilegalmente preso a Frondizi durante todo su gobierno y no le permitió presentarse en las elecciones presidenciales de 1963, ni a él ni a su partido, del mismo modo que mantuvo vigente la persecución a Juan Domingo Perón que lo llevaron al exilio, y prohibió la presentación de candidatos peronistas.

### Presidentes de facto

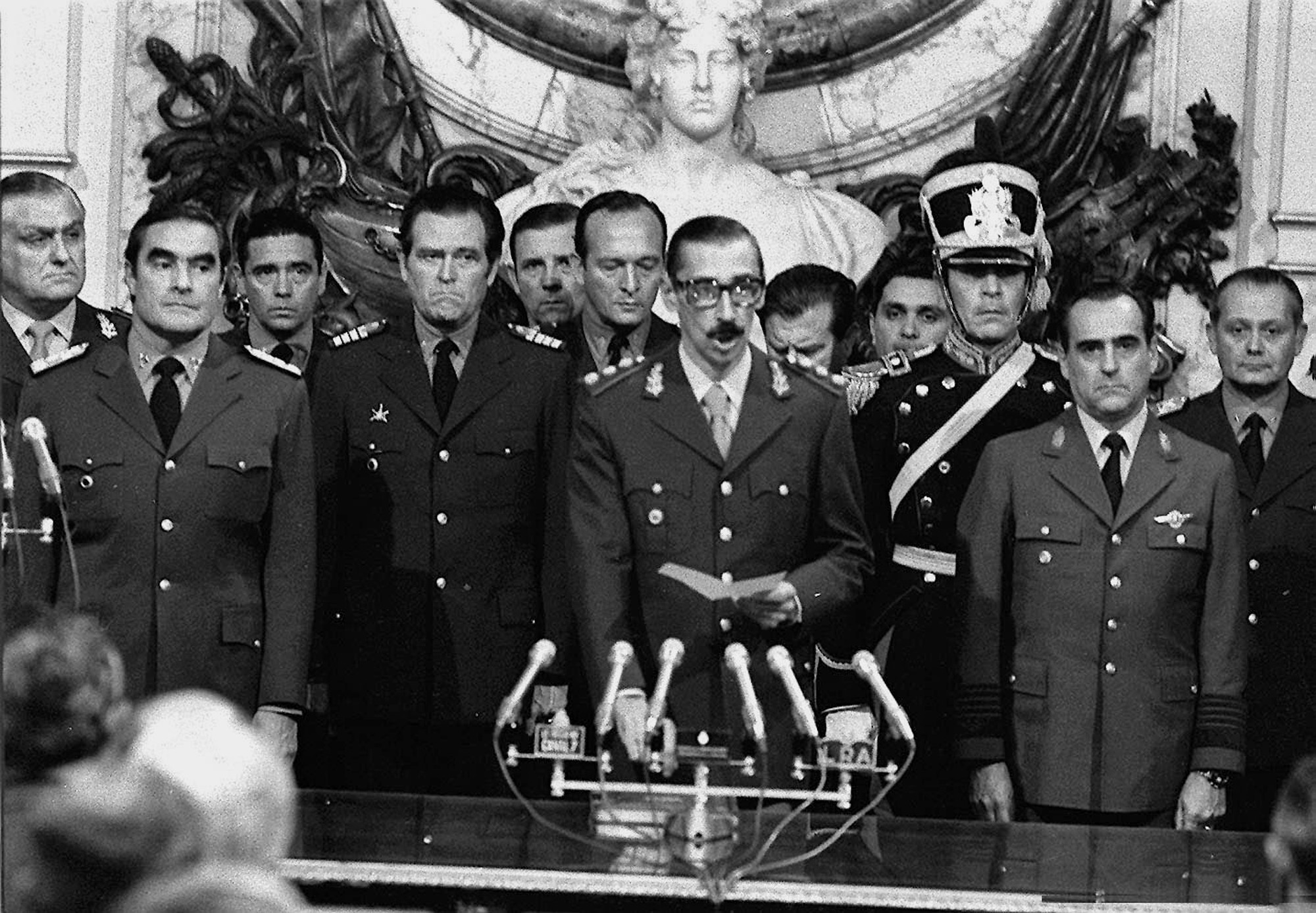
El dictador Jorge Rafael Videla asume la presidencia y presta juramento en la Casa Rosada.

A raíz de golpes militares de Estado que derrocaron a los gobiernos constitucionales hubo gobernantes que usurparon el poder y fueron calificados eufemísticamente como «de facto», en 1930-1932, 1943-1946, 1955-1958, 1962-1963, 1966-1973 y 1976-1983. En todos los casos asumieron el poder con el título de «presidente», concentrando los poderes ejecutivos y legislativos correspondientes a la Nación y las provincias, y a partir de 1956, asumieron también el poder constitucional. Desde un inicio, la Corte Suprema de Justicia legitimó las dictaduras justificando la decisión mediante una doctrina conocida como «doctrina de los gobiernos de facto».
Esa doctrina fue rechazada por la reforma constitucional de 1994 (artículo 36), la que declaró «usurpadores» a quienes hayan interrumpido la observancia de la Constitución por actos de fuerza.
La Convención Constituyente de 1853 incluyó en el texto constitucional una norma (actual artículo 29) que consideraba la concesión de la «suma del poder público» como delito de «traición a la Patria», pero estaba referida a los actos del Congreso nacional y legislaturas provinciales. Por ese motivo en la reforma constitucional de 1994 se incluyó el artículo 36 que dice:

Artículo 36. Esta Constitución mantendrá su imperio aun cuando se interrumpiere su observancia por actos de fuerza contra el orden institucional y el sistema democrático. Estos actos serán insanablemente nulos.

Sus autores serán pasibles de la sanción prevista en el Artículo 29, inhabilitados a perpetuidad para ocupar cargos públicos y excluidos de los beneficios del indulto y la conmutación de penas.
Tendrán las mismas sanciones quienes, como consecuencia de estos actos, usurparen funciones previstas para las autoridades de esta Constitución o las de las provincias, los que responderán civil y penalmente de sus actos. Las acciones respectivas serán imprescriptibles.
Todos los ciudadanos tienen el derecho de resistencia contra quienes ejecutaren los actos de fuerza enunciados en este artículo.
Atentará asimismo contra el sistema democrático quien incurriere en grave delito doloso contra el estado que conlleve enriquecimiento, quedando inhabilitado por el tiempo que las leyes determinen para ocupar cargos o empleos públicos.

El Congreso sancionará una ley sobre ética pública para el ejercicio de la función.

En síntesis, este artículo establece:
- Nulidad absoluta de los actos dictados por gobiernos instalados por la fuerza;
- Los autores serán penados como «infames traidores a la Patria»;
- Estos delitos son imprescriptibles y sus autores no pueden recibir el beneficio del indulto;
- Todo ciudadano tiene derecho a la resistencia contra estos actos de fuerza.

## Salario y complementos

### Atributos presidenciales

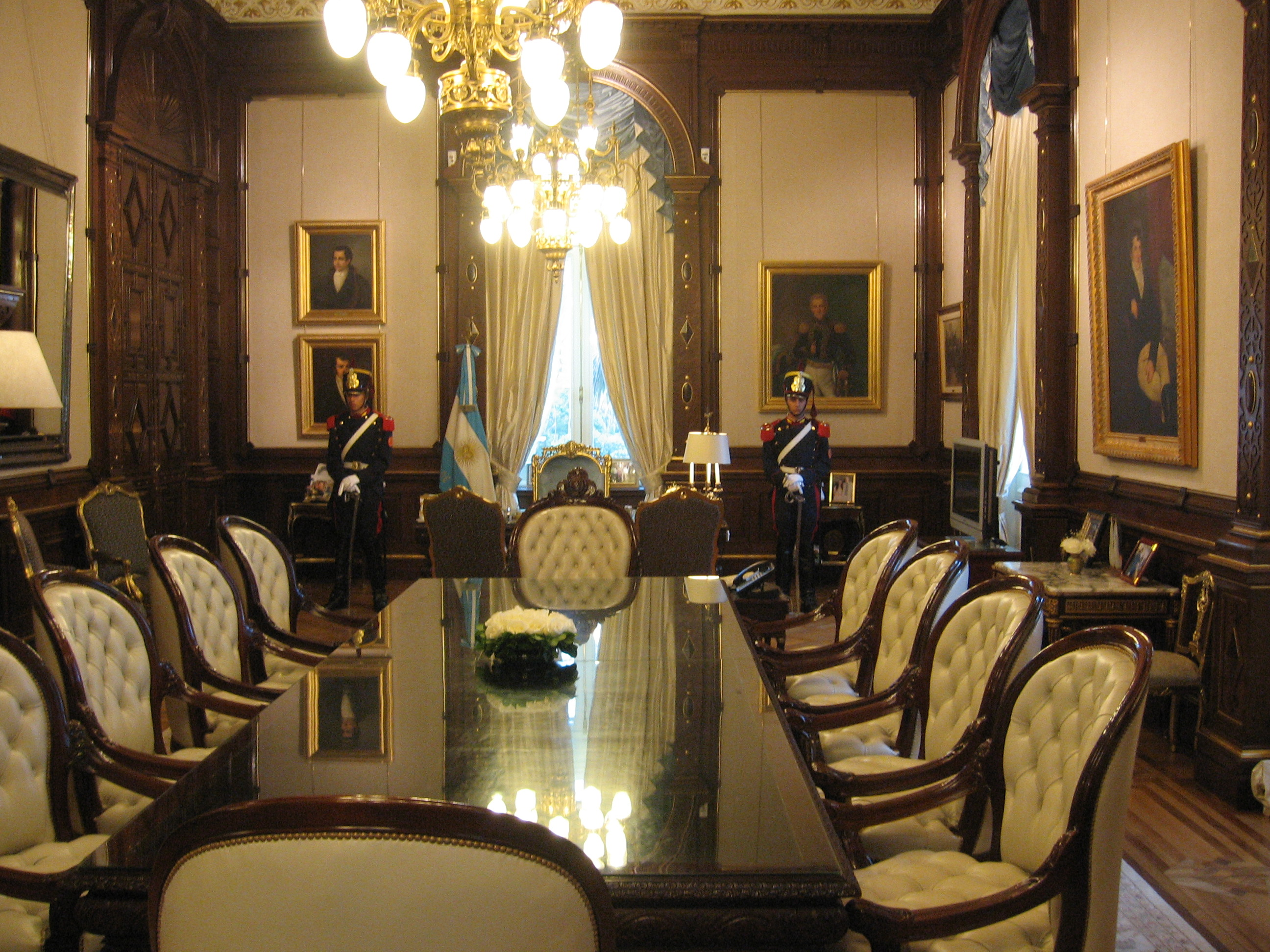
Despacho presidencial, en la Casa Rosada

Los atributos presidenciales demuestran la dignidad de la Primera Magistratura de la Nación, siendo símbolos regidos por costumbre que representan al presidente de la República ante los ciudadanos. Tradicionalmente son cinco: la Banda Presidencial, el Bastón de Mando, la Marcha militar Ituzaingó, el Estandarte o Bandera de presencia presidencial y el "sillón de Rivadavia". La entrega de los atributos representan el momento en el cual el mandatario saliente transmite la autoridad presidencial al nuevo presidente. Cada presidente recibe una banda y un bastón nuevos, que suelen conservar como recuerdo de su paso por el cargo una vez que cesan en sus mandatos. 

#### Banda presidencial
La banda presidencial es una cinta delgada de tela con los colores de la bandera nacional bordada con un sol y terminada en una borla de hilos de oro, que se coloca en forma cruzada atravesando el hombro derecho y cayendo hacia el costado izquierdo, sobre la indumentaria para significar que su portador es titular de una dignidad u honor y, en tal carácter, debe ser reconocido por todos.
La Asamblea del Año XIII el 26 de enero de 1814, al instaurar el cargo de Director Supremo de las Provincias Unidas del Río de la Plata, estableció que le correspondían una banda y un bastón, siendo Gervasio Antonio de Posadas la primera persona en utilizarlos. La banda era bicolor, blanca en el centro y azul en los costados, terminada en una borla de oro, hasta la gobernación de Juan Manuel de Rosas en que se cambió al rojo punzó siendo restaurado el color original durante la presidencia de Justo José de Urquiza e incluyendo el bordado con un sol. Durante las presidencias conservadoras fue bordado con el escudo nacional en dorado. El 24 de abril de 1944 el presidente Edelmiro Julián Farrell emitió el Decreto-Ley 10.302/1944; donde instituyó los símbolos patrios. En su artículo 4.º legisló sobre la Banda Presidencial, pasando de ser un atributo tradicional a una distinción jurídica:

"La banda que distingue al Jefe del Estado, autorizada por la Asamblea Constituyente en la reforma de estatuto provisorio del Gobierno del 26 de enero de 1814 y alcanzada por la distinción del 25 de febrero de 1818, ostentará los mismos colores, en igual posición y el sol de la Bandera Oficial. Esta insignia terminará en una borla sin otro emblema. Tanto el sol como la borla serán confeccionados con hilos, con baño de oro, de óptima calidad y máxima inalterabilidad en el tiempo"
Artículo 4.º, Decreto Ley 10.302/1944

#### Marcha de Ituzaingó
La marcha es una pieza musical solo de melodía utilizada en los actos oficiales donde se presenta el presidente para indicar su llegada. La partitura fue encontrada en un cofre, entre los trofeos de batalla tras la victoria de Carlos María de Alvear en la Batalla de Ituzaingó durante la guerra del Brasil. Se cree que fue compuesta por el emperador brasileño Pedro I para el marqués de Barbacena, comandante de sus tropas, en caso de un posible triunfo en Ituzaingó. Se utilizó por primera vez a ese efecto el 25 de mayo de 1827, y —con la excepción de un interludio entre el 26 de enero de 1946 y el 28 de agosto de 1959, en que la reemplazó a ese efecto la marcha San Lorenzo— se ha utilizado desde entonces.

#### Bastón presidencial

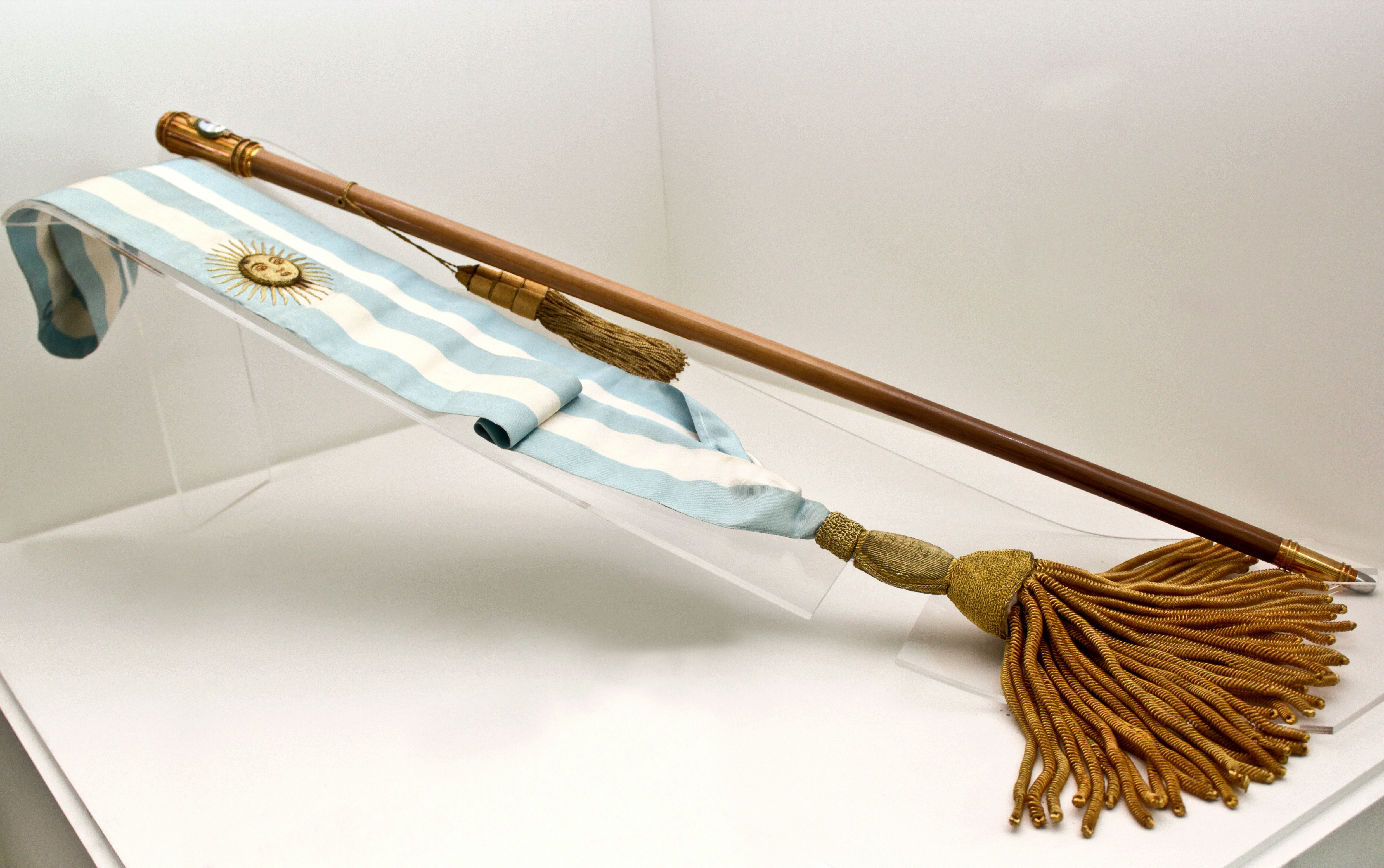
Banda y bastón presidencial de Raúl Alfonsín

El bastón de mando (o vara de mando, también denominado manípulo) es un complemento protocolario que denota en la persona que lo porta, autoridad o mando sobre un grupo o colectivo identitario. Fue instaurado como atributo presidencial en 1932.
Desde 1983 el orfebre Juan Carlos Pallarols, que proviene de una familia de artesanos cuyo taller data de 1750, confecciona el bastón que consiste en una vara de madera urunday (proveniente de Chaco y Misiones) de noventa centímetros (de acuerdo con la estatura del presidente electo) con una empuñadura de plata adornada por el Escudo Nacional y flores de veinticuatro cardos, una por cada provincia; y tres pimpollos, que representan las Islas del Atlántico Sur. Desde 1932 bajo el gobierno de José Félix Uriburu hasta entonces los fabricaba el artesano Luis Ricciardi como se estilaba: con caña de Malaca, puño de oro 18 quilates adornado con el escudo nacional, regatón de oro y dos borlas.

### Símbolos presidenciales

#### Estandarte presidencial y sillón de Rivadavia

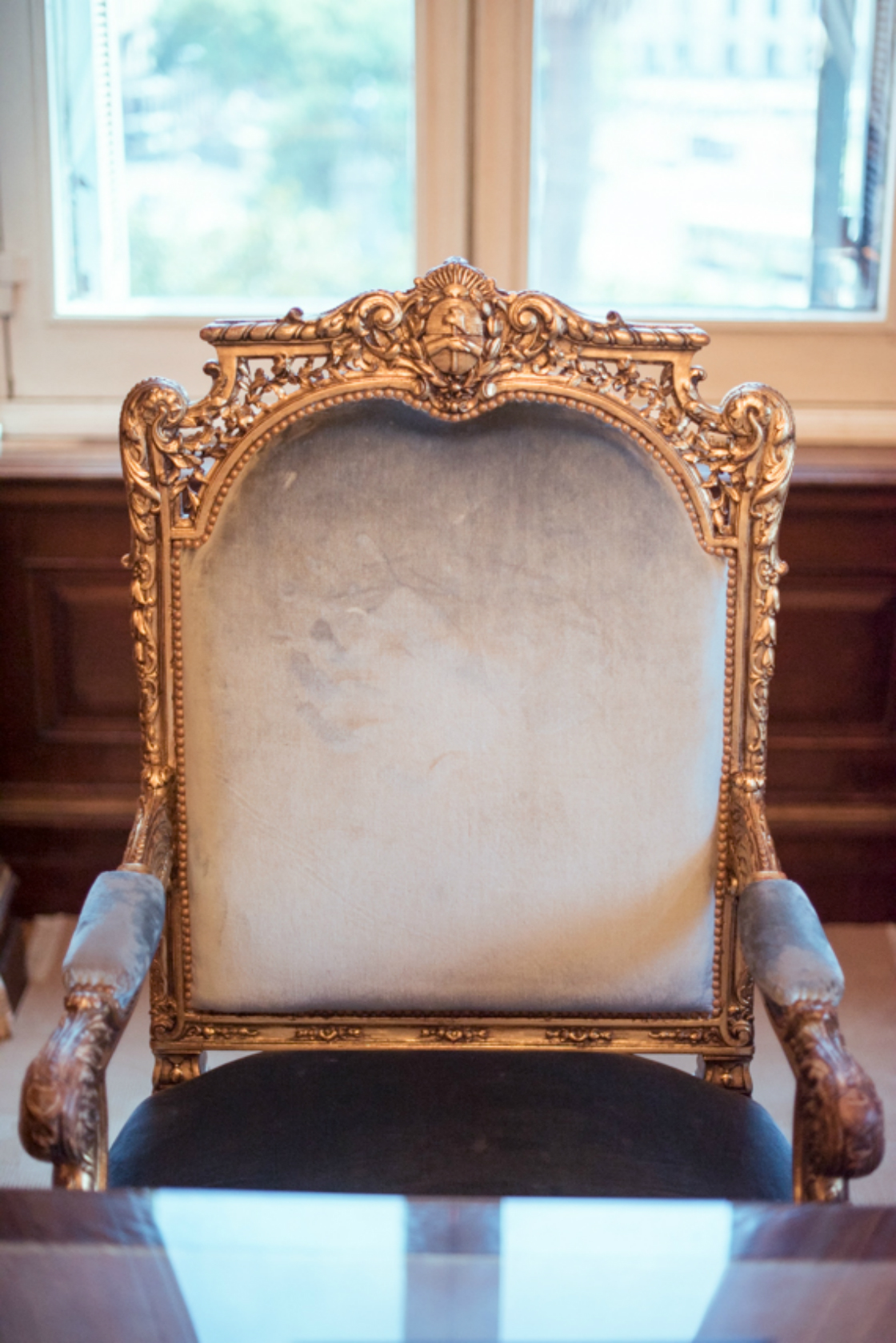
Sillón presidencial

El sillón presidencial de Casa Rosada, o mal llamado «sillón de Rivadavia» porque se cree que lo utilizó Bernardino Rivadavia, corresponde a la primera presidencia de Julio Argentino Roca. Fue comprado a la Casa Forest de París en 1885 y está conformado de madera de nogal italiana, siendo decorado con la técnica dorado a la hoja, con lámina de oro. Es utilizado desde entonces por todos los presidentes del país.

Bandera presidencial

El estandarte presidencial es una bandera heráldica de un paño color celeste adornado con el escudo de la Nación Argentina situado en su parte central y acompañados de cuatro estrellas de cinco puntas colocadas en cada uno de sus vértices, utilizada como insignia del presidente de la Nación Argentina y se enarbola en el lugar en que se encuentra el presidente de la Nación.

### Palacio presidencial

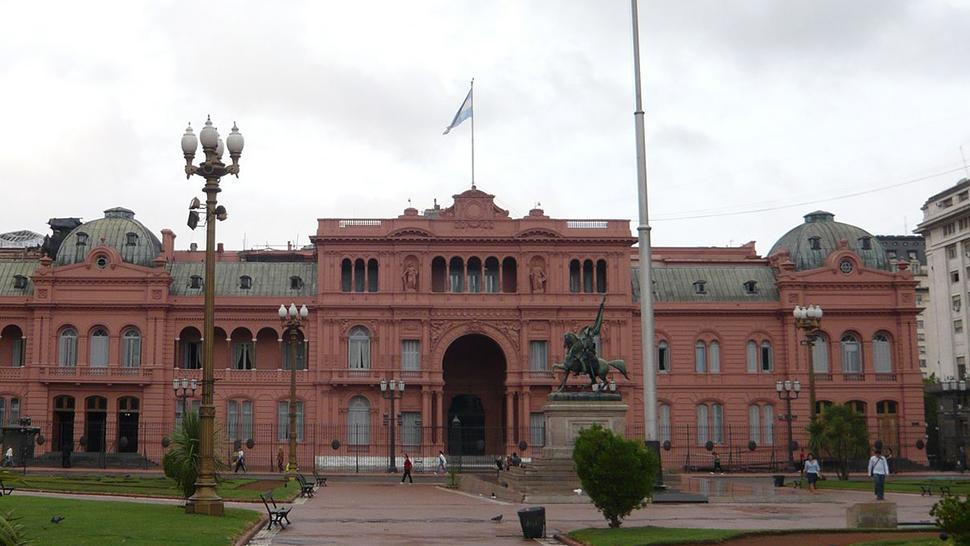
Casa Rosada, sede de gobierno de la República Argentina.

El presidente tiene su oficina en la sede del Gobierno, la Casa Rosada. Desde 1862, el entonces presidente Bartolomé Mitre se instaló en el antiguo Fuerte de Buenos Aires, que había sido residencia de gobernadores y virreyes españoles, y demás autoridades de los sucesivos gobiernos patrios a partir de 1810. Su sucesor, Domingo Faustino Sarmiento, decidió embellecer la morada del Poder Ejecutivo Nacional, dotándola de jardines y pintando las fachadas de color rosado, con el que, posteriormente, se continuó caracterizando. La construcción de la actual Casa de Gobierno comenzó en 1873, cuando por decreto se ordenó construir el edificio de Correos y Telégrafos en la esquina de Balcarce e Hipólito Yrigoyen. Pocos años después, el presidente Julio Argentino Roca decidió la construcción del definitivo Palacio de Gobierno en la esquina de Balcarce y Rivadavia, edificación similar al vecino Palacio de Correos. Ambos edificios se unieron en 1886 mediante el pórtico que hoy constituye la entrada de la Casa Rosada que da hacia plaza de Mayo.

#### Residencia oficial y de verano
La residencia oficial ha ido cambiando a lo largo de la historia. Rivadavia (1826-27) residió en la Casa de los Virreyes, en el antiguo Fuerte de Buenos Aires, mientras que sus sucesores residieron en sus casas particulares. La excepción fue Roque Sáenz Peña quien acondicionó un cuarto en el primer piso en la Casa Rosada debido a que su enfermedad le impedía movilizarse con facilidad. 
A mediados de la década de 1930 el estado adquiere la propiedad de Carlos Madariaga y su esposa Josefina Anchorena, ubicada en la calle Suipacha 1034 de la Ciudad de Buenos Aires, para convertirla en Residencia Presidencial. El primer presidente que la utiliza es Roberto Ortiz junto a su señora María Luisa Iribarne. 
En 1937 (durante la presidencia de Agustín Pedro Justo) el estado adquiere el Palacio Unzué, una residencia construida por Mariano Unzué y Mercedes Baudrix en 1887 ubicada en un espléndido parque diseñado por Carlos Thays, rodeado por las calles Agüero, Alvear (Libertador) y Austria, en el barrio de Recoleta, Buenos Aires. El primer y único presidente que la utilizó de forma permanentemente fue Juan Domingo Perón y su señora Eva Duarte.

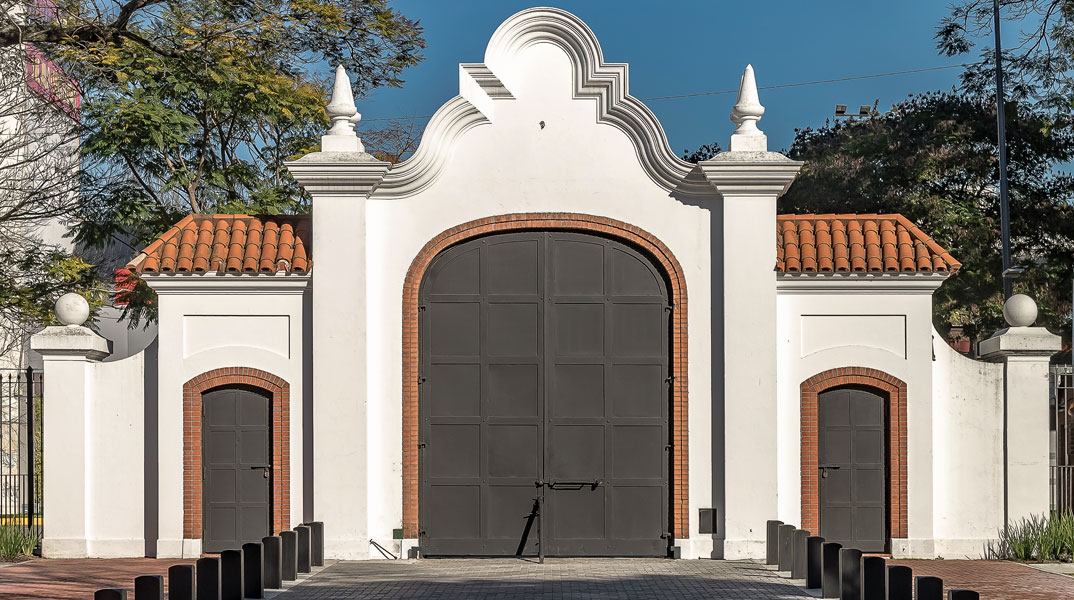
Quinta de Olivos, residencia oficial del presidente.

La Quinta presidencial de Olivos fue donada por la familia Anchorena Olaguier en 1918 bajo la presidencia de Yrigoyen. Desde 1918 los presidentes la fueron utilizando cómo residencia ocasional y de verano, siendo el primero que la habita de forma permanente Pedro Eugenio Aramburu. Desde entonces se utiliza como residencia oficial y permanente. En la Quinta de Olivos falleció el presidente Juan Domingo Perón el 1 de julio de 1974 mientras ejercía su tercer mandato, siendo hasta ahora el único presidente que murió allí. La Quinta es un gran complejo residencial compuesto de un vasto parque situado en la localidad de Olivos del partido de Vicente López. La residencia presidencial ocupa el edificio principal, de líneas neoclásicas, construido por Prilidiano Pueyrredón en 1854. Las fachadas se conservan como en el siglo XIX, sin embargo, los interiores y el parque sufrieron reformas con el paso de los diferentes presidentes.
Dispone de una residencia de verano en la localidad de Chapadmalal (provincia de Buenos Aires), la que se denomina Unidad Presidencial de Chapadmalal. La casa de Chapadmalal, construida durante el primer gobierno de Perón, cuenta con una playa privada, un mirador con vistas a la costa y varios jardines. Fue remodelada por última vez en los 90, durante la presidencia de Carlos Menem.

### Sueldo y transporte
El presidente y vicepresidente disfrutan de un sueldo pagado por el Tesoro de la Nación, que no podrá ser alterado en el período de sus nombramientos. Durante el mismo período no podrán ejercer otro empleo, ni recibir ningún otro emolumento de la Nación, ni de provincia alguna. El sueldo del presidente en bruto es de 354.694 pesos argentinos.

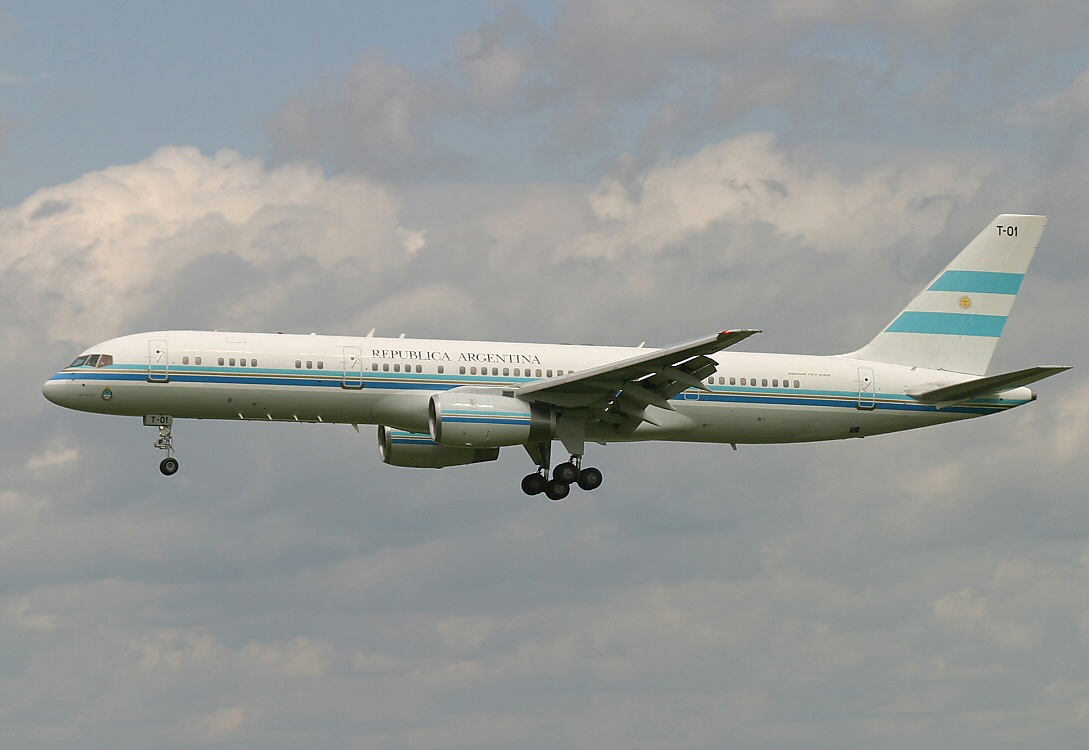
Tango 01, avión presidencial entre 1992 y 2015.

 Para desplazarse el mandatario utiliza aviones que forman parte de la Agrupación Aérea Presidencial:
- cuatro aviones: 1 Boeing 757/200 T-01 (desactivado); 2 Fokker F-28 T-02 y T-03 (desactivados); 1 Boeing 737/500 T-04;  1 Learjet 60 (T-10).
- tres helicópteros: 1 Sikorsky S-70A Black Hawk (H-01); 2 Sikorsky S-76B (H-02 y H-03).

El automóvil presidencial que actualmente se utiliza es una Mercedes Benz Vito, aunque tiene a disposición una Volkswagen Touareg y una Chrysler Town & Country

### Seguridad

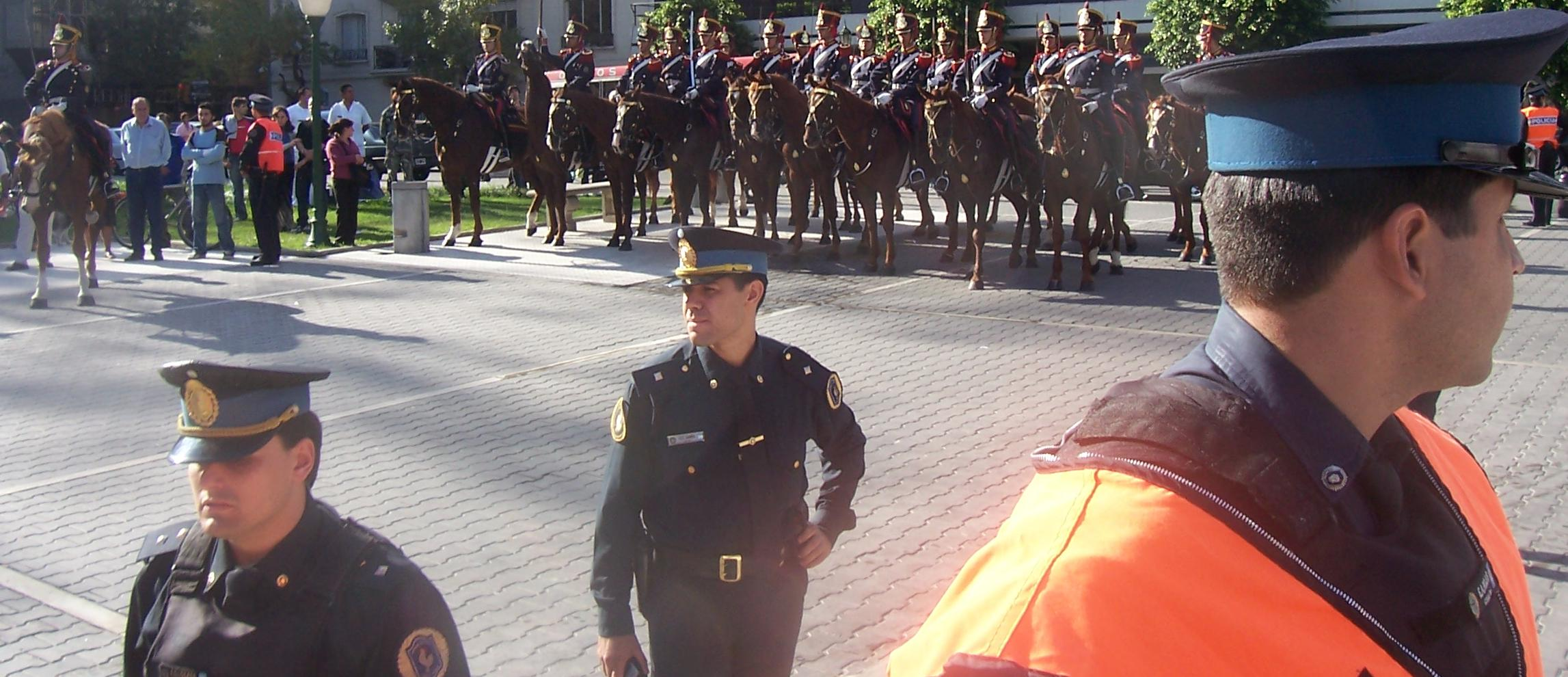
Efectivos de la Policía Federal Argentina

La Casa Militar es la encargada de la protección del presidente y su familia. Con base en la Casa Rosada, la Casa Militar es conducida por un oficial superior de las Fuerzas Armadas, cuyo cargo es rotativo cada dos años y «debe proveer la seguridad del presidente, de sus familiares directos, como también de la Casa de Gobierno, la residencia presidencial de Olivos y otros lugares de residencia transitoria que disponga el jefe del Estado». Tiene el «control operacional» de tres agrupaciones principales: Coordinación, Logística y Comunicaciones; Aérea, y Seguridad e Inteligencia. Esta última integrada por el histórico Regimiento de Granaderos a Caballo (como escolta presidencial) y la Policía Federal en su división Custodia Presidencial (como custodia personal del presidente y su familia en los desplazamientos terrestres). La Custodia Presidencial tiene su base en la Casa de Gobierno y en la residencia de Olivos, cuyo perímetro y sector externo están a cargo de la policía bonaerense.

### Escolta presidencial

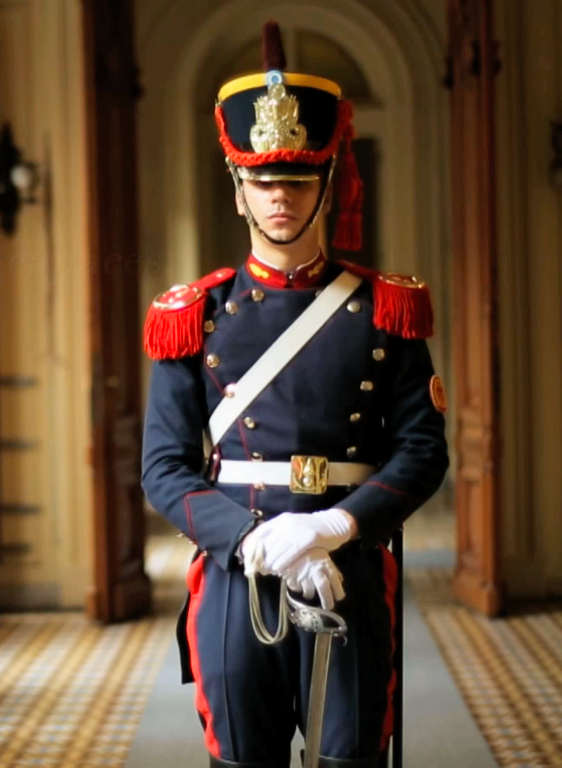
Granadero en posición firme en la Casa Rosada

El Escuadrón Ayacucho del Regimiento de Granaderos a Caballo, creado en 1812 por el general José de San Martín e instaurado el 15 de julio de 1907 por el presidente José Figueroa Alcorta como escolta del presidente de la Nación —hasta ese momento lo era el Regimiento 8 de Caballería, que llevaba el nombre del general Mariano Necochea y el uniforme histórico de sus Cazadores que hicieron la campaña de los Andes—, cumple las funciones de escolta y seguridad del Presidente de la Nación en la Casa de gobierno, custodia de los restos del General Don José de San Martín en el mausoleo situado en la Catedral Metropolitana, el Izamiento y arrío de la Bandera Oficial de la Nación en la plaza de Mayo y participan en todos los actos de ceremonial que se realizan en la Casa de Gobierno y en la catedral Metropolitana. Llevan el uniforme tradicional: botas negras hasta la rodilla, espuelas, una chaquetilla con pechera adornada con botones, sable enfundado en un costado, cuello rígido y el morrión en la cabeza para la famosa Escolta Presidencial. Los granaderos que realizan la custodia del ingreso presidencial y los que custodian los restos de San Martín deben pasar las dos horas que dure su guardia quietos y firmes, en posición de “estatua”.

### Edecán presidencial
Los edecanes presidenciales son tres ayudantes militares, uno por cada rama de las Fuerzas Armadas, un teniente coronel —Ejército—, un capitán de fragata —Armada— y un vicecomodoro —Fuerza Aérea—, que se distinguen por el cordón dorado que usan encima del uniforme, cuya principal misión es acompañar, proteger y asistir al presidente en todas sus actividades oficiales y representarlo en los eventos protocolares que específicamente les encomiende. El primer edecán que registra la historia argentina fue el capitán Juan María Escobar, quien acompañó al presidente de la Primera Junta, Cornelio Saavedra.
El propio presidente se encarga de su designación, de una lista de candidatos presentada por el Ministerio de Defensa y elaborada por las propias Fuerzas Armadas. En el cumplimiento de sus labores, que prestan las 24 horas del día, coordinan la agenda protocolar del presidente –deben indicar discretamente el fin de una actividad o una audiencia para dar paso a la siguiente–, y reciben y tramitan las instrucciones que les entrega el mandatario. Son también los únicos -además del secretario privado- que tienen acceso directo al despacho presidencial, participan de las reuniones más reservadas y conocen con anticipación los nombramientos que hará el presidente, porque ellos tendrán que ubicar después al funcionario elegido. En los actos oficiales llevan el discurso que pronunciará el presidente en una carpeta, pero también una copia en el bolsillo. Además, deben ser discretos y estar en condiciones de responder cualquier pregunta del presidente. Los tres edecanes se dividen el trabajo por semanas, quedando uno de turno cada semana, y deben cumplir sus funciones por dos años. En caso de que el presidente asista a una actividad en un recinto militar lo acompaña el edecán respectivo, y para las ceremonias de Estado concurren los tres.

## Postpresidencia

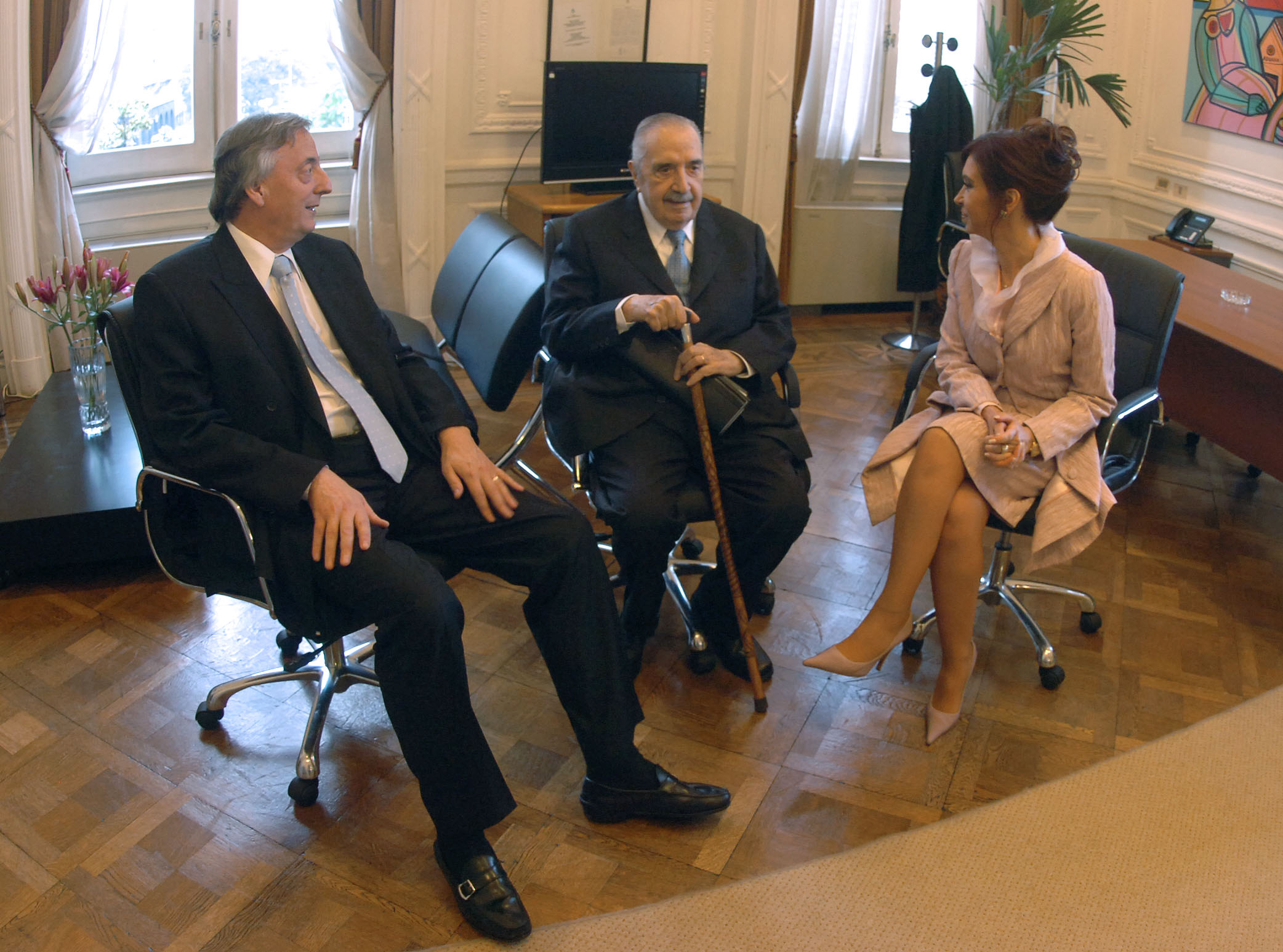
Los expresidentes Raúl Alfonsín y Néstor Kirchner junto a la entonces presidenta Cristina Fernández de Kirchner, reunidos en ocasión de un homenaje al primero de ellos, 2008.

Cada presidente una vez terminado su mandato puede ejercer otros cargos políticos. Algunos presidentes han tenido carreras significativas después de dejar el cargo. Tal es el caso de José Figueroa Alcorta que fue presidente de la Corte Suprema, siendo el único argentino en presidir los tres poderes, el de Raúl Alfonsín que fue convencional constituyente y senador nacional por Buenos Aires, el de Néstor Kirchner que fue secretario general de la UNASUR, y de Cristina Fernández de Kirchner que fue senadora y vicepresidenta de la Nación. Vicente López y Planes (Buenos Aires en 1852) y Justo José de Urquiza (Entre Ríos entre 1868 y 1870) ejercieron la gobernación de sus provincias natales. Bartolomé Mitre, Julio Argentino Roca, Hipólito Yrigoyen, Marcelo Torcuato de Alvear, Arturo Frondizi, Juan Domingo Perón, María Estela Martínez de Perón, Raúl Alfonsín, Néstor Kirchner, Cristina Fernández de Kirchner, Mauricio Macri y Alberto Fernández ejercieron el liderazgo de sus respectivos partidos políticos e incluso algunos se presentaron a elecciones nuevamente, algunos reelegidos con éxito como Roca en 1898 y Perón en 1973, y otros presidentes sirvieron en el Congreso después de abandonar la Casa Rosada como Carlos Pellegrini, Raúl Alfonsín, Carlos Menem y Néstor Kirchner.
Los exmandatarios poseen tras terminar su mandato la protección vitalicia de la Policía Federal Argentina y perciben una asignación mensual vitalicia equivalente al sueldo de un juez de la Corte Suprema, según la Ley 24.018. Al fallecer, la pensión pasa a la viuda o viudo que cobrará el 75% pero tendrá que renunciar a toda pensión estatal. Para el goce de estos beneficios, deben residir dentro del territorio argentino. Arturo Illia y Raúl Alfonsín donaron todos sus años de jubilación a la caridad.
Tras sus fallecimientos, los presidentes reciben homenajes como decretar tres días de duelo nacional, y el funeral de estado, y sus familias donan sus pertenencias del mandato a museos como el Museo Histórico Sarmiento y el Museo Casa Rosada (creado del antiguo Museo Presidencial Casa Rosada) cuya colección está conformada por objetos personales, retratos, esculturas y documentos de quienes han ocupado el cargo de «presidente» y objetos referentes al contexto social, económico y político de cada etapa presidencial, incluyéndose presidencias recientes.

### Expresidentes vivos
Actualmente, hay seis expresidentes vivos. Los expresidentes más recientes en fallecer son Carlos Menem (1989-1999) el 14 de febrero de 2021 y Fernando de la Rúa (1999-2001) el 9 de julio de 2019. Los expresidentes vivos, en orden de servicio, son:

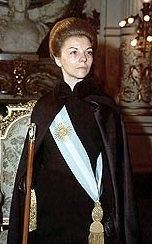
María Estela Martínez de Perón (1974-1976)
94 años
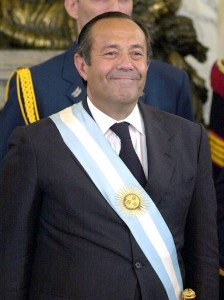
Adolfo Rodríguez Saá (2001)
78 años
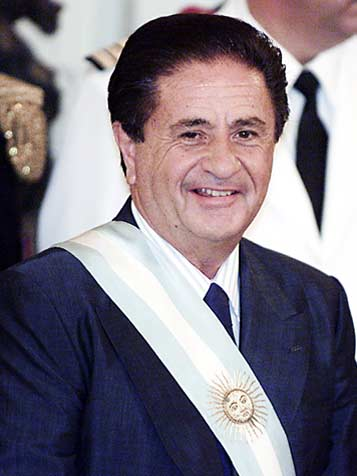
Eduardo Duhalde (2002-2003)
83 años
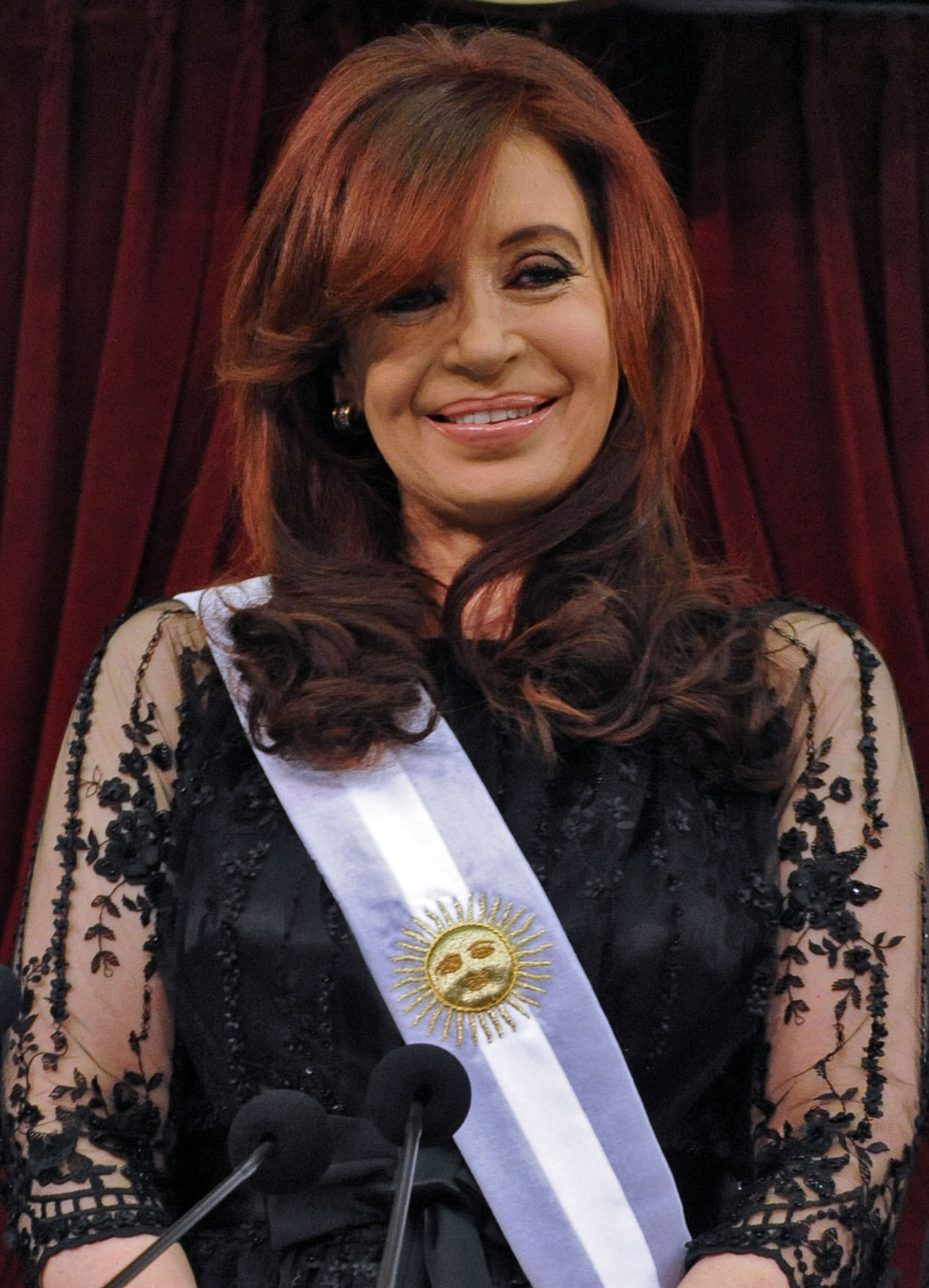
Cristina Fernández de Kirchner (2007-2015)
72 años
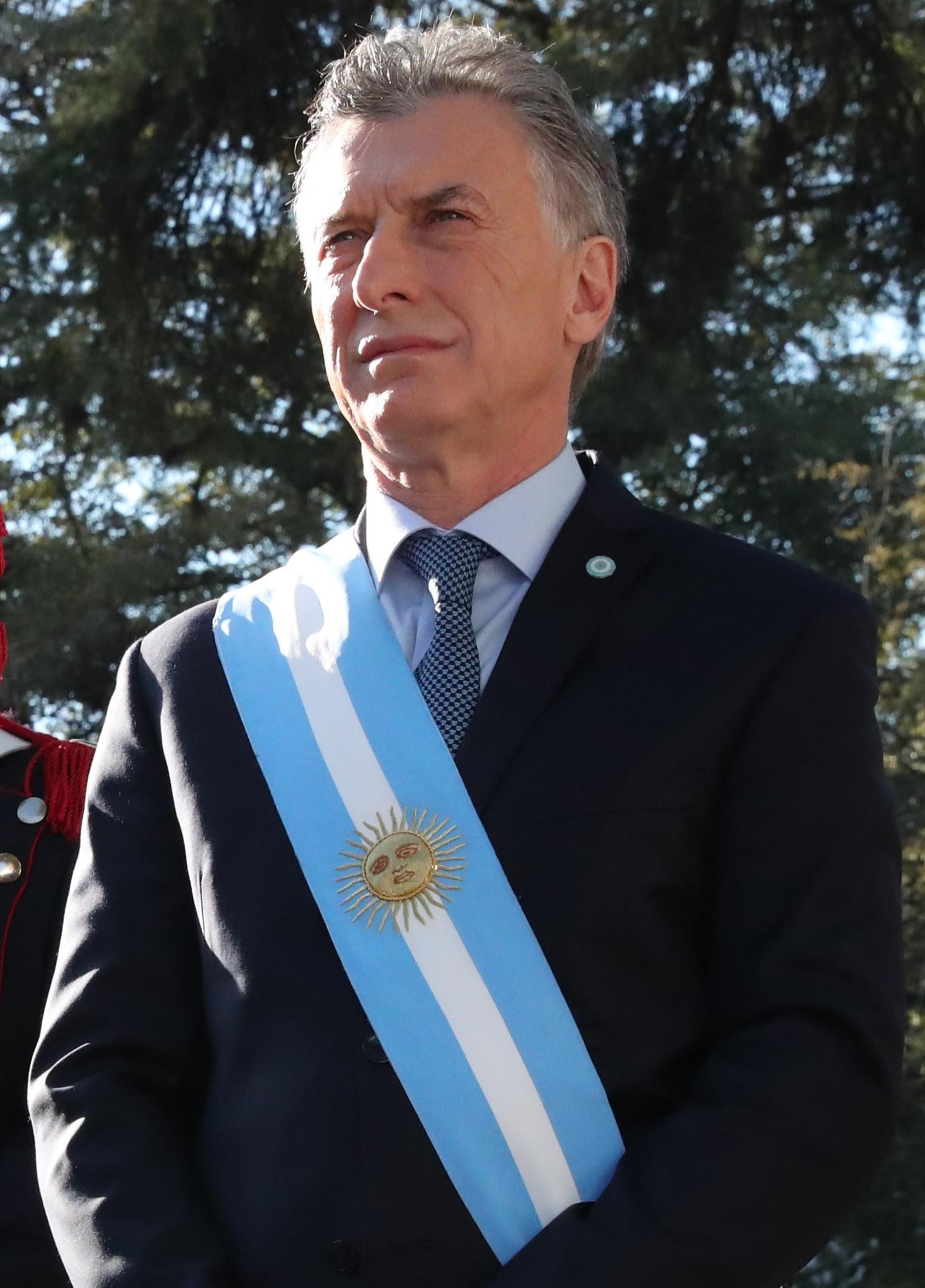
Mauricio Macri (2015-2019)
66 años
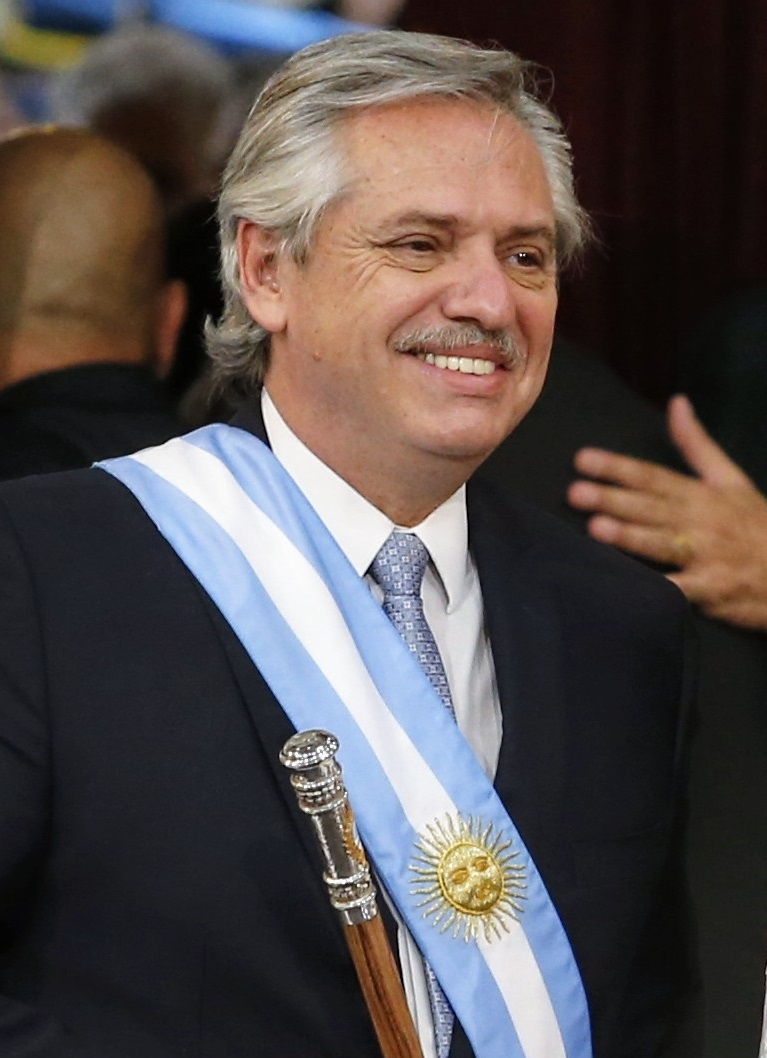
Alberto Fernández (2019-2023)
66 años

### Galería de los bustos presidenciales
En el Hall de Honor de la Casa Rosada se encuentra la galería de los bustos presidenciales, realizados en mármol de Carrara desde Cornelio Saavedra y Bernardino Rivadavia hasta Néstor Kirchner. No se encuentran bustos de los dictadores ni de Vicente López y Planes, Juan Esteban Pedernera, Raúl Alberto Lastiri, María Estela Martínez de Perón, Fernando de la Rúa, Adolfo Rodríguez Saá, Eduardo Duhalde, Cristina Fernández de Kirchner y Mauricio Macri.
Los primeros bustos de Rivadavia, Urquiza y Derqui expuestos en ese salón fueron realizados entre 1883 y 1884, encargados por el presidente Julio Argentino Roca. Data de aquella época la tradición de agregar el busto de los primeros mandatarios luego de que finaliza su período de mandato, donde el presidente entrante colocaba el busto del presidente saliente como testimonio de la historia del país. Estos bustos estuvieron ubicados inicialmente en los Recintos Presidenciales del primer piso, pero en 1973, durante la presidencia de facto de Alejandro Lanusse, se decidió su traslado al Hall de Honor y se dictó el Decreto 4022, que rige la colocación de los Bustos Presidenciales, indicando que esto se hará una vez transcurrido un lapso no menor a dos períodos presidenciales, tras la finalización del mandato correspondiente.
Posteriormente el presidente Néstor Kirchner, bajo decreto 1872/2006, estableció que únicamente los presidentes que se desempeñaron por mandato constitucional formen parte del salón. En caso de un presidente reelecto, se computa desde la finalización de su primer mandato. En 2016 los entonces 28 bustos fueron reubicados en forma cronológica, y las esculturas de los dictadores José F. Uriburu, Pedro Pablo Ramírez, Edelmiro Julián Farrell, Eduardo Lonardi, Pedro Eugenio Aramburu y Juan Carlos Onganía fueron retiradas. Se agregó también el de Miguel Juárez Celman, que estaba abandonado en un depósito.

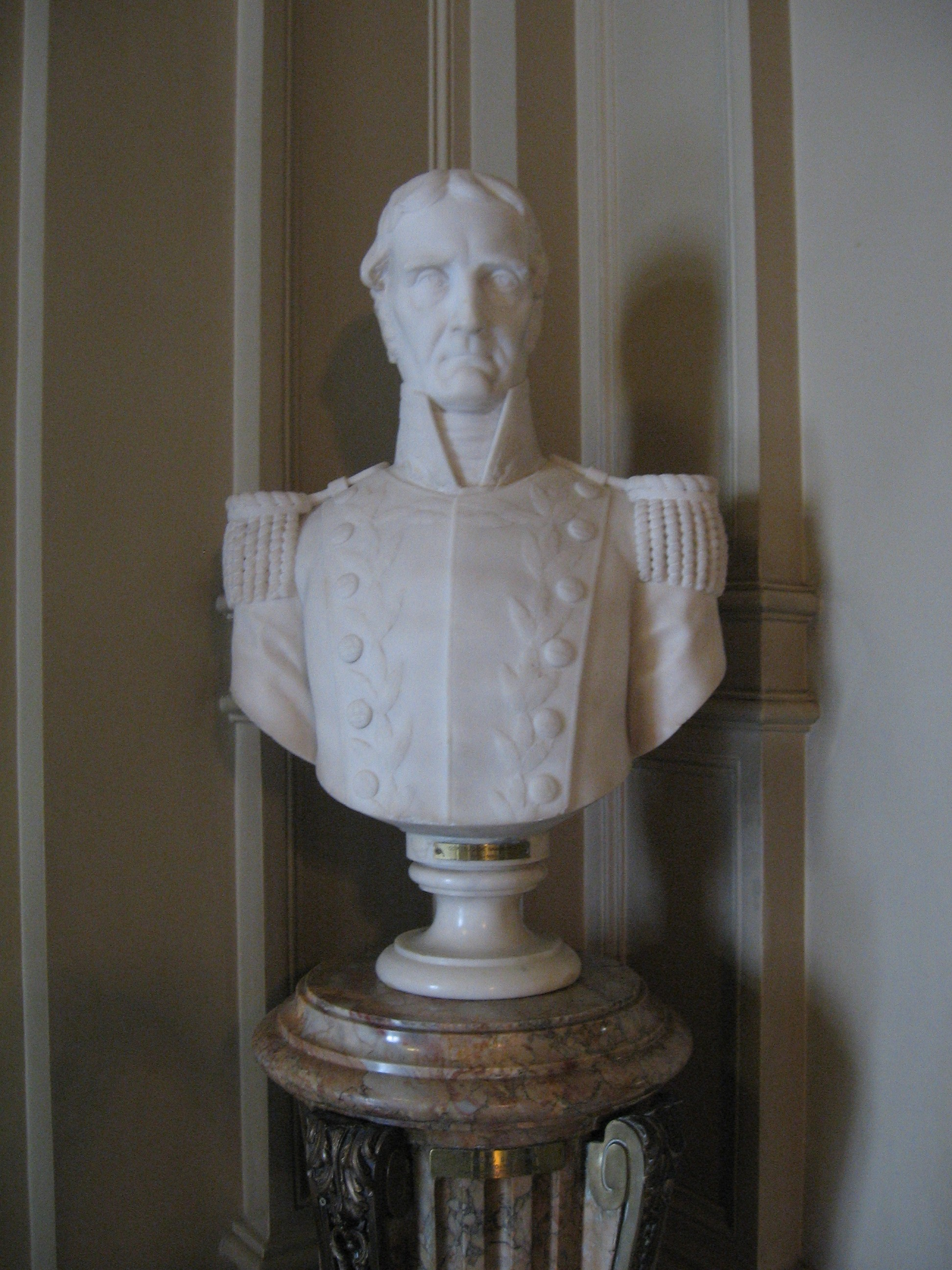
Cornelio Saavedra (1810)
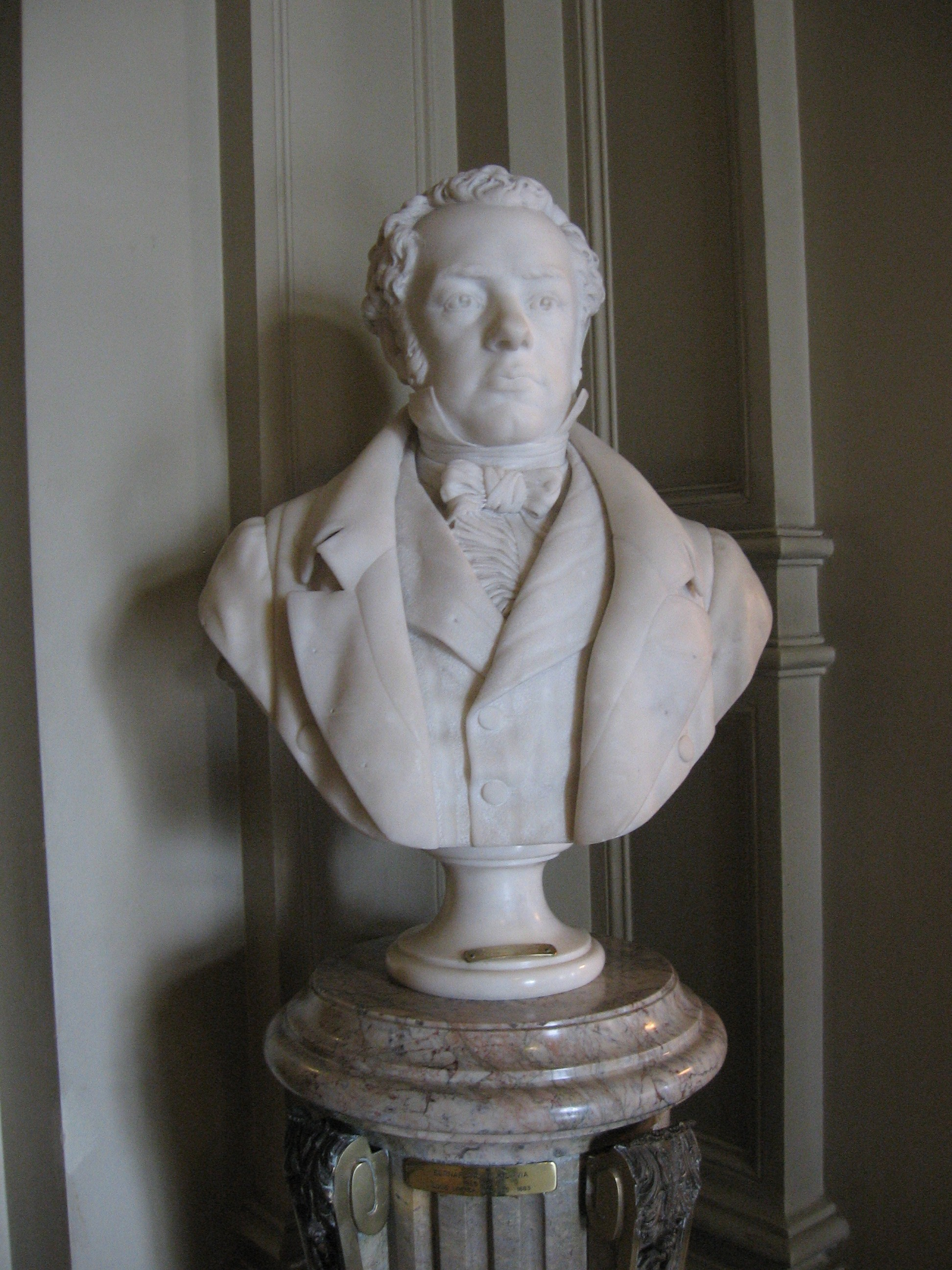
Bernardino Rivadavia (1826-1827)
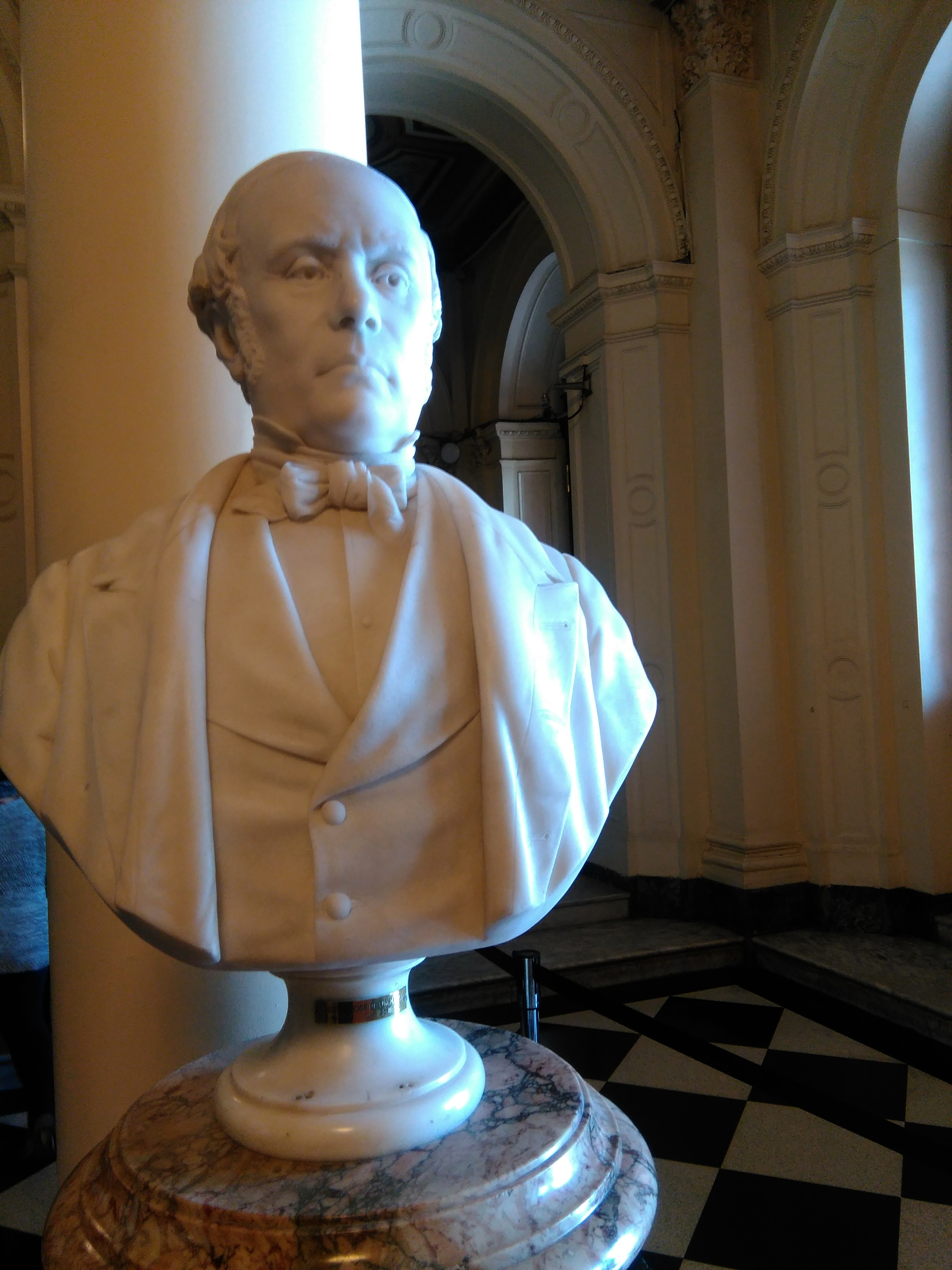
Justo José de Urquiza (1854-1860)
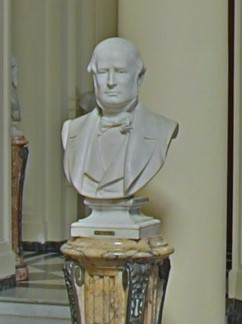
Santiago Derqui (1860-1861)
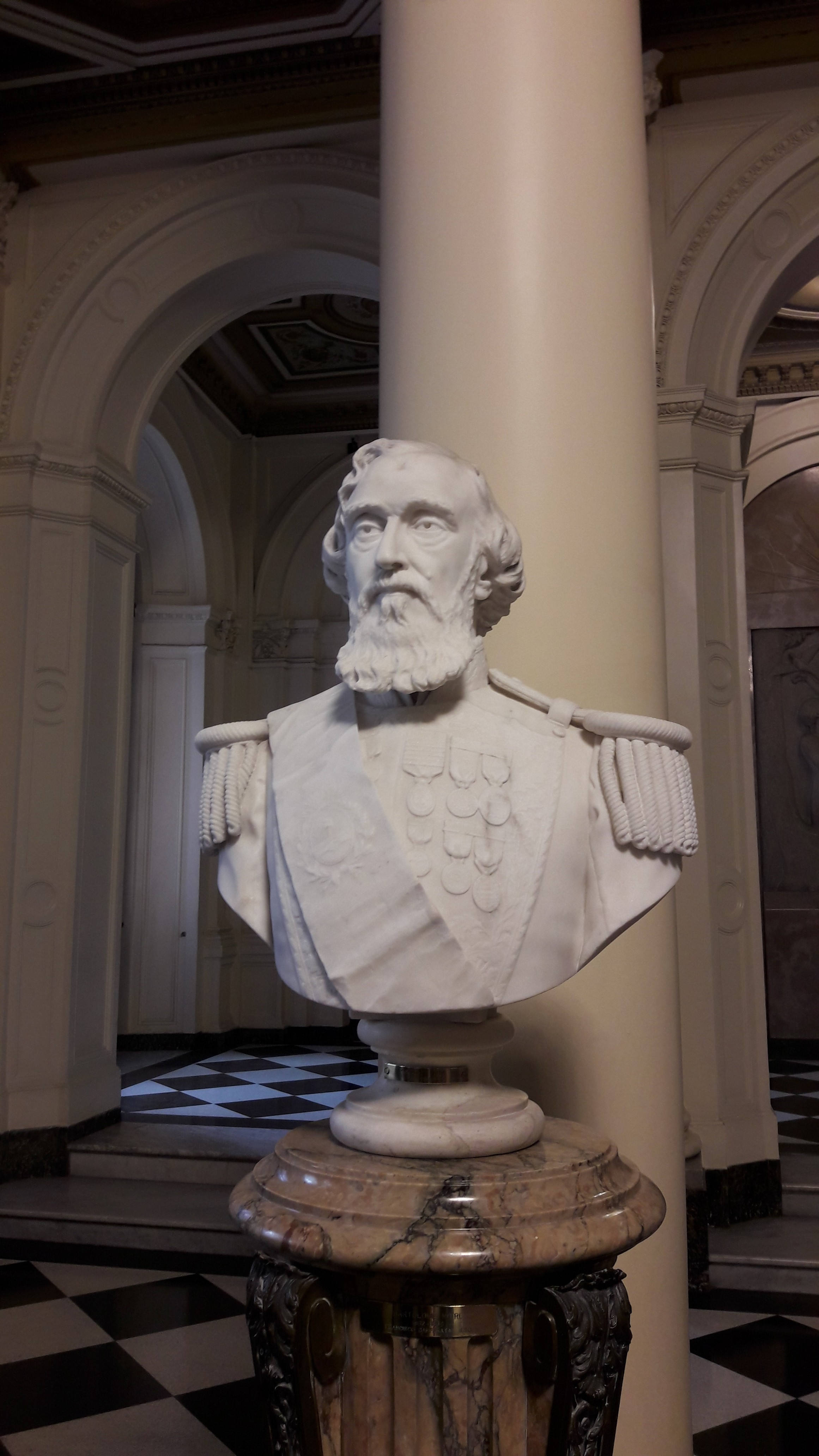
Bartolomé Mitre (1862-1868)
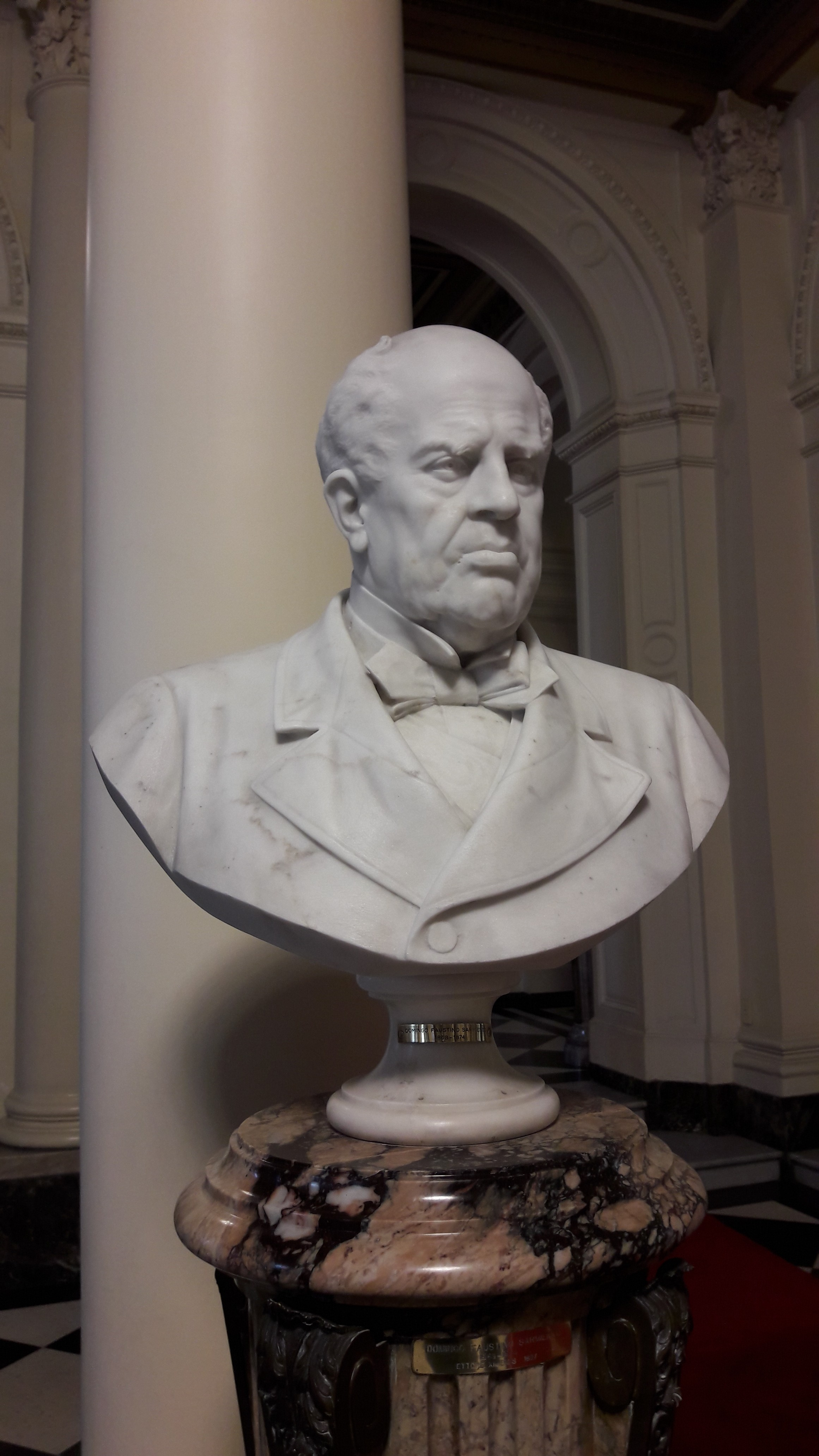
Domingo F. Sarmiento (1868-1874)
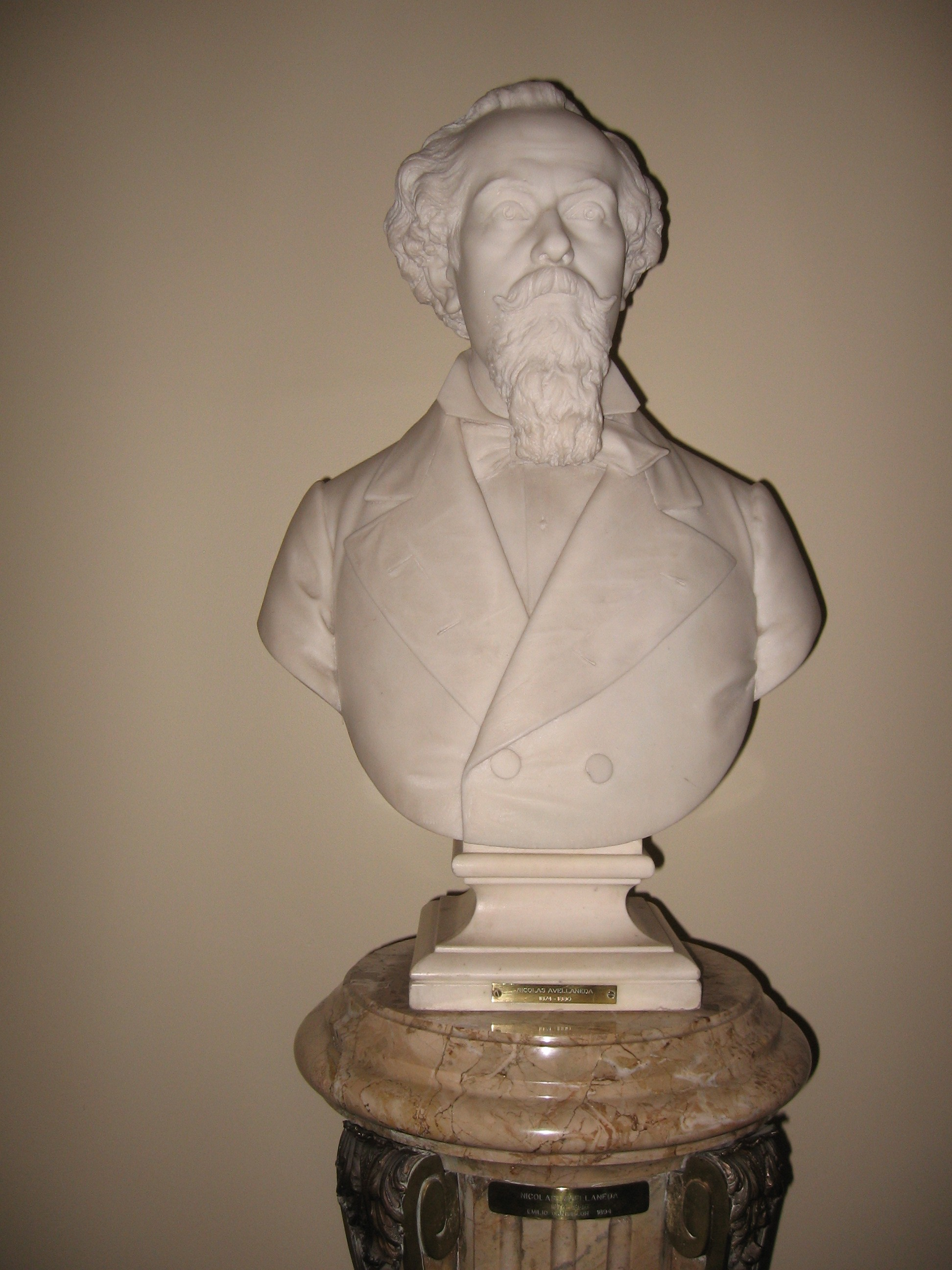
Nicolás Avellaneda (1874-1880)
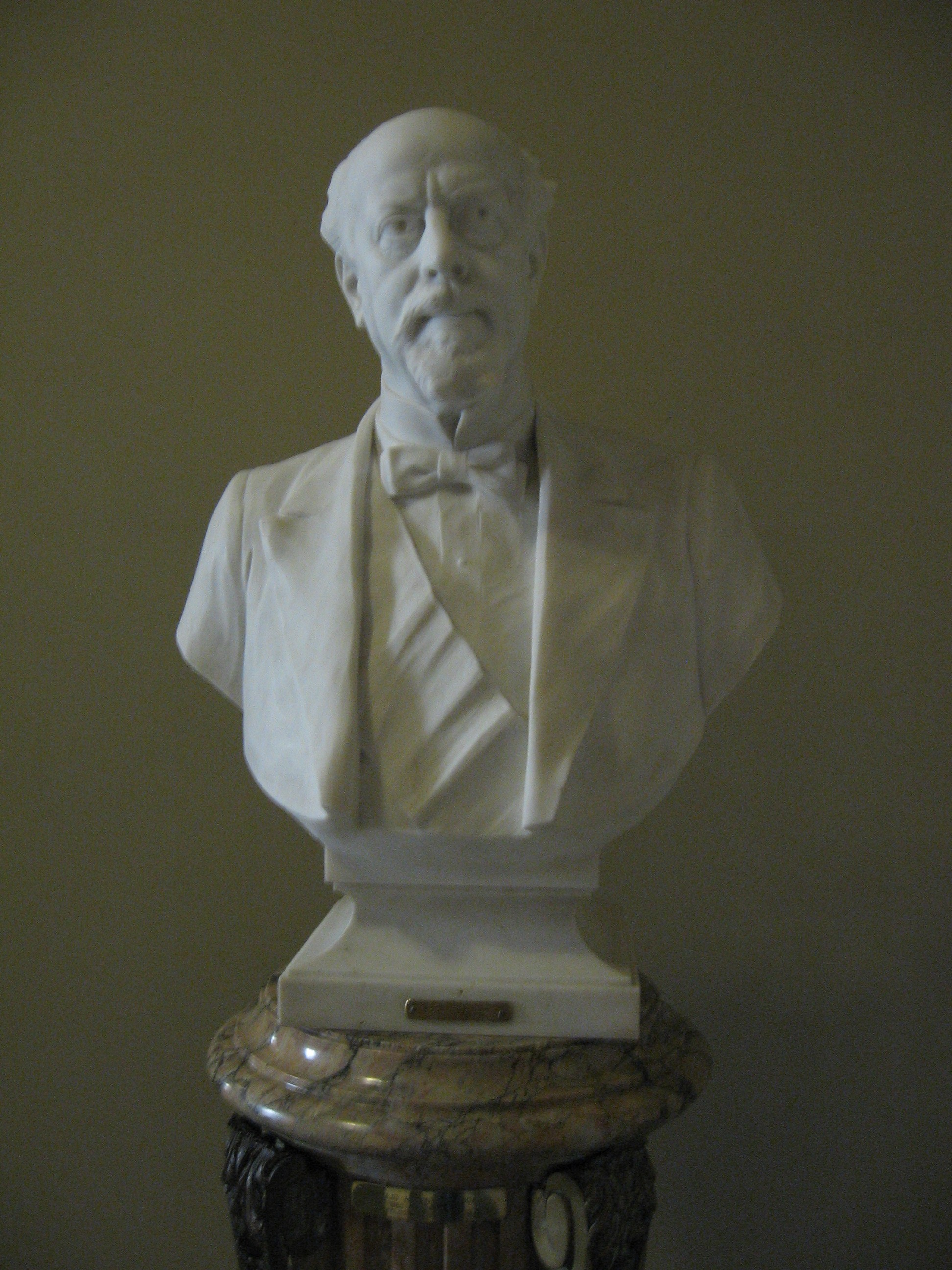
Julio Argentino Roca (1880-1886; 1898-1904)
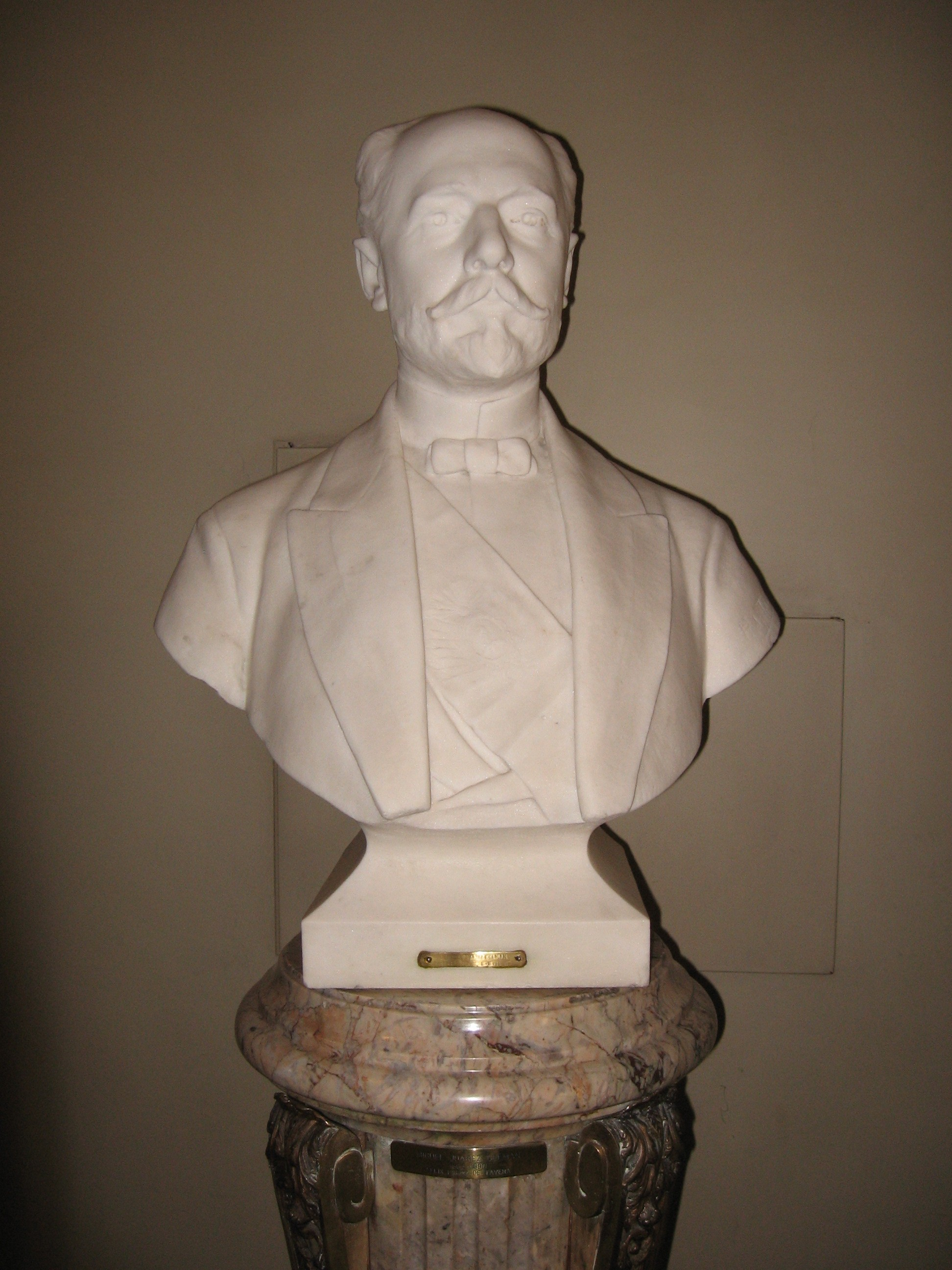
Miguel Juárez Celman (1886-1890)
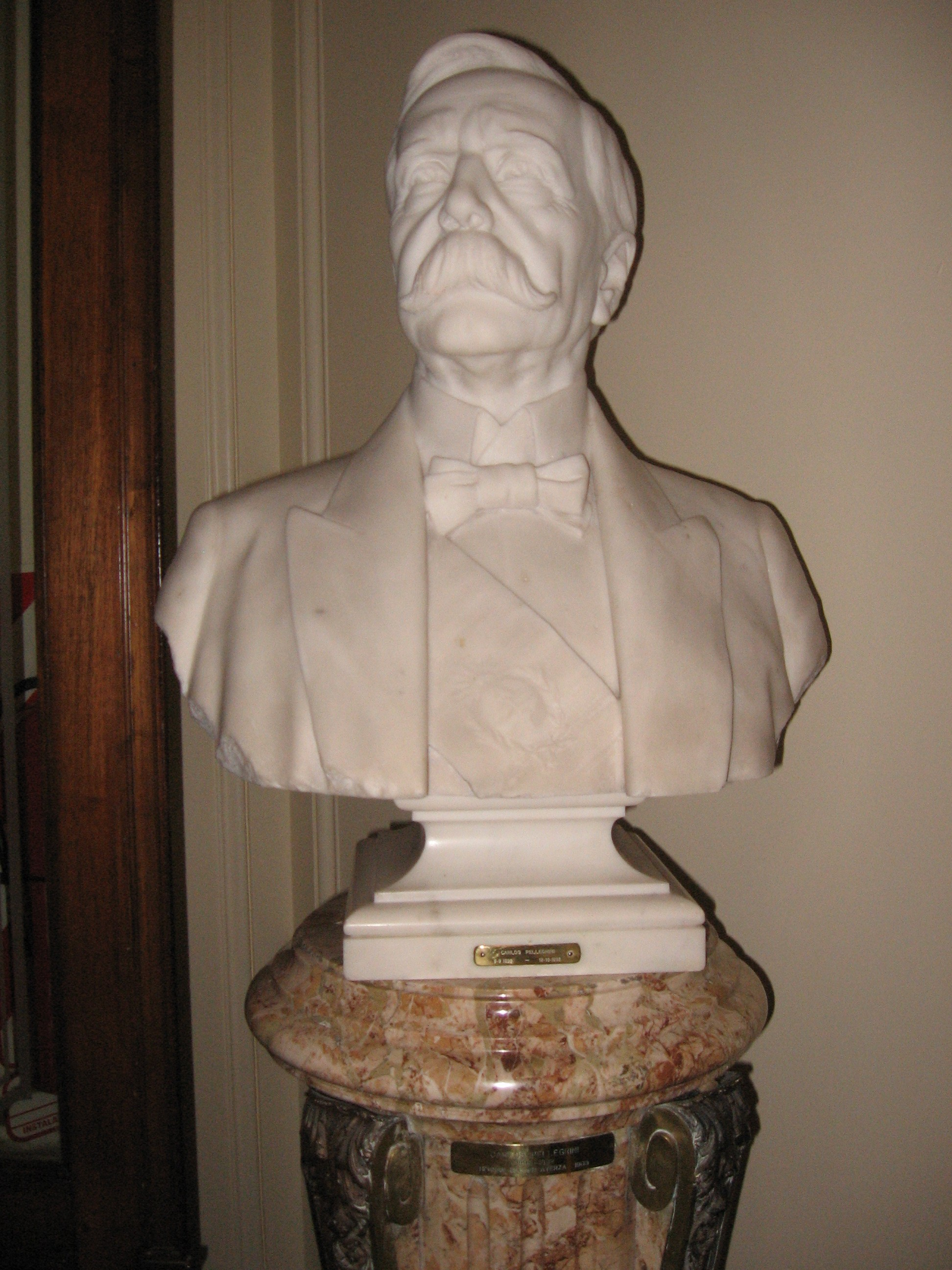
Carlos Pellegrini (1890-1892)
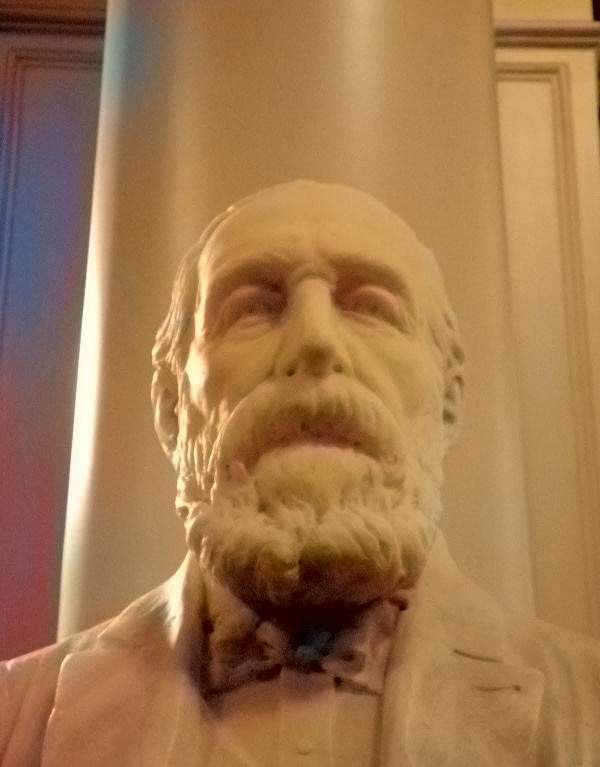
Luis Sáenz Peña (1892-1895)
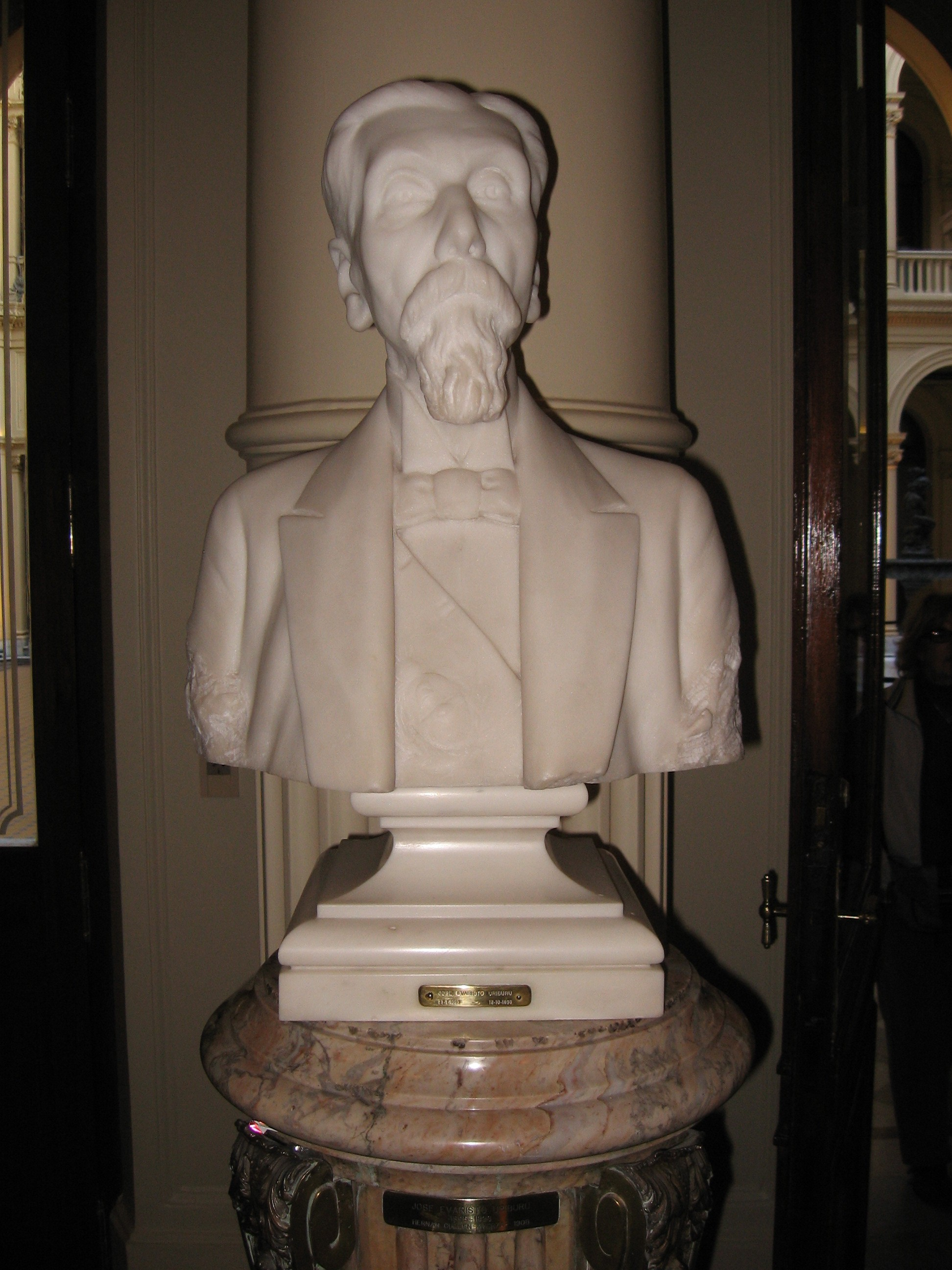
José Evaristo Uriburu (1895-1898)
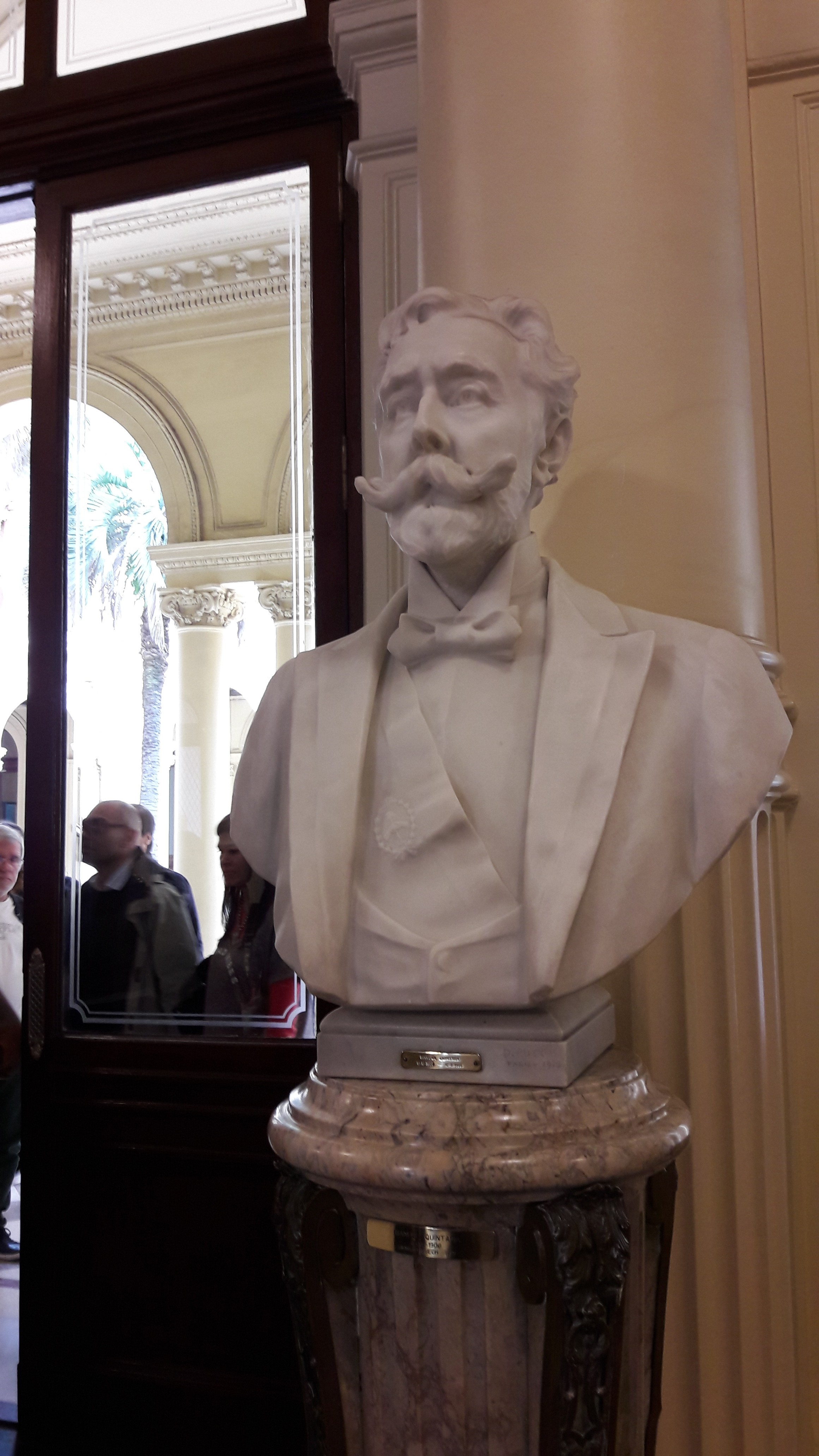
Manuel Quintana (1904-1906)
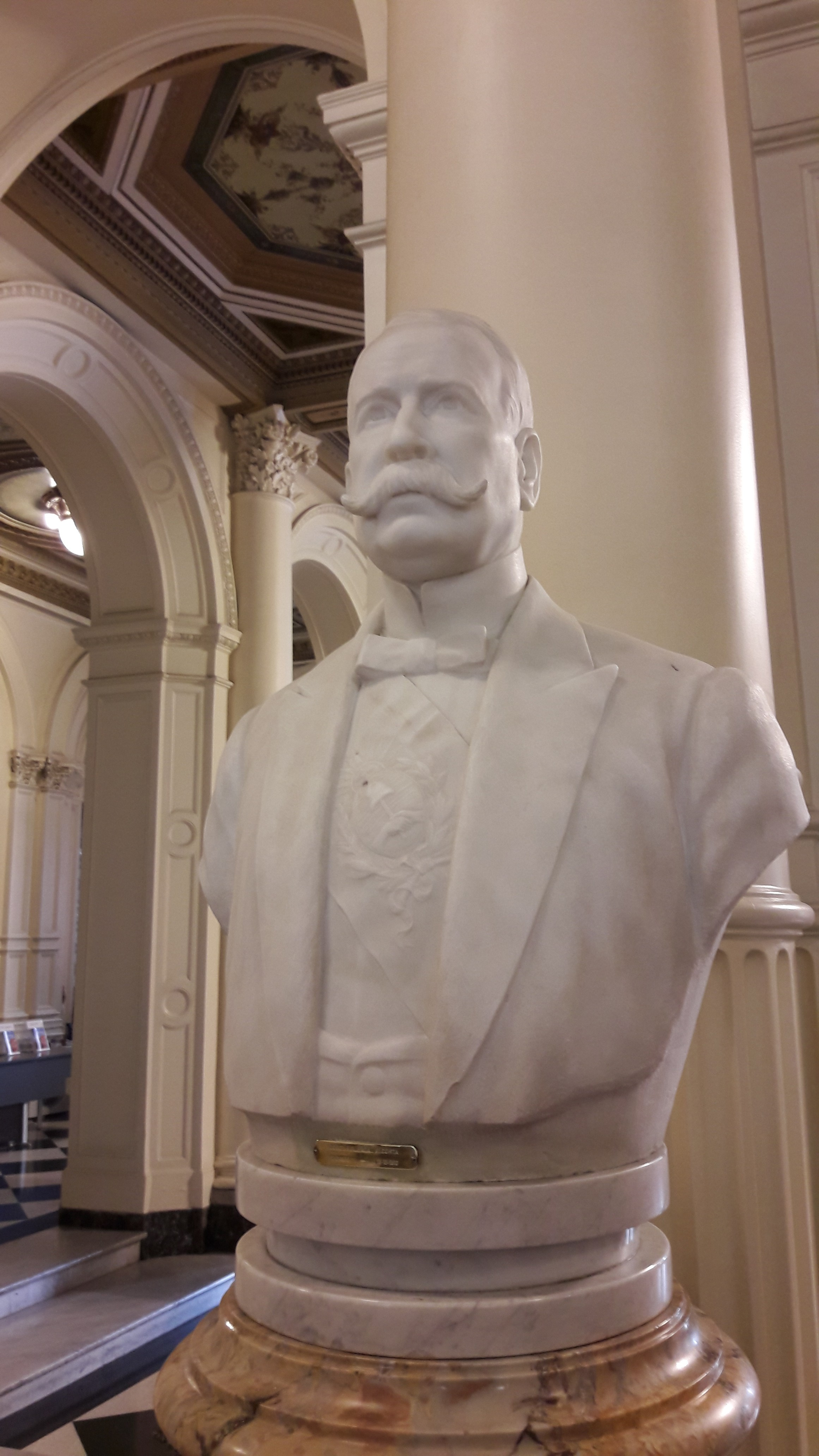
José Figueroa Alcorta (1906-1910)
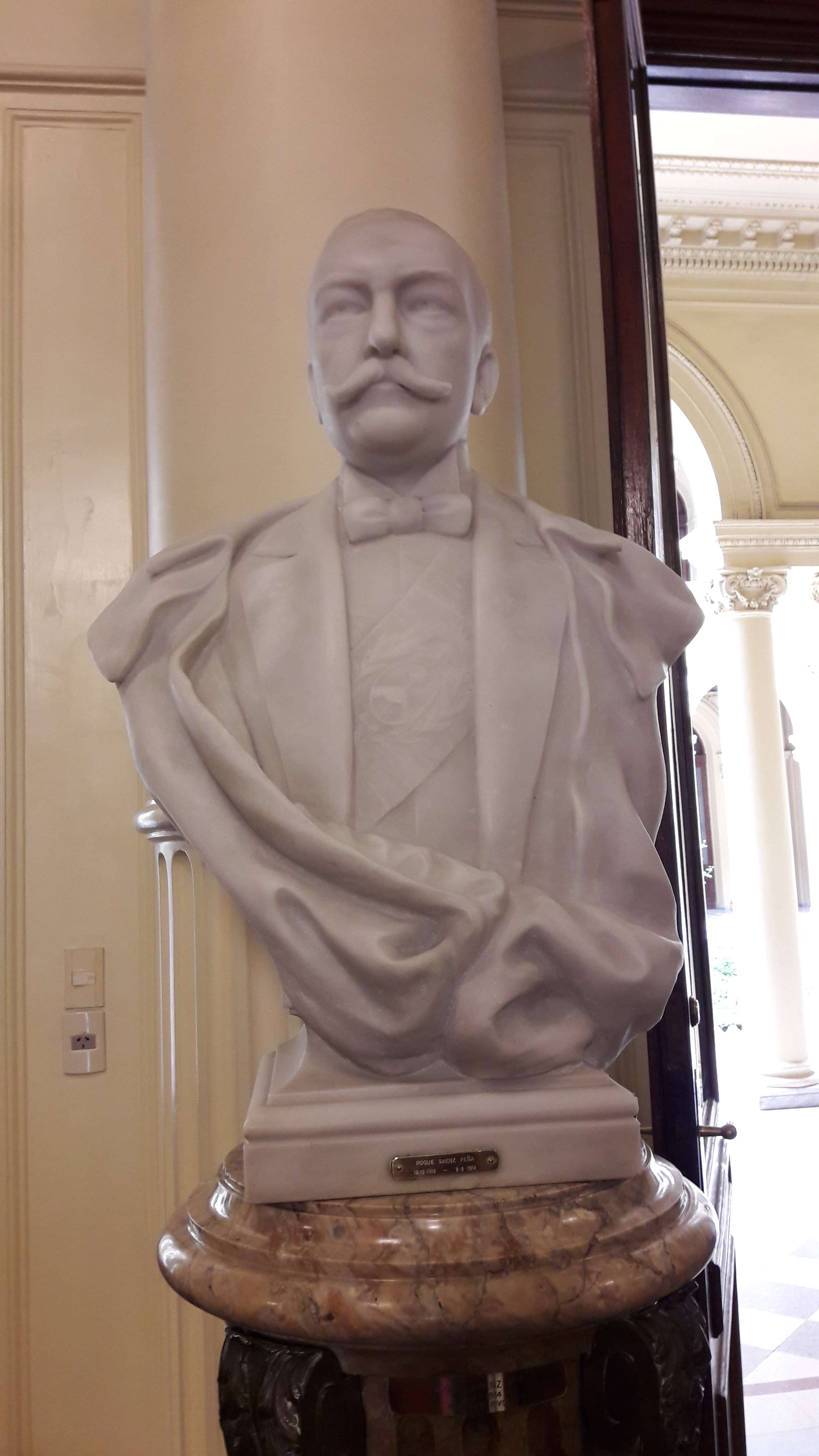
Roque Sáenz Peña (1910-1914)
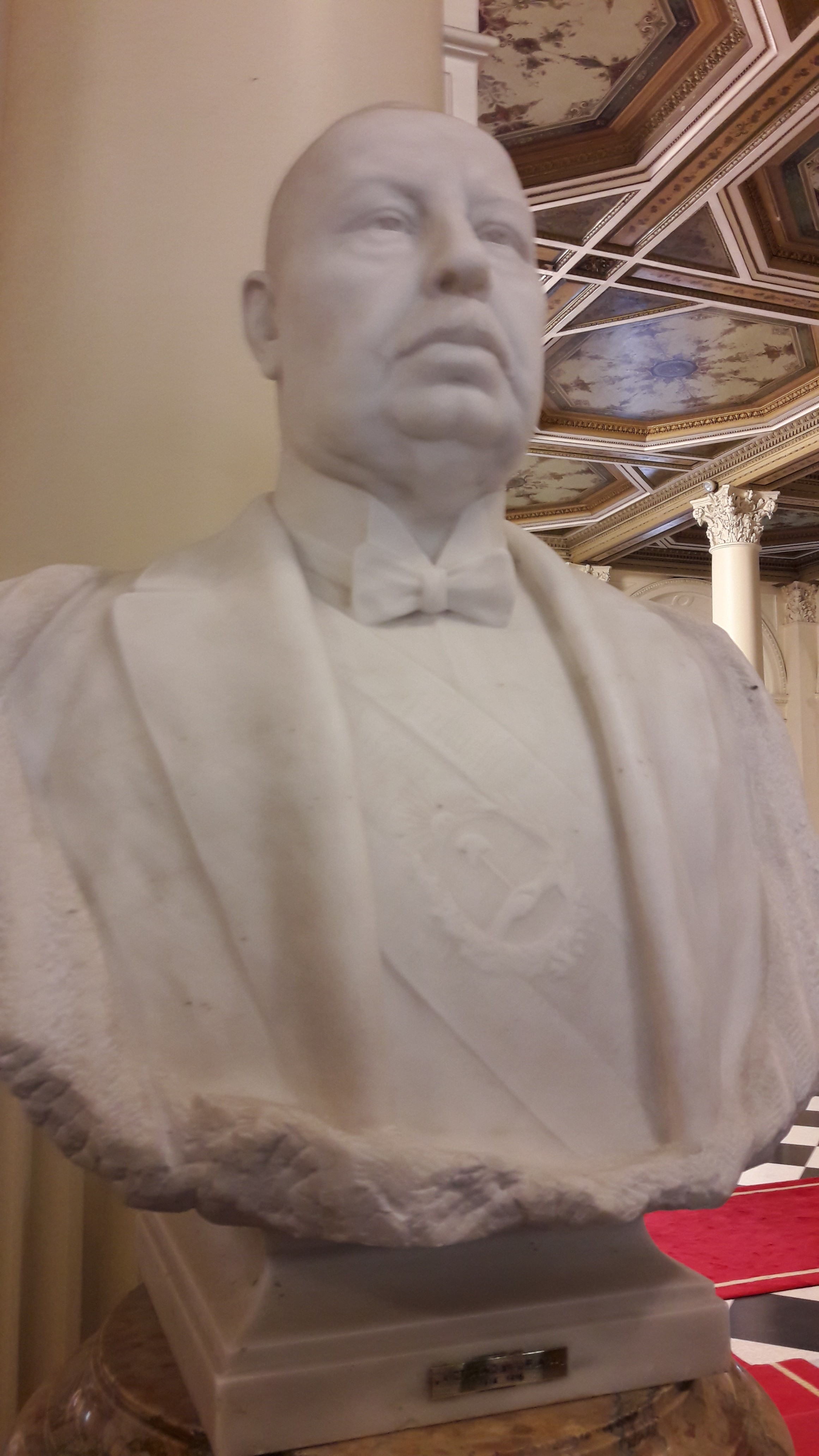
Victorino de la Plaza (1914-1916)
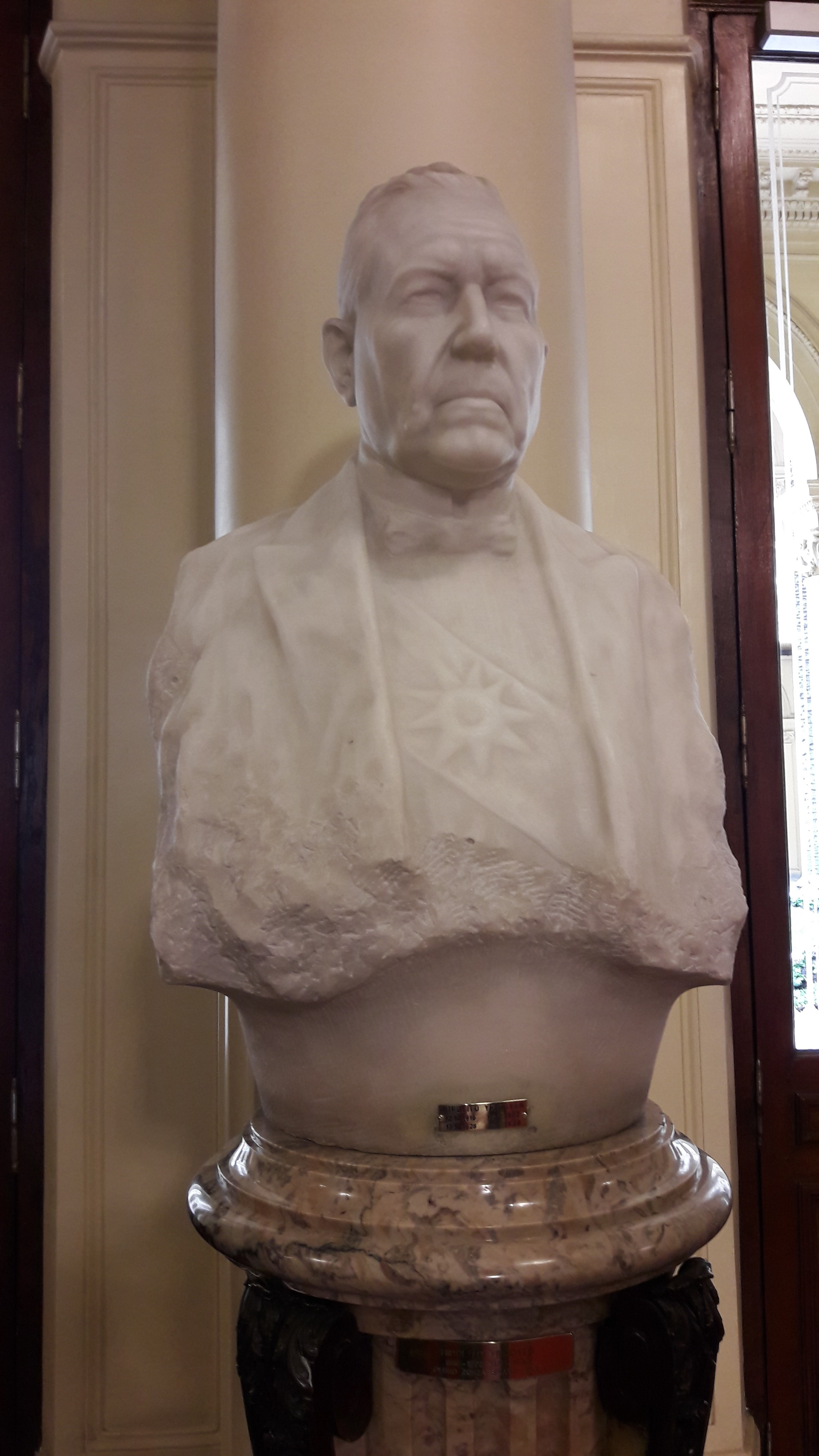
Hipólito Yrigoyen (1916-1922; 1928-1930)
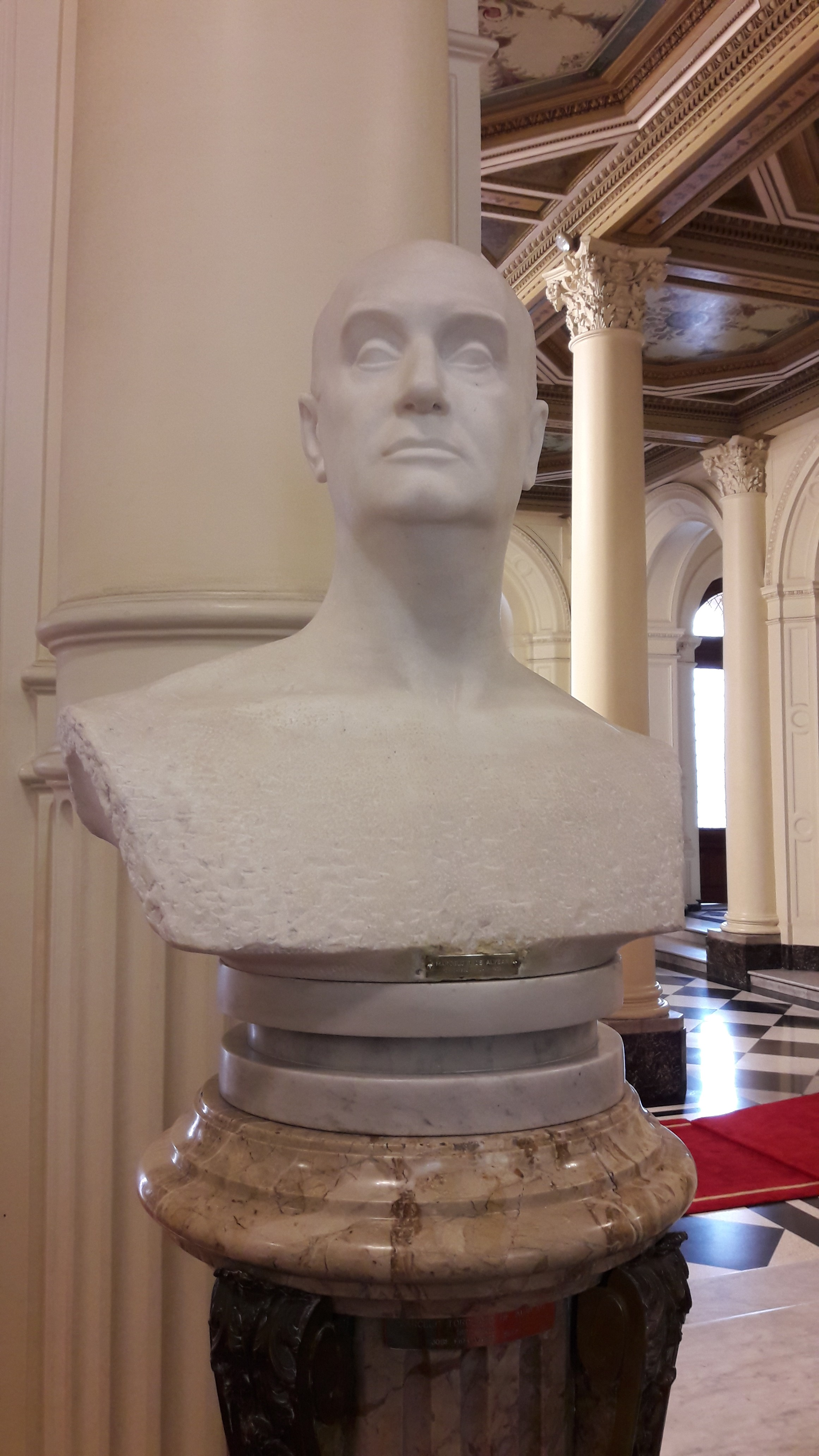
Marcelo T. de Alvear (1922-1928)
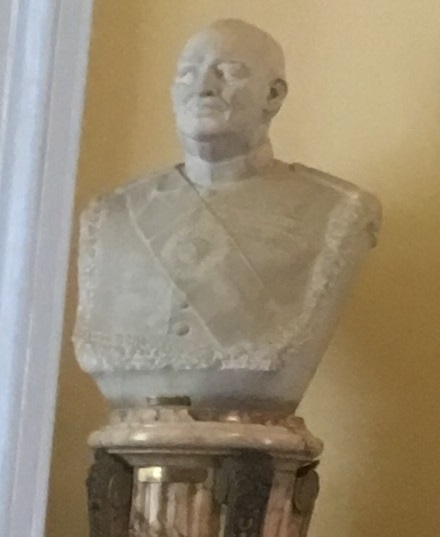
Agustín Pedro Justo (1932-1938)
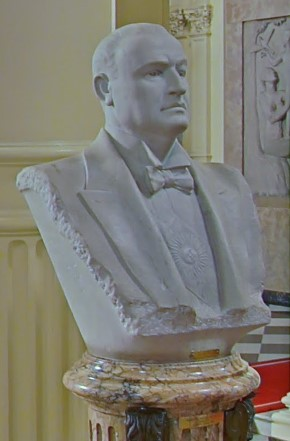
Roberto M. Ortiz (1938-1942)
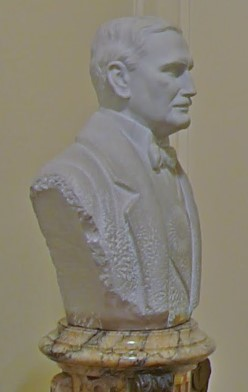
Ramón Castillo (1942-1943)
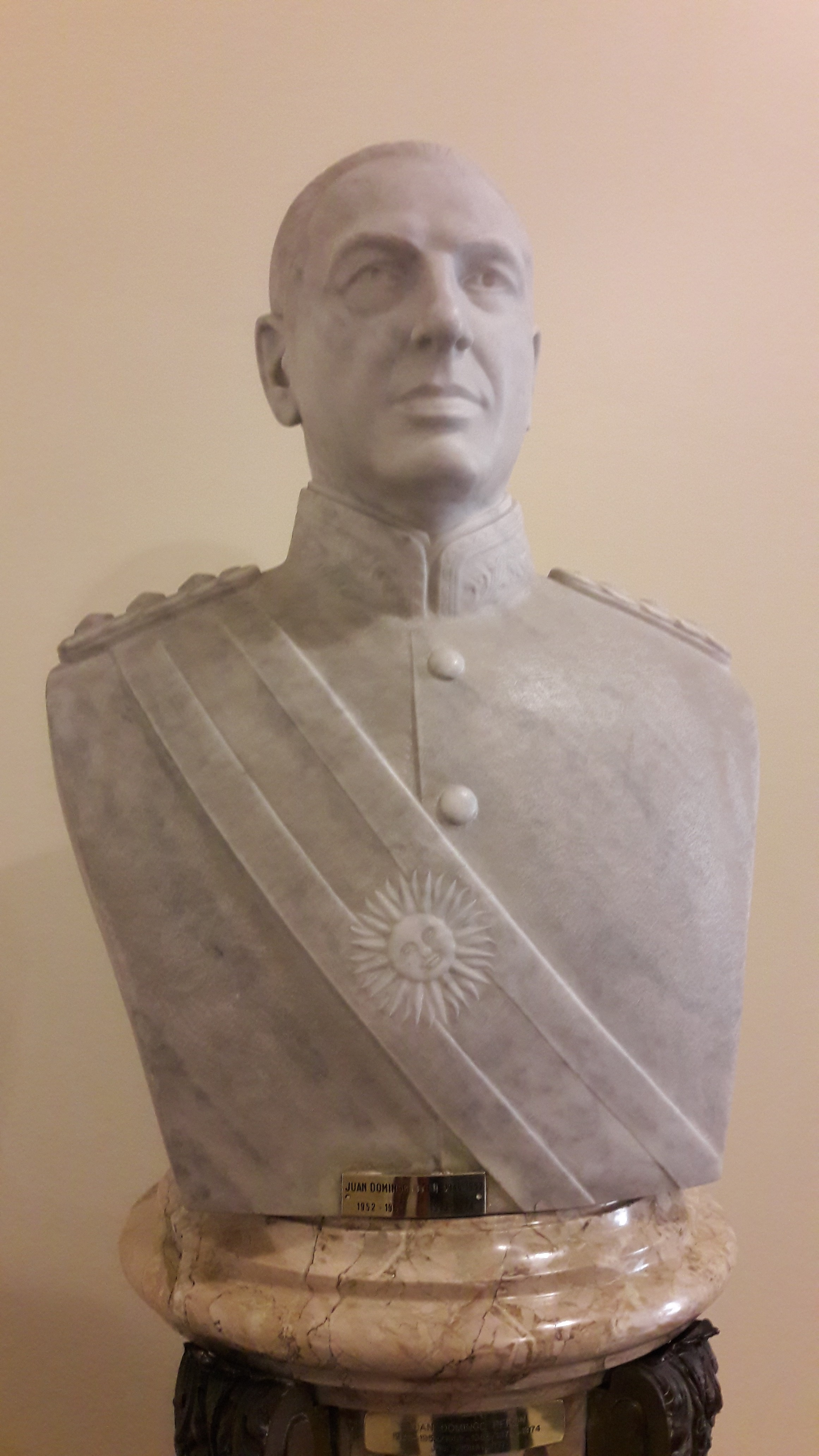
Juan Domingo Perón (1946-1952; 1952-1955; 1973-1974)
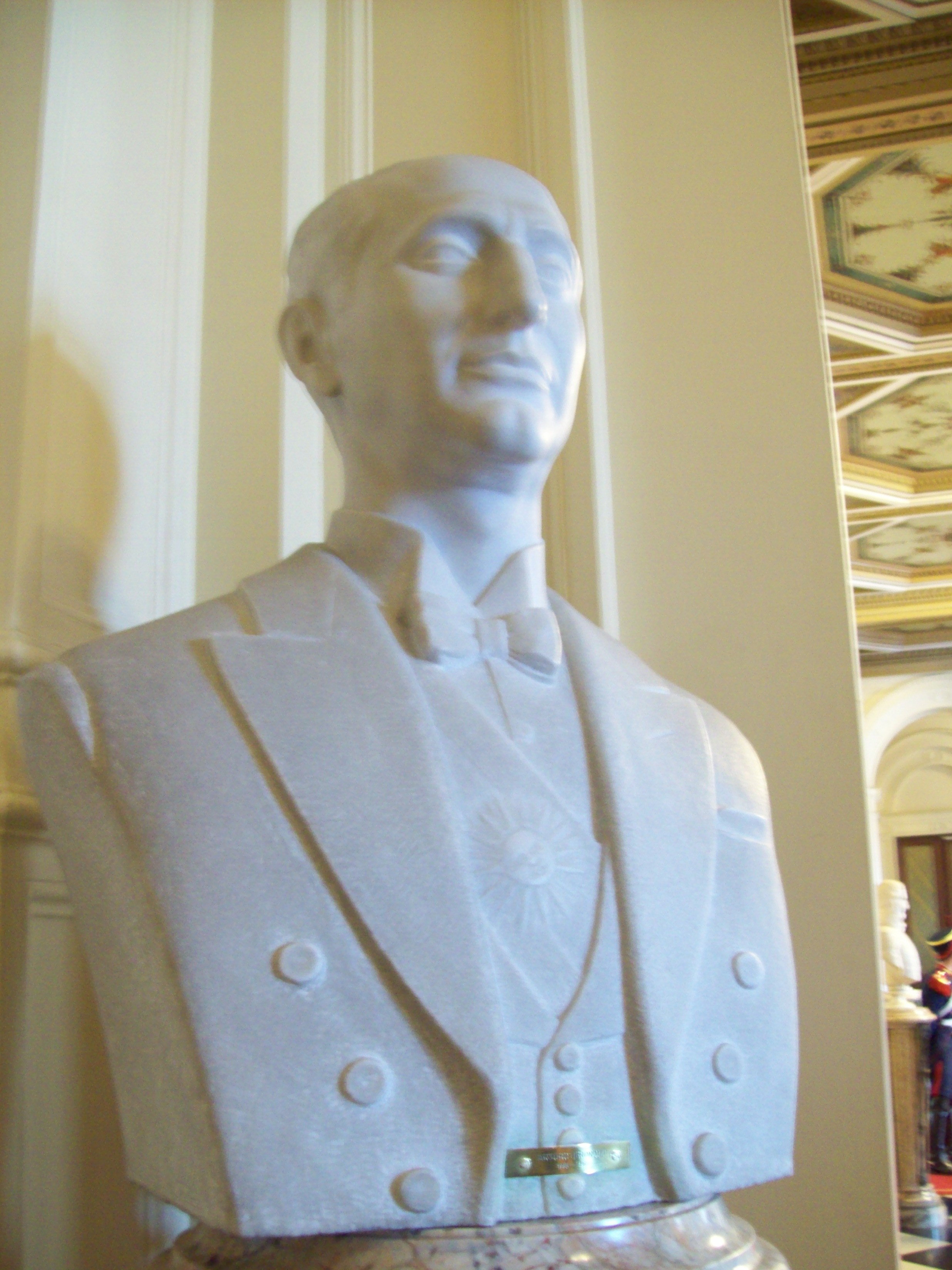
Arturo Frondizi (1958-1962)
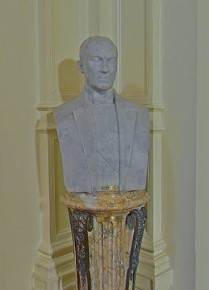
José María Guido (1962-1963)
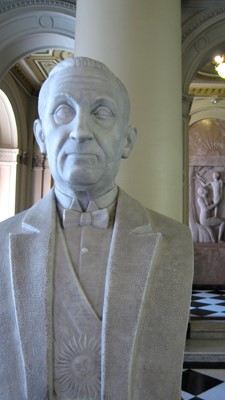
Arturo Illia (1963-1966)
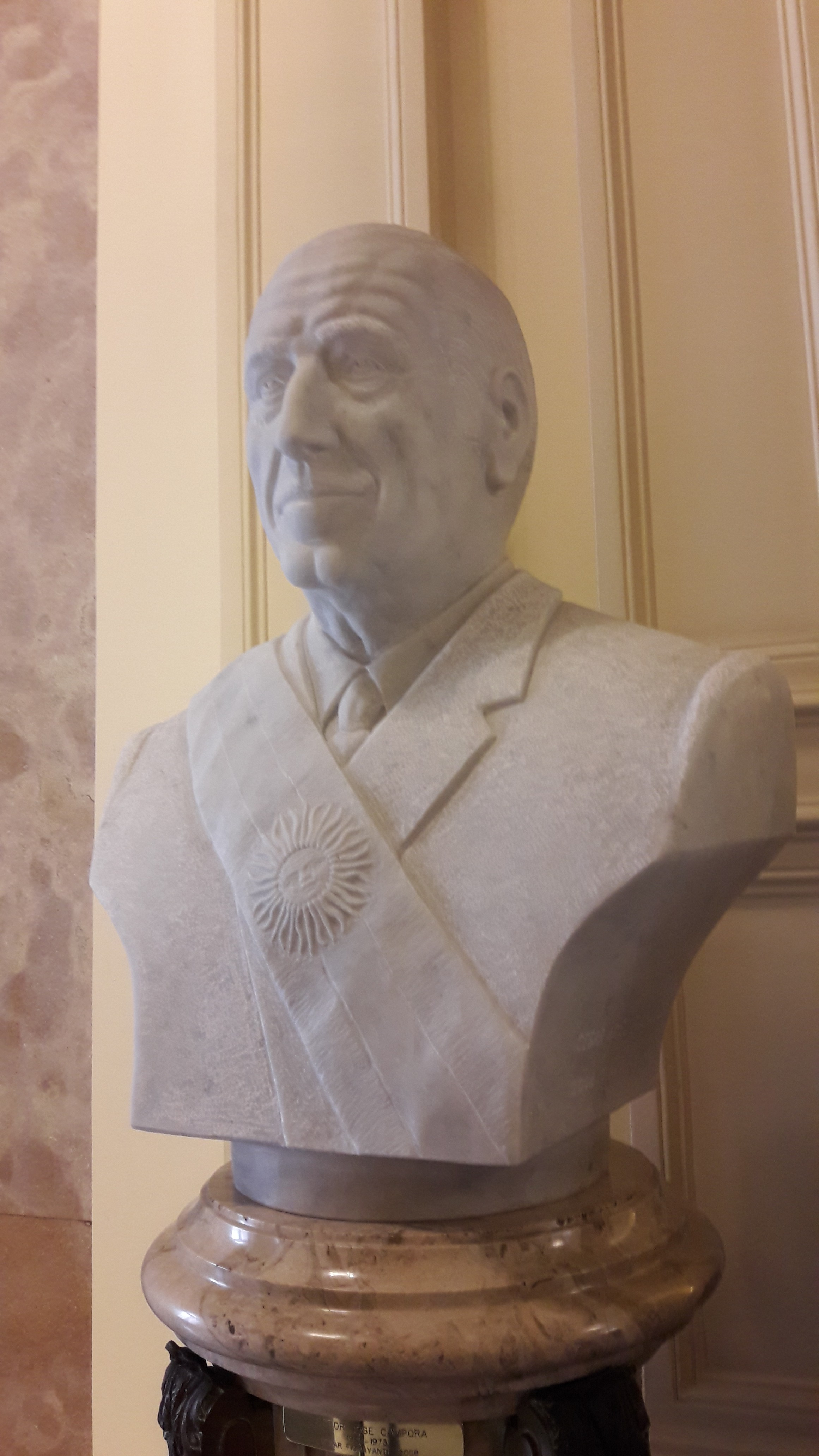
Héctor J. Cámpora (1973)
Raúl Alfonsín (1983-1989)

## Administraciones presidenciales 1983-actualidad
- Presidencia de Raúl Alfonsín (1983 - 1989)
- Presidencia de Carlos Menem (1989 - 1999)
- Presidencia de Fernando de la Rúa (1999 - 2001)
- Presidencia de Adolfo Rodríguez Saá (2001 - 2001)
- Presidencia de Eduardo Duhalde (2001 - 2002)
- Presidencia de Néstor Kirchner (2003 - 2007)
- Presidencia de Cristina Fernández de Kirchner (2007 - 2015)
- Presidencia de Mauricio Macri (2015 - 2019)
- Presidencia de Alberto Fernández (2019 - 2023)
- Presidencia de Javier Milei (desde 2023)